# 2019 у театрі

## Події

### Театральні починання
- 18 січня — прем'єрою вистави «Frida» розпочав свою роботу театр Людмили Колосович «Solo»[1].
- 18 лютого — Івано-Франківському академічному обласному музично-драматичному театру імені Івана Франка указом Президента надано статусу національного[2][3].
- Для трансферу на фестиваль Startup ГогольFest заплановано роботу перший у Європі артпотягу у напрямку Київ-Маріуполь. Виїздить 10-вагонний ГогольТрейн 26 квітня з Києва[4][5].
- 12 квітня — У Київському академічному театрі драми і комедії на лівому березі Дніпра введено до штатного розкладу посада Головного режисера. За підсумками конкурсу її обійняла Тамара Трунова.
- 7 травня — Київському академічному Молодому театру указом Президента надано статусу національного[6][7].
- 9 липня — Створено Асоціацію «Український Незалежний Театр» за ініціативи режисерки та театрального діяча Влади Бєлозоренко. На першому засіданні, яке пройшло на базі культурного центру «Печерськ», були присутні керівники та представники більш ніж 40 незалежних театрів України[8][9].
- В липні за ініціативи Департаменту культури КМДА Театр «Актор» отримав статус академічного[10]. Рішення проголосовано 14 листопада.
- 15 вересня — У Вінниці відкрито приміщення обласного лялькового театру «Золотий ключик» за адресою Хмельницьке шосе, 7[11].
- З моменту уходу з Київського обласного музично-драматичного театру імені П. Саксаганського, Богдан Пущак створює «Новый Театр» у м. Біла Церква[12][13].
- 27 жовтня — прем'єрою моноспектакля у постановці Анатолія Левченка за поезіями Йосипа Бродського у виконанні Валерія Сарбея в Маріуполі розпочав роботу недержавний театр «Terra Incognita — свій театр для своїх»[14].
- 8 грудня — прем'єрою вистави «Червоний капелюшок» (реж. Венера Ібрагімова) свою діяльність розпочав новостворений театр драми та ляльок «Саламандра» (селище Гребінки Васильківського району Київської області)[15]
- грудень — Народний театр-студія «Данко» («Papasony») втрачає приміщення у підвальному приміщенні Київського училища водного транспорту, депрацювали протягом останніх 9 років[16].

### Театр і маркетинг
- 24 червня — перезапуск Київського академічного театру драми і комедії на лівому березі Дніпра. Агентство Havas Kyiv створило нову айдентику театру[17][18].
- 25—26 липня — авторська виставка фотографа Якова Герінга «UBU THE KING» в ART: EGO Gallery. Фото-проект, який виконано на перетині Art & Fashion приурочено до участі незалежного театру «Мізантроп» у міжнародному фестивалі Единбургський Фріндж 2019[en] із виставою «Король Убю»[19].
- 16 листопада — у ко-брендингу інтернет-порталу «Театральна риболовля» та ТРК «Проспект» відбувся захід у рамках Smart-дискусії, у якій взяли участь амбасадори театру (керівники театрів, продюсери, художники-постановники, актори та професійні глядачі). Основна тема — обговорення ідеї smart у театрі і як вона резонує у споживача-глядача[20].
- грудень — Публікація про театральний маркетинг (авт. Сергій Винниченко) у 12-у випуску журналу «Маркетинг і реклама» (тема номера — «Цей багатоликий маркетинг!» — глибоке проникнення маркетингу в цілу низку сфер життя)[21].

### Театр, ЗМІ та блогосфера
- 31 грудня — Оголошено про закриття проєкту «Український театр 2.0»[22].

### Театральні ювілеї
- Ювілеї вистав відмітили[23]:
  - 17 лютого — 115 років виставі «Мадам Баттерфляй» Джакомо Пуччині (Одеський національний академічний театр опери та балету) — прем'єра в театрі відбуласа 17 лютого 1904 року[24].
  - 14 квітня — 10 років виставі «Мертві душі» за Гоголем (реж. Ігор Славинський, Театр на Подолі)[25].
  - 21 квітня — 100-й показ вистави «Сто тисяч» І. Карпенко-Карого (реж. Віталій Малахов, Київський академічний драматичний театр на Подолі).
  - 24 травня — 600-й показ вистави «Сватання на Гончарівці» за Г. Квіткою-Основ'яненко (реж. Віктор Шулаков, Київський академічний Молодий театр)[26].
  - 4 червня — 100-й показ вистави «Лист Богу» Анатолій Крим (реж. Ігор Славинський, Київський академічний драматичний театр на Подолі)
  - 21 червня — 100-й показ вистави «Увертюра До побачення» за І. Франком (реж. Андрій Приходько, Національний академічний драматичний театр імені Івана Франка)
  - 28 червня — 250-й показ вистави «Кайдашева сім'я» (реж. Петро Ільченко, Національний академічний драматичний театр імені Івана Франка)
  - 19 липня — 100-й показ вистави «Мишоловка» за Агатою Крісті (реж. Ірина Кліщевська, Марія Грунічева, Київський академічний театр «Колесо»)
  - 25 вересня — 1000-й показ вистави «За двома зайцями» М. Старицького (реж. Григорій Артеменко, Житомирський обласний український музично-драматичний театр імені Івана Кочерги)[27]
  - 16 жовтня — 20 років виставі «Шельменко-денщик» (реж. Петро Ільченко, Національний академічний драматичний театр імені Івана Франка)[28]
  - 29 жовтня — 200-й показ вистави «Корсиканка» за Іржі Губачем (реж. Олексій Лісовець, Київський академічний театр драми і комедії на лівому березі Дніпра)

### Прощання із виставами
Зійшли зі сцени:
- «Приборкання норовливої» В. Шекспіра (реж. Сергій Данченко, Національний академічний драматичний театр імені Івана Франка)
- 5 червня — «Як не стати порохом» Дєрдя Шпіро (реж. Орест Пастух, театр «Золоті ворота»)[29]
- 15 червня — «Кін IV» Г. Горіна (реж. Анатолій Хостікоєв, Національний академічний драматичний театр імені Івана Франка)[29][30]
- 1 жовтня — «Асексуали» М. Курочкіна[ru] (реж. Ігор Білиць, Дикий Театр)[31]
- 6 жовтня — «Патріс» Дмитра Богославського, Віктора Красовського, Сергія Анцелевича (реж. Дмитро Захоженко, Київський Театр «Актор»)
- 18 жовтня — «Ми всі дорослі люди» за комедією «Пригоди звичайного божевілля» Петра Зеленки (реж. Катерина Башкина, Дикий Театр)[32]
- «Карнавал плоті» Г. Бюхнера (реж. Дмитро Богомазов, Київський академічний театр драми і комедії на лівому березі Дніпра)

### Лекторій та майстер-класи
- 11 лютого — майстер-клас в Києві польської драматургині та письменниці Маліни Пшесьлюґи «Як писати для дітей?»[33]
- 16 грудня — Перформативна лекція «Тіло театру на вечерю» Віктора Вілісова[34]

### Меморіальні події
- 19 квітня на будинку за київською адресою вул. Велика Васильківська, 114 було відкрито меморіальну дошку на честь Володимира Оглобліна — актора, режисера, театрального педагога, письменника, теоретика театрального мистецтва, який мешкав в цьому будинку.[35]
- 27 квітня було відкрито меморіальну дошку на честь оперної співачки Євгенії Мірошниченко (скульптор Іван Мельничук)[36]
- В липні в харківському саду ім. Шевченка встановлено пам'ятник українському режисеру Лесю Курбасу (скульптор Олександр Рідний, Ганна Іванова)[37]
- В серпні на фасаді Чернігівського молодіжного театру встановлено пам'ятну дошку засновнику театру та художньому керівникові і головному режисеру Геннадію Касьянову.[38]
- 28 грудня було відкрито пам'ятну дошка Народному артисту України, актору Сергію Романюку в Івано-Франківську[39]

### Театральні гастролі
- Інклюзивний мистецький проект, спрямований на розвиток співпраці та побудову зв'язків між людьми з інвалідністю і без «Краще Разом» (Культурно-громадський центр ШELTER+, Кривий Ріг) із виставою «Полювання на Снарка» за Льюїсом Керролом проїхали із гастролями містами України (прем'єрний показ в Кривому Розі — січень, Маріуполь — 9 лютого, Київ — 26 лютого в Театрі на Подолі)[40][41]
- Протягом червня — липня Національний академічний драматичний театр імені Івана Франка проїхав гастролями містами України — Полтава (з 11 по 18 червня), Харків (з 19 по 26 червня) та Івано-Франківськ (з 2 по 9 липня)[42][43]
- «Літо в стилі модерн в Одесі 2019» — програма «Київ модерн-балету» в Одесі з 4 по 9 липня в приміщені Одеського національного академічного театру опери та балету (балети «Спляч красуня», «Кармен TV», «Жінка в ре-мінорі», «Вгору по річці», «Лебедине озеро», «Двоє на гойдалках», «In Pivo Veritas», «Вій»).[44]
- Гастрольний тур «Дикого театру» серпневим Львовом представлено трьома виставами — «Гей парад», «Віталік» та «Поліамори» (16 — 18 серпня).[45]

### Театральні скандали
- Всупереч законодавству та без конкурсу виконуючим обов'язки директора Дніпропетровського академічного театру опери та балету став Костянтин Пінчук, який також без конкурсу взяв на роботу нового художнього керівника — композитора і режисера Володимира Назарова[46][47].
- Скандал навколо майнового комплексу ХНАТОБ — дві профільні постійні комісії облради прийняли рішення рекомендувати обласній раді перевести будівлю Харківської національної опери з державної власності в обласну комунальну власність, тим самим позбавивши театр власних приміщень і можливості реалізувати стратегію розвитку театру як потужного національного і європейського музично-театрального хаба[48][49].
- 28 лютого на звітній конференції Гільдії Незалежних театрів пролунала позиція недовіри до Ради Гільдії
- Новий сезон Національного академічного українського драматичного театр ім. М. Заньковецької у вересні розпочався зі скандалу щодо не продовження контракту із актором Ярославом Кіргачем. На підтримку актора виступав головний режисер театру Федір Стригун, згодом відеозвернення щодо підтримки записали і актори театру[50].
- 2 жовтня з'явилося повідомлення про загрозу закриття Одеського академічного українського музично-драматичного театру ім. В. Василька за ініціативи представників ДСНС. Озвучена причина — приміщення театру не відповідає нормам пожежної безпеки[51]. Станом на 21 жовтня з'явилося повідомлення про знайдені кошти на усунення недоліків[52].
- 26 листопада Федір Стригун повідомляє про отриманий лист щодо припинення з ним контракту у театрі. Заява має широкий резонанс в соцмережах та у засобах масової інформації. Противники звільнення влаштовують акцію протесту під Міністерством культури в Києві[53].
- Порушення вимог п. 2 частини першої статті 28 Закона України «Про запобігання коррупції» виявлено в діях директора обласного комунального закладу «Харківський театр для дітей та юнацтва» Андрія Гапановіча, який влаштував на роботу трьох своїх близьких родичей й не повідомив компетентні органи про потенціальний конфлікт інтересів[54]. Рішенням сесії облради директора звільнено з посади 5 грудня 2019 року[55].

### Театр і спорт
- 4 березня — благодійний зимовий турнір з міні-футболу серед театрів Києва та Київської області «Кубок театральної ліги» (спорткомплекс «Меридіан») за участі команд Національного драматичного театру ім. І. Франка, Національного театру російської драми ім. Л. Українки, Театру на Подолі, Київського Молодого театру, Київського обласного музично-драматичного театру ім. П. Саксаганського (м. Біла Церква), та команди «Вільні актори». Переможцем фінального туру між театром ім. Лесі Українки та театр ім. П. Саксаганського беззаперечну перемогу отримали Санксаганці
- 17 червня — благодійний літній турнір з міні-футболу «Кубок театральної ліги» (Гідропарк, «Місто спорту»). Серед учасніків — команди театрів Києва, Білої Церкви, Дніпра, Одеси, Вінниці. Володарем літнього кубку стала команда Національної оперети України. Благодійний турнір проводиться для підтримки Будинку ветеранів сцени ім. Н. Ужвій.[56]

## Опубліковані п'єси
- Дмитра Корчинський. Три п'єси. — Київ : «Залізний тато», 2019. — 146 с. — ISBN 978-617-7653-11-9.[57]:
  - «Постравматична рапсодія»
  - «ВОП»
  - «Віденська кава»
- Інша драма (сучасні українські п’єси). — Київ : «Світ знань», 2019.[58].
  - Олександр Вітер: «Ніч вовків» та «Слон легший за вітер»
  - Ярослав Верещак
  - Олег Миколайчук-Низовець: «Зніміть з небес офіціанта» та «Час Ч»
  - Неда Неждана: «Коли повертається дощ» та «Загублені в тумані»
- «Від Чорнобиля до Криму» (антологія української драматургії французькою мовою у «Еспас д'ен Інстан»):[59]
  - Павло Ар'є «На початку і наприкінці часів»
  - Неда Неждана «Заблукані втікачі»
  - Сергій Жадан «Гімн демократичної молоді»
  - Олег Миколайчук «Дикий мед»
  - Олександр Ірванець «Прямий ефір»
  - Олександр Вітер «Лабіринт»
  - Дмитро Терновий «Деталізація»
  - Анна Багряна «Є в ангела від Лукавого»

Переклади
- Мішель Марк Бушар. Христина, дівчина-король = Michel Marc BOUCHARD CHRISTINE, LA REINE-GARÇON théâtre. — Київ : «Видавництво Анетти Антоненко», 2019. — 96 с. — ISBN 978-617-7654-15-4. (переклад з французької — Ростислав Нємцев)[60]

- Сучасна польська драматургія для дітей і молоді. Хто боїться пані ЕС. — Київ : Неопалима купина, 2019. — 184 с. — ISBN 978-966-2002-20-1. (переклад Юрія Попсуєнка):
  - Маліна Пшесьлюга «Найменший бал у світі»
  - Маліна Пшесьлюга «Ніщо, Завзята мурашка, Адам і Єва»
  - Ліліана Бардієвська «Нарешті бал!»
  - Марія Войтишко «Пекло — небо»
  - Марта Ґусньовська «Казка про Лицаря без Коня»
  - Марта Ґусньовська «Хто боїться пані „Ес“?»

## Прем'єри
Січень
- 5 січня —
  - «Пан Лампа» Маліни Пшесьлюґи (реж. Дмитро Захоженко, Київський академічний драматичний театр на Подолі)
  - «Український вертеп» (реж. Олександр Інюточкін, Полтавський академічний обласний театр ляльок)

- 10 січня —
  - «Малюнки Марка Кропивницького» за творами Марка Кропивницького (реж. Роман Хегай-Семенов, Незалежний проект «Театральне оточення», м. Вінниця)
  - «Чоловік моєї дружини» Миро Гаврана (реж. Роман Бутовский, Проєктний театр «Сучасний театр Сатири», м. Кропивницький)

- 13 січня —
  - «Andersen's Fairy Tales» за мотивами казок Ганса Андерсена (реж. Валерія Федотова, Театральна майстерня Миколи Рушковського[ru])
  - «Зимовий переполох» вистава-пантоміма за мотивами казки «Груфало» Джулії Дональдсон (реж. Ірина Ярмоленко, реж. з пластики Сергій Ярмоленко, Franco-театр, м. Коломия)

- 17 січня —
  - «Клітка» за п'єсою «Діалоги з клітки» Олександра Костинського (реж. Олена Мельничук, Рівненський обласний академічний український музично-драматичний театр, мала сцена)

- 18 січня —
  - «Frida» за п'єсою «Скажена голубка» Тетяни Іващенко (реж. Людмила Колосович, спільний творчий проект Центру імені Курбаса та театру «Solo»)[62]
  - «Як у кіно» Віталія Маркитана (реж. Віталій Маркитан, Миколаївський академічний український театр драми і музичної комедії)

- 19 січня —
  - «Майстри чудес» Марини Смілянець (реж. Віталій Кіно, Театр для дітей «Сонечко», м. Київ)
  - «По той бік кургану» Сергія Бєльського за мотивами легенд і міфів давньої Скіфії (реж. Сергій Бєльський, Криворізький академічний міський театр музично-пластичних мистецтв «Академія руху»)

- 20 січня —
  - «Всі миші люблять сир» Оксани Сенатович (реж. Євген Курман, Кіровоградський академічний український музично-драматичний театр імені М. Л. Кропивницького)
  - «Дорогою ціною» Юрія Васюка за одноіменною повістю Михайла Коцюбинського (реж. Влад Сорокін, Львівський обласний академічний музично-драматичний театр імені Юрія Дрогобича, м. Дрогобич)

- 21 січня —
  - «ЦРУ, або Розлучені теж сміються» Лілії Костишиної та Богдана Мельничука (реж. Орест Савка, Тернопільський народний аматорський драматичний театр-студія «Сузір’я»)

- 22 січня —
  - «Голос тихої безодні» Неди Нежданої (реж. Олеся Плохоткіна, Запорізький академічний театр молоді)
  - «Пан Перевертас та інші» Сергія Пантюка (реж. Олексій Биш, Чернігівський обласний молодіжний театр)[63]

- 24 січня —
  - «Каллас. Історія пристрасті» (не) біографічна драма (реж. Володимир Голосняк, МКЦ ім. Козловського)[64]
  - «Отелло/Україна/Facebook» Павла Ар'є та Марини Смілянець (реж. Стас Жирков, Київський академічний театр «Золоті ворота»)[65][66][67][68][69]

- 25 січня —
  - «Червона Каска» Керен Клімовськи (реж. Олександр Баркар, Одеський театр юного глядача)[70][71]

- 26 січня —
  - «Острів скарбів» за одноїменним романом Роберта Стівенсона (реж. Альона Петлярська, Дитячий драматичний театр «Експромт» Вишгородського міського центру художньо-естетичної творчості учнівської молоді «Джерело»)
  - «Трагедія бунту» Петра Колісника за романом «Хіба ревуть воли, як ясла повні?» Панаса Мирного (реж. Петро Колісник, Чернівецький музично-драматичний театр імені Ольги Кобилянської)[72]

- 30 січня —
  - «Час не минає минаємо ми» (реж. Тетяна Бойчук, Студентський театр-студія «На Зарванській», м. Кам’янець-Подільський)

- 31 січня —
  - «Фальшива нота» Дідьє Карона (реж. Михайло Резнікович, Національний академічний театр російської драми імені Лесі Українки)[65]

Лютий
- 1 лютого —
  - «За двома зайцями» Оксани Прибіш за І. Нечуєм-Левицьким та М. Старицьким (реж. Ігор Матіїв, Театр на Подолі)[65]
  - «Тріумфальна арка» за мотивами роману Е.-М. Ремарка (реж. Анна Огій, Незалежний проект) (перша заявка на постановку в Українському малому драматичному театрі, згодом — Дикий Театр. По факту проект вишов незалежним)[74][65][75]

- 8 лютого —
  - «Оркестр» за мотивами одноіменної п'єси Ж. Ануя (реж. Анна Горянська, Київський театр оперети)[65][76]
  - «Шевальє Іван Сірко» І. Афанасьєва (реж. Сергій Павлюк, Миколаївський академічний український театр драми і музичної комедії)
  - «Шіола» Г. Думбадзе (реж. Олексій Кужельний, Київська майстерня театрального мистецтва «Сузір'я»)

- 10 лютого —
  - «Королева загублених ґудзиків» Л. Ра та О. Злотника (реж. Олесь Павлютін Черкаський академічний обласний український музично-драматичний театр імені Т. Г. Шевченка)[77]

- 12 лютого —
  - «Пісня» Анастасії Косодій (реж. Петро Армяновськи, PostPlay театр)[78][79]

- 14 лютого —
  - «33 постріли» за одноактовими п'єсами А. Чехова (Театр «Між трьох колон»)
  - «Зірка кохання» Сергій Павлюк за мотивами п’єси «Сірена і Вікторія» Олександра Галіна (реж. Сергій Павлюк, Херсонський обласний академічний музично-драматичний театр імені Миколи Куліша)

- 16 лютого —
  - «Аліса. Дивовижна подорож» за мотивами роману-казки «Алісині пригоди у Дивокраї» Л. Керрола (реж. Ірина Ципіна, Перший театр, м. Львів)[80][81]
  - «Все, що тобі потрібно — це кохання» за мотивами оповідань А. Чехова (реж. Лінас Зайкаускас, Сумський обласний академічний театр драми та музичної комедії імені М. С. Щепкіна)[82]
  - «Суниця під снігом» японська народна казка (реж. Юлія Меліксетова, Театр «Руда ворона», Київ)

- 17 лютого —
  - «Із Днем Народження, синку!» Ф. Аррабаля (реж. Владислав Костика, «Театр на Чайній», Одеса)

- 19 лютого —
  - «DreamWorks» І. Вирипаєва (реж. Давид Петросян, Театр на Подолі)[83]

- 22 лютого —
  - «Біла Ворона» рок-опера Геннадія Татарченка та Ю. Рибчинського (реж. Максим Голенко, Київський театр оперети)[74][65][84][85][86]
  - «Хома Брут vs Саломея» за мотивами повісті «Вій» М. Гоголя (реж. Микола Яремків, Миколаївський академічний художній російський драматичний театр)[87]

- 23 лютого —
  - «Gone with the Secs» за оповіданнями Ф. Діка (реж. Анабель Рамірес, ProEnglish Drama School)
  - «Got To Be Free» рок-мюзикл музичної історії Майдану (реж. Віталій Малахов, Театр на Подолі) (ініцийований проект 2014 року, з 23 лютого 2019 отримав свій театральний майданчик)
  - «ГолохвастOFF» за мотивами п'єси «За двома зайцями» М. Старицького (реж. Анастасія Осмоловська, Київський театр на лівому березі)[74][65]
  - «Іграшка для мами» за п'єсою «Ти ніколи не їздила на верблюді?» Альдо Ніколаї (реж. Григорій Зіскін (Канада), Національний театр ім. Л. Українки)[85]
  - «Містерії Пандори» Р. Вагнер (реж. Антоніна Радієвська, Харківський національний академічний театр опери та балету імені Миколи Лисенка)[88]

- 24 лютого —
  - «The Birthday Party» за п'єсою «День народження» Г. Пінтера (реж. Татьяна Шелепко, ProEnglish Theatre)

- 26 лютого —
  - «Norway. Today» І. Бауершима (реж. Олександр Іваненко, Запорізький академічний обласний український музично-драматичний театр імені Володимира Магара)

- 27 лютого —
  - «Антипкові вибрики» казка-феєрія Таїсії Красуцької (реж. Ірина Ярмоленко, Franco-театр (Коломия))
  - «Саломея» О. Уайльда (реж. Володимир Борисюк, Київський Молодий театр)[85]

Березень
- 1 березня —
  - «Доньки-матері» О. Марданя (реж. Ярослав Федоришин, Львівський академічний духовний театр «Воскресіння»)
  - «Каблуки» за мотивами п'єси «За зачиненими дверима» Ж.-П. Сартра (реж. Олексій Стильно, Дніпровський академічний театр драми і комедії, театр у фоє)
  - «Коханець» Г. Пінтера (реж. Ната Бударіна, Український малий драматичний театр)[85]
  - «Лоенгрін» Р. Вагнера (реж. Міхаель Штурм (Німеччина), Львівський національний академічний театр опери та балету імені Соломії Крушельницької)[90][91][92]
  - «Нігілісти» О. Середина за мотивами роману «Батьки і діти» І. Тургенєва (реж. Олександр Середин, Харківський російський драматичний театр імені О. Пушкіна)
  - «Олена… не прийшла додому» Олександра Володарського (реж. Вячеслав Жила, Черкаський академічний обласний український музично-драматичний театр імені Т. Г. Шевченка)[93]

- 2 березня —
  - «Club самотніх сердець» за мотивами п'єси «The Cemetery Club» Айвон Менчелл (реж. Тетяна Аркушенко, Національний академічний український драматичний театр імені Марії Заньковецької)[94]
  - «Останній день людства» за мотивами п'єси «Сиротливий захід» М. Макдони (реж. Дмитро Курілов, Театральна майстерня Миколи Рушковського[ru])
  - «Солом'яний бичок» Антона Шеремка за мотивами української казки (реж. Антон Шеремко, Чернігівський обласний театр ляльок імені Олександра Довженка)
  - «У бабусі Дусі» Марини Богомаз (реж. Марина Богомаз, Київський державний академічний театр ляльок)

- 3 березня —
  - «Казка з чарівної скрині» за мотивами казки «Колобок» (реж. Костянтин Гросман, Рівненський академічний обласний театр ляльок)

- 4 березня —
  - «Не Аліса в Дивокраї» Дар'ї Анохової, Дмитра Телюка, Сергія Смірновського (реж. Дар'я Анохова та Дмитро Телюк, Театр «Біла ворона», Киев) (дитяча учбова вистава — діти 10-14 років)
  - «Як козам роги крутять» за п'єсою Ю. Федьковича (Ніжинський академічний український драматичний театр імені М. Коцюбинського)

- 6 березня —
  - «Весела вдова» Ф. Легар (реж. ???, Миколаївський академічний український театр драми і музичної комедії)
  - «Шило на Мило» за п'єсою «Валентинів день» І. Вирипаєва (реж. Денис Дикий, Київська майстерня театрального мистецтва «Сузір'я», мікросцена)

- 7 березня —
  - «Ідеальний чоловік» О. Уайльда (реж. Костянтин Дубінін, Київський ТЮГ на Липках)[74]
  - «Обережно — жінки!» Андрія Курейчика[ru] (реж. Людмила Колосович, Кіровоградський академічний український музично-драматичний театр ім. М. Л. Кропивницького)

- 8 березня —
  - «Легенда про вічне кохання» балет на музику Франца Шуберта в аранжуванні В'ячеслава Самофалова (пост. Артем Шошин, Київський муніципальний академічний театр опери та балету для дітей та юнацтва)

- 9 березня —
  - «Біля мого вікна» І. Калашнікової за піснями Л. Сергеєва[ru] (реж. Олександр Білозуб, Театр на Подолі, камерна сцена ім. Ігоря Славинського)(передпоказ відбувся 10 грудня на сцені Київської майстерні театрального мистецтва «Сузір'я» до ювілея Ірини Калашнікової)[95]

- 10 березня —
  - «Вартувало?!» (рос. Стоило?!) поетична моновистава Анни Мильошиної (реж. Юрій Невгамонний, «Театр на Чайній» (вітальня), Одеса)
  - «Квітка ностальгії» монодрама за п'єсою Ігоря та Люби Липовських (реж. Люба Липовська, Театр «Соломія» (Коломия)[96]

- 12 березня —
  - «Інцидент» Ніколаса Байєра (реж. Наталія Кудрявцева, Київський академічний театр юного глядача на Липках, мала сцена)
  - «Сторонні серед нас» Аарона Бушковскі (реж. Петро Ільченко, Національний академічний драматичний театр імені Івана Франка)[65][85][97]

- 13 березня —
  - «Голомоза співачка» за п'єсою[en] Ежена Йонеско (реж. Анатолій Левченко, Донецький академічний обласний драматичний театр, мала сцена)
  - «Енеїда-XXI» Віталія Ченського за одноіменною поемою Івана Котляревського (реж. Максим Голенко, Одеський академічний український музично-драматичний театр імені В. Василька та Дикий Театр)[74][98]

- 14 березня —
  - «Неправильна казка» Олександра Столярова (реж. Олена Лазович, Незалежний проект)
  - «Останнє танго в Хусті» Олександра Гавроша (реж. В'ячеслав Давидюк, Закарпатський обласний театр драми та комедії)
  - «Що трапилось у зоопарку?» Едварда Олбі (реж. Євген Олійник, Миколаївський академічний художній російський драматичний театр)

- 15 березня —
  - «Вікна пам'яті» хореографічна поема на тексти Андрія Дюки (реж. Тетяна Брисіна, Криворізький театр драми та музичної комедії імені Т. Г. Шевченка)
  - «Діти ночі» на музику Антоніо Вівальді, Макса Ріхтера (реж. Олександр Абдукарімов, Національний академічний театр опери та балету України імені Тараса Шевченка)[85]

- 16 березня —
  - «Timetraveller's» Анастасії Косодій (реж. Джек Кловер, Львівський драматичний театр імені Лесі Українки)
  - «Загадкове нічне вбивство собаки»» Саймона Стівенса (реж. Геннадій Фортус, Запорізький академічний театр молоді)[99]
  - «Контрольний постріл» іронічний детектив Інни Гончарової за творами сучасної української драматургії (реж. Інна Гончарова, Київський театр «Маскам Рад»)

- 17 березня —
  - «Емігранти» С. Мрожека (реж. Вадим Сікорський, Національний академічний український драматичний театр імені Марії Заньковецької)
  - «Народження балерини» феєрія-казка Людмили Сергійчук на музику П. Чайковського, К. Сен-Санса, Р. Шумана, Л. Деліба (дир. Віталій Ковальчук, реж. Павло Кошка, хор. Олена Барановська, Одеський національний академічний театр опери та балету)

- 19 березня —
  - «Нерозлучники» одноактний балет на музику Г. Малера, Дж. Пуччіні (реж. Артем Шошин, Київ Модерн-балет)

- 20 березня —
  - «Дім божевільних» Едуардо Скарпетти (реж. В'ячеслав Жила, Київський Театр «Актор»)

- 21 березня —
  - «Станція, або Розклад бажань на завтра» (фантасмагорія) О. Вітера (реж. Віктор Смірнов, Кіровоградський обласний академічний театр ляльок)

- 23 березня —
  - «Exam» за мотивами художнього фільму «Іспит[en]» (реж. Валерія Зубченко, ProEnglish Drama School)
  - «Брехуха» Ю. Рибчинського за мотивами п'єси М. Мейо та М. Еннекена на музику В. Ільїна, В. Лукашова (реж. Катерина Зеленська, Одеський академічний театр музичної комедії імені М. Водяного)

- 24 березня —
  - «10 000 років до н. е.» Ю. Васюка (реж. Борис Рева, Павлоградський театр імені Б. Є. Захави)
  - «Slam» за п'єсою «Двері гримають» Мішеля Фермо[en] (реж. Тетяна Шелепко, ProEnglish Drama School)
  - «Гусеня» за казкою Ніни Гернет (реж. Данило Поштарук, Волинський академічний обласний театр ляльок)
  - «Казки дядечка Римуса» за мотивами казок Дж. Гарріса (реж. ???, Одеський театр юного глядача))[100]

- 27 березня —
  - «ProПозиція» А. Чехова (реж. Тарас Бенюк, Новий театр, м. Івано-Франківськ)
  - «Verba» за драмою-феєрією «Лісова пісня» Л. Українки (реж. Сергій Маслобойщиков, Національний драматичний театр ім. І. Франка)[85]
  - «Вуйцьо з крилами» О. Гавроша за мотивами оповідання «Старигань із крилами» Г. Маркеса (реж. Олег Мосійчук, Тернопільський академічний обласний драматичний театр ім. Т. Г. Шевченка)
  - «Мартин Боруля» І. Карпенко-Карого (реж. Олександр Олексюк, Рівненський обласний академічний український музично-драматичний театр)
  - «Нью-Йорк, Нью-Йорк!» Р. Хоудона (реж. Сергій Павлюк, Полтавський академічний обласний український музично-драматичний театр імені Миколи Гоголя)
  - «Обережно, незнайомець!» за п'єсою Лани Ра (реж. Оксана Стринадюк, Театр «Соломія» (Коломия)
  - «Півтори жмені» Неллі Осипової (реж. Олександр Іноземцев, Полтавський академічний обласний театр ляльок)
  - «Поговорімо як художник з художником» Р. Андерсона, Л. Зоріна (реж. Олексій Биш, Чернігівський обласний молодіжний театр, театр-кафе)
  - «Портрет її величності» Ігоря Юзюка (реж. Наталія Мостопалова-Гапчинська, Театр «Соломія» і комедійний колектив «Дикі гуцули» (Коломия)
  - «Приборкання норовливої» В. Шекспіра (реж. Дмитро Гусаков, Хмельницький обласний український музично-драматичний театр ім. Михайла Старицького)
  - «Принцеса і сто поцілунків» за мотивами казки «Принцеса і свинопас» Г. Андерсена (реж. Валерій Коломієць, Перший театр, м. Львів)
  - «Смішні гроші[en]» Р. Куні[en] (реж. Петро Авраменко, Вінницький обласний академічний український музично-драматичний театр імені Миколи Садовського)

- 29 березня —
  - «Приборкання норовливих» О. Школьника за мотивами «Приборкання норовливої» В. Шекспіра (реж. Олена Пушкіна, Одеський обласний академічний російський драматичний театр)

- 30 березня —
  - «Android. Номер на твоїй спині» Галини Листвак (реж. Богдан Поліщук, Український малий драматичний театр)
  - «Стрибаюча принцеса» Ладислава Дворського (реж. Юрій Чайка, Одеський обласний театр ляльок)
  - «Чудеса Мері» за мотивами книг про Мері Поппінс П. Треверс (реж. Людмила Скрипка, Чернівецький музично-драматичний театр імені Ольги Кобилянської)[101]

- 31 березня —
  - «Вільні метелики» (поновлення вистави 2009 року) Л. Герша[ru] (реж. Тетяна Шумейко, Чернігівський обласний академічний український музично-драматичний театр імені Тараса Шевченка, Біла (камерна) сцена)

Квітень
- 3 квітня —
  - «Старий Ford Escort темно-синій» Дірка Лауке (реж. Юрій Паскар, Рівненський обласний академічний український музично-драматичний театр, мала сцена)

- 4 квітня —
  - «Бери од жизні всьо» Руслана Горового та Татусі Бо (реж. Тетяна Губрій, Київський академічний театр «Золоті ворота»)

- 5 квітня —
  - «Георг Отс» Дмитра Шарабуріна (реж. Олександр Білозуб, Київський театр оперети, сцена Stage_lab)[103]
  - «Лев узимку» за п'єсою Джеймса Голдмена[en] (реж. Сергій Чулков, Академічний музично-драматичний театр імені Лесі Українки міста Кам'янського)
  - «Мадам Баттерфляй» опера Джакомо Пуччіні, лібрето Луїджі Ілліки та Джузеппе Джакози за мотивами п'єси Давида Беласко та повісті Джона Лютера Лонга «Гейша» (реж. Anatol Preissler (Австрія), Одеський національний академічний театр опери та балету)
  - «Прекрасний рогоносець» за п'єсою[ru] Фернана Кроммелінка (реж. Іван Уривський, Одеський академічний український музично-драматичний театр імені В. Василька)[104]
  - «Украдена краса» Богдана Гнатюка (реж. Богдан Гнатюк, Київська академічна майстерня театрального мистецтва «Сузір'я»)

- 6 квітня —
  - «Метро» Андрія Романія (реж. Андрій Романій, Донецький академічний обласний драматичний театр, мала сцена)
  - «Там. Буде. Щастя» (реж. Валерія Штефюк, Театр-студія «11», м. Київ)

- 7 квітня —
  - «Гібридний суд» Костянтина Солов'єнка (реж. Костянтин Солов'єнко, «Вінтаж», м. Київ)

- 9 квітня —
  - «Дім, в якому переночував Бог» Гільєрме Фігейредо[ru] (реж. Таїса Славінська, Вінницький обласний академічний український музично-драматичний театр імені Миколи Садовського)

- 11 квітня —
  - «Пеніта. Опера» Тетяни Киценко на музику Золтана Алмаші (реж. Максим Голенко, Незалежний проект, м. Київ)

- 12 квітня —
  - «Сніг у квітні» Поліни Медведевої за мотивами повісті «Римська весна місіс Стоун» Теннессі Вільямса (реж. Поліна Медведева[ru], Київський академічний драматичний театр на Подолі)[105][106]
  - «Украдене щастя» Івана Франко (реж. Євген Мерзляков, Луганський обласний академічний український музично-драматичний театр)

- 13 квітня —
  - «Маленька Баба-Яга» Євгена Огороднього за Отфрідом Пройслером (реж. Євген Огородній, Ігор Федірко, Київський державний академічний театр ляльок)

- 14 квітня —
  - «Добрі люди…» за оповіданнями Антона Чехова (реж. Кирило Кашліков, Національний академічний театр російської драми імені Лесі Українки, м. Київ)

- 16 квітня —
  - «Психоз 4.48» Сари Кейн (реж. Марта Шумілова-Лисякова, Чернівецький народний театр «Темп»)[107]

- 19 квітня —
  - «Люблячі жінки Марселя» за п'єсою «Вісім жінок»[fr] Робера Тома (реж. Віталій Денисенко, Дніпропетровський обласний молодіжний театр)
  - «Севільський цирульник» опера Джоаккіно Россіні (реж. Анатолій Солов'яненко, Національний академічний театр опери та балету України імені Тараса Шевченка)[108][109]
  - «Сімейка Аддамсів» бродвейський мюзикл (реж. Якштас Кестутіс Стасіс, Київський національний академічний театр оперети)[110][108][111]
  - «Станція, або Розклад бажань на завтра» за п'єсою «Станція» Олександра Вітра (реж. Назарій Панів, Івано-Франківський академічний обласний музично-драматичний театр імені Івана Франка)
  - «Шури-мури» Анатолія Крима, Олександра Вратарьова, Олександра Злотника (реж. Сергій Чверкалюк, Миколаївський академічний український театр драми і музичної комедії)

- 20 квітня —
  - «Еврідіки більше немає» за мотивами п'єси «Орфей» Жана Кокто (реж. Олександр Середин, Харківський державний академічний російський драматичний театр імені О. С. Пушкіна)
  - «Емігранти» Славомира Мрожека (реж. Дмитро Демков, Незалежний проект, Київ)[112]
  - «Соло для мідних труб» Ореста Огородника (реж. Орест та Мар'яна Огородник, Національний академічний український драматичний театр імені Марії Заньковецької, м. Львів)

- 24 квітня —
  - «Спекотна ніч у „Ігуані“» вистава-концерт Віталія Кіно на музику та вірші Іллі Рибалко (реж. Віталій Кіно, Новий український театр, м. Київ)

- 25 квітня —
  - «Коханець» Гарольда Пінтера (реж. Катерина Виродова, Театр «Дивний замок», м. Київ)

- 26 квітня —
  - «Точка зору» за мотивами нарисів Ольги Кобилянської та Лесі Українки (реж. Ганна Турло, Український малий драматичний театр, м. Київ)

- 27 квітня —
  - «Бережіть Флорес» за мотивами п'єси «Дивна пара» Ніла Саймона (реж. Максим Михайліченко, Київський академічний театр юного глядача на Липках)[113]

Травень
- 3 травня —
  - «За двома зайцями» (поновлення вистави, прем'єра якої відбулася 26 лютого 1993 року) М. Старицького (реж. Є. Банюк, Чернігівський обласний молодіжний театр)

- 4 травня —
  - «Swipe Left» за мотивами художнього фільму «Ідеальні незнайомці» (реж. Алекс Боровенський, ProEnglish Theatre)
  - «Лісова пісня» Л. Українки (реж. Сергій Павлюк, Одеський театр юного глядача)

- 8 травня —
  - «AMORphine» пластично-драматична вистава за оповіданням «Морфій»[ru] М. Булгакова (реж. Алекс Боровенський та Юрій Радіонов, ProEnglish Theatre)[115]
  - «Ласкаво просимо до пекла» за п'єсою «Мамочки» В. Зуєва (реж. Андрій Білоус, Київський Молодий театр)[116]

- 10 травня —
  - «Інша назва» за мотивами творів класиків американської літератури ХХ століття (реж. Юлія Петрусевічюте, Одеський театр юного глядача, експериментальна сцена)
  - «Маркіза де Сад» Ю. Місіми (реж. Андрій Приходько, Львівський театр ім. Л. Курбаса)[117]
  - «Хармс. Геній» за мотивами розповідей Д. Хармса (реж. Марія Кругленко, ТЕО, театральний простір, Одеса)

- 11 травня —
  - «День тиші» Сергія Пономаренка (реж. Анна Козирицька, Театр «Особистості»)
  - «Клас» П. Ар'є, С. Жиркова та акторів вистави (реж. Стас Жирков, Київський театр на лівому березі)
  - «Ніч помилок» О. Ґолдсміта (реж. Арутюн Кіракосян, Донецький академічний обласний драматичний театр)
  - «Три високі жінки» Е.Олбі (реж. Тетяна Аркушенко, Київська майстерня театрального мистецтва «Сузір'я»)

- 14 травня —
  - «Коза-вередуха» за народною казкою (реж. Олександр Олексюк, Рівненський обласний академічний український музично-драматичний театр)

- 15 травня —
  - «Зірковий час» за мотивами п'єси «Позичте тенора!»[en] К. Людвіга[en] (реж. Влад Таранов, Академічний музично-драматичний театр імені Лесі Українки міста Кам'янського)[118]

- 16 травня —
  - «Геть із класу/Вийшов геть» за мотивами п'єси «Кламмова війна» Кая Хензеля (реж. Антон Літвінов, ТЕО, театральний простір, Одеса)
  - «Поліамори» за мотивами п'єси «Прибулець» Наталії Блок (реж. Максим Булгаков, Дикий Театр)
  - «Тіні забутих предків» М. Коцюбинського (реж. Тетяна Матасова, Київський академічний театр українського фольклору «Берегиня»)[119]

- 17 травня —
  - «Коханець» Гарольда Пінтера (реж. Юрій Паскар, Театральна лабораторія «ВідСутність», Рівне)
  - «Кольори» Павла Ар'є (реж. Олексій Павліщев, Миколаївський академічний художній російський драматичний театр, мала сцена)
  - «На краю світу» Ігоря Бауершима (реж. Дмитро Захоженко, Київський театр оперети, сцена Stage_Lab)
  - «Погані дороги» Наталки Ворожбит (прем'єра на новій сцені вистави, прем'єра якої відбулася 27 вересня 2018 року) (реж. Тамара Трунова, Київський театр на лівому березі)
  - «ХХ. Семейная хроніка» за мотивами п'єси Ельжбети Хованець (реж. Юрій Невгамонний, «Театр на Чайній», Одеса)

- 18 травня —
  - «Калігула» трагіфарсу за мотивами п'єси Альбера Камю (реж. Жюль Одрі (Франція), Франківський драмтеатр)[120]
  - «Коматозники» Юрія Васюка (реж. Іван Данілін, Franco-театр (Коломия))
  - «Пригоди ведмедика панда» Матея Вишнека (реж. Денис Астаф'єв, Запорізький муніципальній театр-лабораторія «VIE»)
  - «Соняшна лінія» І. Вирипаєва (реж. Наталія Яновська, Театр «Біла ворона», Киев)

- 19 травня —
  - «A Mouse And The Pink Ribbon або Мишка та рожева стрічка» казка-гра за п'єсою Руслана Неупокоєва (реж. Наталія Орешнікова, Закарпатський обласний театр ляльок «Бавка»)[121]
  - «Жінка на біс» П. Урсула (реж. Павло Урсул, Одеський обласний академічний російський драматичний театр)

- 20 травня —
  - «Душа подушки» Олжаса Жанайдарова (реж. Дар'я Анохова, Театр «Біла ворона», Киев) (дитяча учбова вистава — діти 7-9 років)

- 22 травня —
  - «Заради благої мети» за мотивами п'єси «Дерева помирають стоячи» Алехандро Касони (реж. Микола Вороненко, Народний студентський театр Центру культури і мистецтв Київського національного технічного університету України «Київський політехнічний інститут імені Ігоря Сікорського»)
  - «Зніму чувиху з хатою» комедія-буф за мотивами п'єси «Весілля» Михайла Зощенка (реж. Дмитро Сторчоус, Театр української традиції «Дзеркало»)
  - «Ревізор» Миколи Гоголя (реж. Орест Пастух, Хмельницький обласний український музично-драматичний театр ім. Михайла Старицького) (поновлення вистави 2011 року)

- 23 травня —
  - «100 відтінків правди і любові» літературно-музична композиція за творами Володимира Сосюри та Василя Стуса (реж. Анатолій Левченко, Донецький академічний обласний драматичний театр, мала сцена) (вперше показано 11 грудня 2018 р., до Міжнародного дня прав людини)
  - «Майська ніч» за мотивами повісті Миколи Гоголя (реж. Сергій Павлюк, Херсонський обласний академічний музично-драматичний театр імені Миколи Куліша)
  - «Одного разу на Брайтоні» за п'єсою «Потерпевший Гольдинер» Віктора Шендеровича (реж. Микола Волошин, Дніпровський академічний театр драми і комедії, мала сцена — блакитна зала)

- 25 травня —
  - «Viva la mamma (Нехай живе мама!), або Театральні порядки та безпорядки» комічна опера Гаетано Доніцетті — лібрето Доменіко Джілардоні та Гаетано Доніцетті (дир. Сергій Голубничий, реж. Віталій Пальчиков, Київський муніципальний академічний театр опери та балету для дітей та юнацтва)[122]
  - «Піноккіо, або історія про те, як стати людиною» Карло Коллоді (реж. Олена Лазович, Новий драматичний театр на Печерську)[123]
  - «Циганський барон[ru]» Йоганна Штрауса (реж. Олег Ігнатьєв, Миколаївський академічний український театр драми і музичної комедії)

- 26 травня —
  - «Жменяки» Анатолія Філіппова за романом Михайла Томчанія (реж. Анатолій Філіппов, Закарпатський академічний обласний український музично-драматичний театр імені братів Юрія-Августина та Євгена Шерегіїв)[124]
  - «Спіймати Кайдаша» імерсійна вистава у Мистецькому арсеналі за п'єсою Наталки Ворожбит (реж. Максим Голенко, Дикий Театр)

- 28 травня —
  - «Одеса. Шалене кохання» за п'єсою Іллі Ільфа та Євгена Петрова (реж. Марія Грунічева, Київський академічний театр «Колесо», сцена у кафе)

- 30 травня —
  - «Дванадцята ніч» Вільяма Шекспіра (реж. Олексій Гнатковський, Project «W» — Veteran, Volunteer and William — спільний проект Сучасної школи англійської мови «English Amon People», громадської організації «Елеос-Україна» та Франківського драмтеатру). (вистава поставлена англійською мовою у виконанні волонтерів та ветеранів АТО та зіграна в київському Центрі Курбаса)[125][126][127]
  - «Піаніно в траві» Франсуази Саган (реж. Оксана Стеценко, Харківський академічний український драматичний театр імені Тараса Шевченка, мала сцена)

- 31 травня —
  - «Король-Профітроль»[128] мюзикл В'ячеслава Тимохіна (реж. Оксана Ковальова, Зразковий театр-студія мюзикла «ОКей», Школи джазового та естрадного мистецтва, Київ)
  - «Макбет» Ежена Йонеско (реж. Михайло Бондаренко, Народний театр «Арсенал» Центру художньої та технічної творчості «Печерськ»[ru])
  - «Пустостан» Маліни Пшешлуги (реж. Олексій Кравчук, І люди, і ляльки, Львів)[129][130][131]

Червень
- 1 червня —
  - «Все що вам потрібно знати про лисиць» імерсивна пластична вистава Олени Шамріної (реж. Лідія Шрамко, Театр SCH, Київ)
  - «Дюймовочка» Ірини Зільберман за мотивами казки Ганса Крістіана Андерсена (реж. Ірина Зільберман, Одеський академічний український музично-драматичний театр імені В. Василька)
  - «Завтра я завжди булу левом» Арнхільда Лаувенга[ru] (реж. Наталія Яновська, Театр «Біла ворона», Киев)
  - «Маєток Рейвенскрофт» за п'єсою «П'ять жар-птиць у маєтку ворона» Дона Нігро[en] (реж. Павло Гатілов та Андрій Карай, Миколаївський академічний художній російський драматичний театр)[133]
  - «Незнайомка» драма-балет за новелою «Лист незнайомки» Стефана Цвейга (реж. Катерина Слажнєва, Херсонський обласний академічний музично-драматичний театр імені Миколи Куліша)
  - «Пан Коцький» Сергія Брижаня та Павла Гірника за мотивами однойменної української народної казки (реж. Сергій Брижань, Київський муніципальний академічний театр ляльок)
  - «Пригоди козаків» Євгена Олійника (реж. Євген Олійник, Миколаївський академічний художній російський драматичний театр)
  - «Червоний Крокодил» (реж. Павло Осиков, Театр одного актора «AVE», Кривий Ріг)

- 3 червня —
  - «Сни» Івана Вирипаєва (реж. Ігор Дем'янюк та Іван Данілін, Театр «На перехресті», Чернівці)

- 5 червня —
  - «Брехня» за п'єсою Володимира Винниченка (реж. Анна Козирицька, Рівненський обласний академічний український музично-драматичний театр)
  - «Кураж» («Хроніка часів Тридцятилітньої війни») за мотивами п'єси «Матінка Кураж та її діти» Бертольта Брехта (реж. Олексій Скляренко, Київський академічний театр юного глядача на Липках) (відновлення 2025 року)[134][135]

- 6 червня —
  - «Лимерівна» за п'єсою Панаса Мирного (реж. Іван Уривський, Національний академічний драматичний театр імені Івана Франка, камерна сцена)[136]
  - «Не встила дописати…» поетична вистава Зельми Меербаум-Айзінгер (реж. Іван Данілін, Дитяча театральна студія «Бу-Бу-Бу», Чернівці)

- 7 червня —
  - «Медея» за трагедією Евріпіда (реж. Олег Ліпцин, Київський академічний Молодий театр)

- 8 червня —
  - «Боїнг-Боїнг» Марка Камолетті (реж. Сергій Мусієнко, Донецький академічний обласний драматичний театр)
  - «Гулівер у країні ліліпутів» Владислава Кутуева за книгою Джонатана Свифта (реж. Владислав Кутуев, Одеський обласний театр ляльок)
  - «Каліка з Ірландії. Історія однієї мрії» за п'єсою «Каліка з Інішмаана» Мартіна Макдони (реж. ???, Театр GODO, Київ)
  - «Люди» Моніки Каньової (реж. Василь Колісник, Львівський драматичний театр імені Лесі Українки)

- 11 червня —
  - «Жіноча логіка» Анатолія Крима (реж. Людмила Колосович, Черкаський академічний обласний український музично-драматичний театр імені Т. Г. Шевченка)

- 12 червня —
  - «Зерна щастя» вистава-казка (реж. Михайло Мельников, Криворізький театр драми та музичної комедії імені Т. Г. Шевченка, мала сцена)
  - «Маленький принц» за повістю Антуана де Сент-Екзюпері (реж. Яніка Коппел (Естонія), Одеський театр юного глядача)[137]

- 13 червня —
  - «Кохання й тіло у валізі» за п'єсою «Моя професія — синьор з вищого світу» Джуліо Скарніччі та Ренцо Тарабузі (реж. Ольга Турутя-Прасолова, Харківський державний академічний російський драматичний театр імені О. С. Пушкіна)[138]

- 15 червня —
  - «Pentecost» («П'ятдесятниця») Девіда Едгара (реж. Лариса Діденко, Перший український театр для дітей та юнацтва, м. Львів)[139]
  - «Без провини винні» мюзикл Олександра Кулигіна за однойменною п'єсою Олександра Островського (реж. Володимир Подгородинський, Одеський академічний театр музичної комедії імені М. Водяного) (лібрето і вірші — Георгій Котов)[140]
  - «Зойчина квартира[ru]» Михайла Булгакова (реж. Максим Голенко, Київський академічний драматичний театр на Подолі)[141]
  - «Ко:Ліна» за віршами Ліни Костенко (реж. Алекс Боровенський, Театральна спільнота «DSP»)
  - «Романтика» за новелою Миколи Хвильового (реж. Олександр Середин, Київський академічний театр драми і комедії на лівому березі Дніпра)

- 16 червня —
  - «Не їжачок» Анни Богачова (реж. Андрій Окладов, Рівненський академічний обласний театр ляльок)

- 17 червня —
  - «#Луцько. Дух міста» Руслани Порицької (реж. Руслана Порицька, Театру «ГаРмИдЕр», м. Луцьк) (напередодні української прем'єри, 14 червня відбулася прем'єра цієї вистави в Польщі у Любліні)[142]

- 18 червня —
  - «Гей ти, — вітаю!» Генадія Мамліна (реж. Дар'я Кюркчу, Одеський обласний академічний російський драматичний театр)

- 20 червня —
  - «Весілля Фігаро» еротичний трилер за мотивами опери Моцарта — лібрето Лоренцо да Понте за однойменною п'єсою П'єра Бомарше (дир. Іван Чередніченко, реж. Оксана Тараненко, Київський муніципальний академічний театр опери та балету для дітей та юнацтва)[122]
  - «Вій» сучасна версія балету на музику Олександра Родіна (лібрето, хореографія, постановка — Раду Поклітару, Київ Модерн-балет)[108]
  - «Діти райка» за сценарієм Жака Превера (реж. Оксана Дмітрієва, Харківський державний академічний театр ляльок імені В. А. Афанасьєва)[143]
  - «Фернандо Крапп написав мені листа» Танкреда Дорста за участі Урсули Елер за твором Мігеля де Унамуно (реж. Микола Яремків, Миколаївський академічний художній російський драматичний театр)

- 21 червня —
  - «Башмачкін» за мотивами повісті «Шинель» Миколb Гоголя (реж. Іван Данілін, Театр юних чернівчан, Чернівці)
  - «Вій» Миколb Гоголя (реж. Вероніка Золотоверха, Луганський обласний академічний український музично-драматичний театр)

- 22 червня —
  - «Лондон» Максима Досько (прем'єра на новій сцені вистави, перший показ якої відбувся 2014 року на Першій сцені сучасної драматургії «Драма.UA») (реж. Павло Ар'є, Київський академічний театр драми і комедії на лівому березі Дніпра)
  - «Пісочниця» Міхала Вальсака (реж. Георгій Гамкрелідзе, Одеський обласний театр ляльок)
  - «Попкорн, або Куди ми котимося» Бена Елтона[en] (реж. Євген Курман, Кіровоградський академічний український музично-драматичний театр ім. М. Л. Кропивницького)
  - «Тому що метелики» за п'єсою «Вільні метелики» Леонардf Герша[ru] (реж. Ольга Тернова, Харківський камерний Театр на Жуках)

- 23 червня —
  - «Ріверсайд Драйв» Вуді Алленf (реж. Євген Галкін, Київський академічний Молодий театр) (анонсована прем'єра на 18 січня була відмінена, прем'єру зіграли 23 червня)[65]

- 26 червня —
  - «Розмова, якої не було» Родіона Білецького (реж. Ігор Ніколаєв, Київський національний академічний театр оперети, сцена 77)[144]

- 27 червня —
  - «Всі її вбивці» Інни Гончарової за спогадами Агати Крісті (реж. Інна Гончарова, Київський театр «Маскам Рад») (напередодні української прем'єри, 15 червня відбулася прем'єра цієї вистави в Болгарії)
  - «Усе про жінок» Миро Гаврана (реж. Роман Братковський, Івано-Франківський академічний обласний театр ляльок імені Марійки Підгірянки)

- 28 червня —
  - «Продавець дощу» pf п'єсою[en] Річарда Неша[en] (реж. Андрій Кирильчук, Івано-Франківський академічний обласний музично-драматичний театр імені Івана Франка)[145]

- 29 червня —
  - «Прощальна ніч з Kazanova» Інни Гончарової (реж. Інна Гончарова, Київський театр «Маскам Рад»)

Липень
- 3 липня —
  - «Лакеї» Еміля Брагінського (реж. Олександр Князь, Полтавський академічний обласний український музично-драматичний театр імені Миколи Гоголя)
  - «Ревізор» М. Гоголя (реж. Антон Меженін, Дніпровський академічний театр драми і комедії)[147]

- 4 липня —
  - «Маруся Чурай» Владислава Шевченка за однойменним романом Л. Костенко (реж. Владислав Шевченко, Полтавський академічний обласний український музично-драматичний театр імені Миколи Гоголя)

- 5 липня —
  - «Любов до трьох апельсинів» С. Прокоф'єва (реж. Армен Калоян, Харківський національний академічний театр опери та балету імені Миколи Лисенка)[148][149]

- 6 липня —
  - «Діді і Дада, або Життя в тіні Піаф» за мотивами книги Сімони Берто (реж. Анна Матійченко, Львівський Молодіжний театр «Melpomena»)[150]
  - «Пітер Пен: Нова історія» Дж. Баррі (реж. Олеся Галканова-Лань, Національний академічний український драматичний театр імені Марії Заньковецької)[151][152]

- 7 липня —
  - «Пер Ґюнт. Сповідь загубленого „Я“» за мотивами п'єси «Пер Ґюнт» Г. Ібсена (реж. Роман Козак, Сумський обласний академічний театр драми та музичної комедії імені М. С. Щепкіна)[153][154][155]

- 10 липня —
  - «Це можлио тільки в Одесі» за п'єсами А. Аверченка (реж. Ірина Стєжка, Театр «Почайна», Київ)

- 11 липня —
  - «З Училища» Андрія Іванова (реж. Михайло Фіщенко, Закарпатський академічний обласний український музично-драматичний театр імені братів Юрія-Августина та Євгена Шерегіїв, мала сцена)

- 12 липня —
  - «Дракон» Є. Шварца (реж. Віктор Попов, Академічний музично-драматичний театр імені Лесі Українки міста Кам'янського)[118][156]
  - «Рентген» імерсійна вистава Наталі Сиваненко, Ярослави Кравченко та Олександра Клімова (Дикий Театр)[157]

- 14 липня —
  - «Голомоза співачка. Драма» за мотивами п'єси «Голомоза співачка»[en]) Е. Йонеско (реж. Анна Матійченко, Львівський Молодіжний театр «Melpomena»)[158]
  - «Троє поросятОК» Олександра Кузьмина (реж. Борис Чуприна, Херсонський обласний театр ляльок)

- 17 липня —
  - «На подвалі» психоделічний хоррор за мотивами фільму «Зелений слоник» (реж. Іван Орленко, ТЕО, театральний простір, Одеса)

- 20 липня —
  - «Мауглі» Євгена Огороднього за Р. Кіплінгом (реж. Леонід Попов[ru], Київський академічний театр ляльок)

- 28 липня —
  - «Дивовижні пригоди у лісовій школі» Вс. Нестайка (реж. Антон Благий, Чернівецький академічний обласний театр ляльок)[159][160]

Серпень
- 1 серпня —
  - «Гараж»за мотивами кіносценарія Еміля Брагинського[ru] та Е. Рязанова (реж. Наталія Яновська, Театр «Біла ворона», Киев)

- 2 серпня —
  - «Кайдаші 2.0.» Н. Ворожбит за повістю «Кайдашева сім'я» І. Нечуя-Левицького (реж. Максим Голенко, Дикий Театр)[162][163][164] (прем'єра 2 серпня в будинку культури селища Сорокотяга, 30-31 серпня — київська прем'єра)[165]

- 17 серпня —
  - «Одруження[ru]» М. Гоголя (реж. Ніколь Фелден (Берлін), ТЕО, театральний простір, Одеса)[166]

- 19 серпня —
  - «Качур. Контрабас» іронічна фантазія за творами П. Зюскінда та З. Фрейда (реж. Олександра Бадаламенті, Київський Театр «Актор»)[167][168]

- 21 серпня —
  - «1984» Майкла Джина Саллівана за однойменним романом-антиутопією Дж. Орвелла (реж. Сергій Павлюк, Театр на Подолі) (відпочатку заявлена прем'єра на 28 червня, згодом — перенос на 21 серпня)[169]
  - «Мегери» Дона Нігро[en] (реж. Ольга Гаврилюк, Київський Театр «Актор»)[167]

- 22 серпня —
  - «Drama Queens» Лори Каннінгем (реж. Роман Шидловський, Київський Театр «Актор»)[167]
  - «Аліса в країні див» музична казка за мотивами Л. Керрола (реж. Сергій та Ірина Ярмоленко, Franco-театр (Коломия))

- 25 серпня —
  - «Маленька Чарівниця» Сергія Брижаня (реж. Сергій Брижань, Хмельницький академічний обласний театр ляльок)

- 29 серпня —
  - «Собачий вальс» за п'єсою «Собака» Ю. Васюка (реж. Віталій Кіно, Новий український театр, Київ)

- 30 серпня —
  - «Лоенгрін» опера semi-stage Р. Вагнера (дир. Ігор Шаврук, реж. Павло Кошка, Одеський національний академічний театр опери та балету)

- 31 серпня —
  - «Жадібний раджа» Д. Драпіковського (реж. Дмитро Драпіковський, Івано-Франківський академічний обласний театр ляльок імені Марійки Підгірянки)
  - «Шапочка. Червона» Р. Неупокоєва за мотивами казки «Червона шапочка» Ш. Перро (реж. Руслан Неупокоєв, Львівський обласний театр ляльок)

Вересень
- 1 вересня —
  - «Зоряний малюк» Євгена Тищука (реж. Наталія Орешнікова, Закарпатський обласний театр ляльок «Бавка»)[170]

- 5 вересня —
  - «Про мого білого старого качура» Христини Венгринюк (реж. Іван Данілін, Народний драматичний театр ім. Г. Агєєва, Чернівці) (прем'єра в рамках Х поетичного фестивалю «Meridian Czernowitz»)[171][172]

- 6 вересня —
  - «Гарантія 2 роки» за п'єсою «Людяна людина» Сіррку Пелтоли (реж. Тамара Трунова, Київський академічний театр драми і комедії на лівому березі Дніпра)[173]
  - «Котляревський у персоналіях» (реж. Юлія Шевченко, Полтавський академічний обласний театр ляльок)
  - «Номер 5» анатомічна драма за п'єсою «Той, хто відчиняє двері» Неди Нежданої (реж. Артур Опрятний, Дніпровський академічний театр драми і комедії, театр у фоє)
  - «Одруження[ru]» Миколи Гоголя (реж. Олександр Аркадін-Школьник, Луганський обласний академічний український музично-драматичний театр)

- 8 вересня —
  - «Коктейльна вечірка для двох» імерсивна вистава Аліни Прокопенко (реж. Аліна Прокопенко, Franco-театр, м. Коломия)

- 10 вересня —
  - «Ґодо–2» вистава-гра за п'єсою Семюелем Бекетом (реж. Валерій Більченко, Львівський муніципальний театральний, художньо-дослідницький та освітній центр «Слово і голос»)[174][175]

- 11 вересня —
  - «Поминальна молитва» Григорія Горіна за мотивами збірки оповідань Шолом-Алейхема «Тев'є-Молочар» (реж. поновлення Дмитро Чирипюк, Національний академічний драматичний театр імені Івана Франка, м. Київ)[176] (поновлення легендарної вистави «Тев'є-Тевель», поставленої Сергієм Данченко у 1989 році)

- 13 вересня —
  - «Невтишимі» променад-вистава — колаж поезії за віршами Шістдесятників (реж. Дмитро Весельський, Український малий драматичний театр, м. Київ) (спільно з Музеєм Шістдесятництва)

- 14 вересня —
  - «#Часпрокидатися» поетичний перформанс (реж. Ольга Міхневич, Театр «DNK»)
  - «Білосніжка має померти» танцювальний хорор на одну дію (реж. Андрій Лелюх, Народний театр-студія «Данко» («Papasony»), м. Київ)
  - «Витівки Буратіно» Юрія Сікало за мотивами казки Олексія Толстого (реж. Дмитро Драпіковський, Київський муніципальний академічний театр ляльок)
  - «В.О.П.» Дмитро Корчинського (реж. Ігор Марусяк, «Маріїнський театр», м. Київ)
  - «Сільвія» Альберта Рамсделла Герні-молодшого (реж. ???, Миколаївський академічний український театр драми і музичної комедії, мала сцена)[177]
  - «Як подружилися мишеня Муф і балерина Пітт» за п'єсою «Сонячний промінчик» Атанаса Попеску (реж. Інна Руді, Одеський обласний театр ляльок)[178]

- 15 вересня —
  - «Сніговик, який хотів познайомитися з Сонцем» музична казка Матея Вишняка (реж. Раду Гішаш (Румунія), Чернівецький музично-драматичний театр імені Ольги Кобилянської)[179]

- 19 вересня —
  - «Диваки» за оповідання «Як я був артистом» Олександра Купріна (реж. Катерина Богданова, Миколаївський академічний художній російський драматичний театр)[180]
  - «Метод Гренхольма» Жорді Гольсерана (реж. Володимир Петренко, Дніпропетровський міський молодіжний театр-студія «Віримо!», мала сцена)

- 20 вересня —
  - «Польська кров» Оскара Недбала на лібрето Лео Штайна (реж. Мартін Отава, Одеський академічний театр музичної комедії імені М. Водяного)
  - «Серпень. Графство Осейдж» Трейсі Леттса (реж. Алла Федоришина, Львівський академічний духовний театр «Воскресіння»)[181]

- 21 вересня —
  - «Весна для Гітлера» комедійний мюзикл Мела Брукса (лібретто в співавторстві із Томасом Міеном) за його фільмом «Продюсери» 1969 року (реж. Семен Горов, Театр Олександра Меламуда, м. Київ)
  - «Жив собі пес…» мюзикл Володимира Назарова за мотивами української народної казки «Сірко» та мультфільму (реж. Володимир Назаров, Київський муніципальний академічний театр опери та балету для дітей та юнацтва)
  - «Прийде сіренький вовчок…» (реж. Антон Шеремко, Театр «ХТО» та Чернігівський обласний театр ляльок імені Олександра Довженка)
  - «Тінь» Ганса Крістіана Андерсена (реж. Жорж Ґаньоре, Харківський камерний Театр на Жуках)[180]

- 22 вересня —
  - «Це не романтика» інсайт-вистава за мотивами новели «Романтика» Миколи Хвильового (реж. Ксенія Оніщенко, Незалежний проект, Київ) (прем'єра в місті Тростянець — 22 вересня; київська — на сцені Малої опери — 28 вересня)

- 26 вересня —
  - «Гамлет» за п'єсою Вільяма Шекспіра (реж. Тарас Мазур, Вінницький обласний академічний український музично-драматичний театр імені Миколи Садовського)
  - «Гамлет» за п'єсою Вільяма Шекспіра (реж. Ольга Ларіна і Денис Мартинов, Новий драматичний театр на Печерську)

- 27 вересня —
  - «Noises off або Шум за сценою[en]» Майкла Фрейна[en] (реж. Олександр Ковшун, Харківський академічний український драматичний театр імені Тараса Шевченка)[182][183]
  - «Аромат жертви» за п'єсою «1, 2, 3, 4, 5, 6, 7, 8, 9, 10, 11…» Олександра Головача (реж. Марі Акопян, Київський національний академічний Молодий театр)
  - «Інкогніто з Бразилії» за мотивами п'єси Брандона Томаса (Ніжинський академічний український драматичний театр імені М. Коцюбинського)
  - «Мазепа» KLIMa (реж. Роман Покровський, Чернігівський обласний молодіжний театр)[184]
  - «Пасажир без багажу» Жана Ануя (реж. Михайло Резнікович, Національний академічний театр російської драми імені Лесі Українки, м. Київ)[74][162]

- 28 вересня —
  - «DreamWorks» Івана Вирипаєва (реж. Олексій Райт, Молодіжний драматичний театр, м. Харків)
  - «Трубадур» опера Джузеппе Верді, лібрето Сальваторе Каммарано за однойменною драмою Антоніо Гарсіа Гутьєрреса (дир. Ігор Чернецький, реж. Тіло Райнхард (Німеччина), Одеський національний академічний театр опери та балету)
  - «Хочу зніматися у кіно, або Кохання не за сценарієм» за мотивами Ніла Саймона (реж. Артур Артименьєв, Театральна агенція «ТЕ-АРТ», м. Київ)

Жовтень
- 3 жовтня —
  - «Modern-vertep» за п'єсою «Хто боїться Вірджинії Вульф?» Е. Олбі (реж. Ігор Задніпряний, Київський театр маріонеток)
  - «Смута» KLIMa (реж. Влад Троїцький, «Дах»)
  - «Танго» С. Мрожека (реж. Андрій Бакіров, Чернігівський обласний академічний український музично-драматичний театр імені Тараса Шевченка)[185]

- 4 жовтня —
  - «Дивна Діана» за мотивами п'єси «Собака на сіні» Л. де Вега (реж. Сергій Чверкалюк, Миколаївський академічний художній російський драматичний театр)[186]
  - «Кіт у чоботях» Ш. Перро (реж. Максим Михайліченко, Київський ТЮГ на Липках)

- 5 жовтня —
  - «Казка про те, як торба одружилася» за мотивами корейської казки (реж. ???, Театр «Дивний замок», Київ)
  - «Різдво у королівському замку» сценічна версія Василя Короленко (реж. Василь Короленко, Криворізький театр драми та музичної комедії імені Т. Г. Шевченка)

- 6 жовтня —
  - «Гріша-тріп» вистава-вечірка за Фредеріком Молунгом (реж. Фредерік Молунг (Норвегія), Дикий Театр)

- 8 жовтня —
  - «С@ba.ka» Валентина Красногорова (реж. Михайло Дроботов, Одеський обласний академічний російський драматичний театр)

- 9 жовтня —
  - «Венеціанець» за мотивами «Венеційського купця» В. Шекспіра та повісті «Пасажир» Олега Драча (реж. Мирослав Гринишин, Центр ім. Леся Курбаса)

- 11 жовтня —
  - «Ляльки» драма-набат Ігоря Юзюка (реж. Люба Липовська, Театр «Соломія» (Коломия)

- 12 жовтня —
  - «Ацис і Галатея» барокова опера Г. Генделя (реж. Тамара Трунова, OPEN OPERA UKRAINE)

- 13 жовтня —
  - «Мріяти не дозволяється» за п'єсою «Країна серьозних» М. Смілянець (реж. Наталія Мостопалова-Гапчинська, Запорізький академічний обласний український музично-драматичний театр імені Володимира Магара)[187]
  - «Тев'є Тевель» Г. Горіна за мотивами збірки оповідань Шолом-Алейхема «Тев'є-Молочар» (реж. Дмитро Гусаков, Хмельницький обласний український музично-драматичний театр ім. Михайла Старицького)
  - «Тільки любов, нічого особистого» (реж. Тихон Тихомиров, Антреприза, Київ)

- 15 жовтня —
  - «Козацька слава» Миколи Буравського, Івана Войтюка, Людмили Повжик (реж. ???, Київський академічний театр українського фольклору «Берегиня»)

- 18 жовтня —
  - «Дім Бернарди Альби» Ф. Лорки (реж. Євген Тищук, Миколаївський академічний художній російський драматичний театр) (допрем'єрний показ 11 липня 2019 на одеському фестивалі «Молоко»)[188][186]
  - «Лунаса» за п'єсою «Танці на Луназу» Брайана Фріла (реж. Андрій Приходько, Національний драматичний театр ім. І. Франка, камерна сцена)[189][162]

- 19 жовтня —
  - «Альбатроси» за п'єсою «З життя корисних копалин» Фредеріка Строппеля (реж. Стас Жирков, Київський театр на лівому березі)
  - «Біла Ворона» рок-опера Геннадія Татарченка та Ю. Рибчинського (реж. Анжеліка Добрунова, Донецький академічний обласний драматичний театр)[190]
  - «Свіччине весілля» І. Кочерги (реж. Юрій Кочевенко, Дніпровський академічний український музично-драматичний театр імені Тараса Шевченка)
  - «Я чекаю на тебе, мій любий…» Даріо Фо (реж. Віталій Семенцов, Закарпатський академічний обласний український музично-драматичний театр імені братів Юрія-Августина та Євгена Шерегіїв, мала сцена)

- 20 жовтня —
  - «Коматозники» Ю. Васюка (реж. В'ячеслав Давидюк, Закарпатський обласний театр драми та комедії)

- 21 жовтня —
  - «Forraspont» / «Точка кипіння» (реж. Олег Мельничук, Закарпатський обласний угорський драматичний театр)

- 23 жовтня —
  - «На хвилі» Юліти Ран (реж. Юліта Ран, Полтавський академічний обласний театр ляльок)[191]
  - «Фантоми» за п'єсою «Фантомні болі» Василя Сігарєва (реж. Тетяна Губрій, Одеський академічний український музично-драматичний театр імені В. Василька)[192]

- 25 жовтня —
  - «MOllY. На межі реальності та фантазії» за п'єсою «Моллі Суіні» Брайна Фріла (реж. Юлія Амелькіна, «Театр на Чайній», Одеса)
  - «В гості до Сонечка» Марціна Мажеца (реж. Марцін Мажец, І люди, і ляльки, Львів)
  - «Мауглі» інклюзивна вистава за «Книгою джунглів» Р. Кіплінгом (реж. Михайло Урицький, Миколаївський обласний театр ляльок)

- 26 жовтня —
  - «Дикі люди» за п'єсою «Як у людей» Лєни Лягушонкової (реж. Олександра Меркулова, Київський академічний Молодий театр)
  - «Наталка Полтавка doc» verbatim за мотивами п'єси Івана Котляревського (реж. Олена Лазович, Новий драматичний театр на Печерську)

- 27 жовтня —
  - «На зламі душ наших…» за мотивами «Шкіра і небо» Д. Дінєва (реж. Раду Гілаш (Румунія), Сумський обласний академічний театр драми та музичної комедії імені М. С. Щепкіна)
  - «Нічний вартівник і праля» Паулса Путніньша (реж. Михайло Фіщенко, Закарпатський академічний обласний український музично-драматичний театр імені братів Юрія-Августина та Євгена Шерегіїв) (поновлення вистави режисера Олександра Саркісьянца)
  - «Скільки коштує лямур» Марселя Барк'є-Марин'є (реж. Іван Данілін, Franco-театр, м. Коломия)

- 28 жовтня —
  - «Стійкий олов'яний солдатик» Ганса Крістіана Андерсена (реж. Оксана Дмітрієва, Харківський державний академічний театр ляльок імені В. А. Афанасьєва)[180]

- 29 жовтня —
  - «Жити в Києві» Тетяни Малярчук (реж. Тетяна Губрій, Київський академічний театр «Золоті ворота» в рамках проекту OPEN_MIND_СТУДЕНТ)[193]

- 31 жовтня —
  - «Конотопська відьма» Богдана Жолдака за мотивами повісті Григорія Квітки-Основ'яненка (реж. Тетяна Матасова, Київський академічний театр українського фольклору «Берегиня»)
  - «Ну дуже ковбойська історія» Юрія Чайки за мотивами кіноповісті «Ковбойська історія, або піонери Дикого Заходу» Сергія Макеєва (реж. Юрій Чайка, Одеський театр юного глядача)[194]
  - «Річ Річ» Лєна Лягушонкова за мотивами п'єси «Річард ІІ» Вільяма Шекспір (реж.  Дмитро Захоженко, Дикий Театр)
  - «Така історія» мюзикл «Вестсайдська історія» Леонарда Бернстайна (реж. Роман Козак, Сумський обласний академічний театр драми та музичної комедії імені М. С. Щепкіна)

Листопад
- 1 листопада —
  - «Женихи» за мотивами п'єси «Одруження[ru]» Миколи Гоголя (реж. Лінас Зайкаускас, Миколаївський академічний український театр драми і музичної комедії)[180][195]
  - «Лебедине озеро» балет на воді (реж. Йохан Нус (Франція), Харківський національний академічний театр опери та балету імені Миколи Лисенка)[196]
  - «ОБЭЖ» (Общество белградских эмансипированных женщин) Бранислава Нушича (реж. Віталій Малахов, Театр на Подолі)[197]

- 3 листопада —
  - «Дівичник» (варіант назви «Дівич-вечір») за мотивами роману «Прекрасні тіла» Лори Каннингем (реж. Тихон Тихомиров, Театральна агенція «ТЕ-АРТ», Київ)
  - «Ромео і Джульєтта» опера Сергія Прокоф'єва. Лібрето Гаррі Севояна за мотивами однойменної п'єси Вільяма Шекспіра (хореографія Леоніда Лавровського в редакції Гаррі Севояна, Одеський національний академічний театр опери та балету)
  - «Проблема в кубі» ремінісценція за творами Кобо Абе (реж. Олексій Кужельний, Київський Молодий театр)

- 7 листопада —
  - «Кармен» Є. Сітаж, Лінаса Зайкаускас (реж. Лінас Маріюс Зайкаускас, Луганський обласний академічний український музично-драматичний театр)
  - «Френк Сінатра» Дмитра Шарабуріна та ОлександрА Білозуба (реж. Олександр Білозуб, Київський театр оперети)

- 8 листопада —
  - «Покоління пепсі» за мотивами творів Сергія Жадана (реж. Вероніка Літкевич, Новий драматичний театр на Печерську)[123]

- 9 листопада —
  - «La Traviata» опера Джузеппе Верді. Лібрето Франческо Піаве за романом «Дама з камеліями» Александра Дюма-сина (дир. В'ячеслав Чернуха-Волич, реж. Євген Лавринчук, Одеський національний академічний театр опери та балету)[180][198][199]
  - «MIŁOŚĆ/ Любов» Миколая Миколайчика (реж. Миколай Миколайчик (Польща), Київський академічний театр «Золоті ворота»)[200]
  - «Балада про любов» Павло Гончаров за творами Володимира Івасюка (реж. Павло Гончаров, Черкаський академічний обласний український музично-драматичний театр імені Т. Г. Шевченка)[201]
  - «Із життя комах» Карела та Йозефа Чапеків (реж. Вадим Сікорський, Національний академічний український драматичний театр імені Марії Заньковецької)[202]
  - «Язиката Хвеська» інтерактивна вистава-гра для дітей за мотивами української народної казки (реж. Богдан Поліщук, Український малий драматичний театр)

- 10 листопада —
  - «Горгони» Дона Нігро[en] (реж. Роман Федосєєв, Одеський академічний український музично-драматичний театр імені В. Василька)[203]

- 12 листопада —
  - «Сон літньої ночі» за мотивами п'єси Вільяма Шекспіра (реж. Андрій Білоус, Київський національний академічний Молодий театр)

- 14 листопада —
  - «Богема» опера Джакомо Пуччіні (реж. Італо Нунциата (Італія), Національний академічний театр опери та балету України імені Тараса Шевченка)[167]
  - «Поцілунок Монро» Ольги Анненко (реж. Ольга Анненко, Театр «Соломія» (Коломия)

- 15 листопада —
  - «За сімейними обставинами» Рея Куні (реж. В'ячеслав Жила, Антреприза, м. Київ)
  - «Ілюзії» Івана Вирипаєва (реж. Оксана Бандура, Вінницький обласний академічний український музично-драматичний театр імені Миколи Садовського)
  - «Ніч семи покривал» за мотивами Євангелія від Марка, Оскара Вайлда та інших авторів (реж. Євген Курман, Кіровоградський академічний український музично-драматичний театр ім. М. Л. Кропивницького)
  - «Хаос. Жінки на межі нервового зриву» Міка Мюллюахо (реж. Максим Голенко, Миколаївський академічний художній російський драматичний театр)[180]

- 16 листопада —
  - «Зрадь мене» за п'єсою «Закон» Володимира Винниченка (реж. Людмила Скрипка, Чернівецький музично-драматичний театр ім. О. Кобилянської)[179]
  - «Пауза» Ірини Гарець (реж. Космін Матей (Румунія), Перший театр, м. Львів)

- 22 листопада —
  - «На всякого мудреця досить простоти» Олександра Островського (реж. Євгеній Резніченко, Одеський обласний академічний російський драматичний театр)

- 23 листопада —
  - «Крабат — учень чаклуна» за Отфрід Пройслером (реж. Ніко Лапунов, Полтавський академічний обласний театр ляльок)
  - «Містер Ікс» Імре Кальмана (реж. Василь Короленко, Криворізький театр драми та музичної комедії імені Т. Г. Шевченка)
  - «Токсини» Кшиштофа Бізьо (реж. Олексій Лісовець, Київський театр на лівому березі)

- 24 листопада —
  - «Повелитель чорного лісу» Василя Шершуна (реж. Василь Шершун, Закарпатський академічний обласний український музично-драматичний театр імені братів Юрія-Августина та Євгена Шерегіїв)[204]
  - «Чайка» за п'єсою Антона Чехова (реж. Олександр Олексюк, Рівненський обласний академічний український музично-драматичний театр)

- 25 листопада —
  - «Голос тихої безодні» Неди Нежданої (реж. Анатолій Левченко, «Terra Incognita», м. Маріуполь)[205][206]
  - «Шрами» Кіри Малініної (реж. Наталя Сиваненко, Дикий Театр, м. Київ)

- 26 листопада —
  - «Ілюзії» пластична вистава (реж. Лідія Шрамко, SCH театр та n'Era Dance Group)

- 27 листопада —
  - «Місто з собою» Анастасії Косодій, Дена Гуменного та Андрія Бондаренка за творами учнів шкіл Бахмута, Попасної та Миколаєвки (реж. Георг Жено, PostPlay театр та PostPlayLab) (Перший показ 27 листопада відбувся у Миколаївці. Київська прем'єра — 4 грудня.)

- 28 листопада —
  - «Нічого святого» Олени Астасьєвої (реж. Руслан Березовой, Незалежний проект)

- 29 листопада —
  - «Собаче серце» Сергія Павлюка за мотивами романа Михайла Булгакова (реж. Сергій Павлюк, Полтавський академічний обласний український музично-драматичний театр імені Миколи Гоголя)[207]
  - «Фелікс Австрія» за мотивами одноіменного роману Софії Андрухович (реж. Жюль Одрі (Франція), Франківський драмтеатр, камерна сцена)[208]

- 30 листопада —
  - «Ніч проти Різдва» Борис Чуприна за повістю Миколи Гоголя (реж. Борис Чуприна, Херсонський обласний театр ляльок)
  - «Убити чи любити» за п'єсою «8 жінок[fr]» Робера Тома (реж. Марія Лук'янова, Київський національний академічний Молодий театр)

Грудень
- 1 грудня —
  - «Мої родичі та інші покидьки» за п'єсою «Мать Горького» Лєни Лягушонкової (реж. Ігор Білиць, Львівський драматичний театр імені Лесі Українки)[209]

- 4 грудня —
  - «Три товариші» за мотивами однойменного роману Еріха Ремарка (реж. Олександр Середін, Харківський державний академічний російський драматичний театр імені О. С. Пушкіна)[210]

- 5 грудня —
  - «Баядера» оперета Імре Кальмана (реж. Богдан Струтинський, Вадим Прокопенко, Олександр Білозуб, Київський театр оперети)[110][167]
  - «Тік-Так» Бірути Баневічуте (реж. Біруте Баневічуте (Вільнюс), проект «Перша вистава», Дах)

- 6 грудня —
  - «9 життів Едіт Піаф» Ганни Цибань (реж. Сергій Павлюк, Миколаївський академічний український театр драми і музичної комедії)[180][195]
  - «Наймичка» за п'єсою Івана Карпенка-Карого (реж. Анастасія Кузик, Чернігівський обласний академічний український музично-драматичний театр імені Тараса Шевченка)[180][185]

- 7 грудня —
  - «Вісім люблячих жінок» за п'єсою[fr] Робера Тома (реж. Євдокія Тіхонова, Донецький академічний обласний драматичний театр)[190]
  - «Останній герой суїциду» за п'єсою «Самогубство самоти» Неди Нежданої (реж. Володимир Московченко, Луганський обласний академічний український музично-драматичний театр)
  - «Сірі бджоли» Андрія Куркова (реж. Віталій Малахов, Київський академічний драматичний театр на Подолі)[74][211]

- 8 грудня —
  - «Толік-молочар» Максима Курочкіна за мотивами збірки оповідань «Тев'є-Молочар» Шолом-Алейхема (реж. Оуен Ліндсі (Велика Британія), Антреприза)
  - «Червоний капелюшок» Венери Ібрагімової (реж. Венера Ібрагімова, Театр драми та ляльок «Саламандра», Гребінки Васильківського району Київської області)

- 9 грудня —
  - «Акула» Девіда Мемета (реж. Станіслав Мойсеєв, Дикий Театр, м. Київ)[162] (допрем'єрний показ відбувся в рамках Міжнародного театрального фестивалю «Золотий лев-2019» у Львові 1 жовтня під назвою «Оліанна»)

- 10 грудня —
  - «Alice in Wonderland» за мотивами повісті Льюїса Керрола та прекрасноцветочного фанк-футуризму (реж. Артем Вусик, «Прекрасные Цветы», м. Харків)

- 11 грудня —
  - «Крик під льодом» за мотивами п'єси «Страх і відчай в третій імперії» Бертольта Брехта (реж. Ірина Гочашвілі, Київська академічна майстерня театрального мистецтва «Сузір'я» (мікросцена))

- 12 грудня —
  - «Підступність і кохання» за п'єсою Фрідріха Шиллер (реж. Іван Уривський, Одеський академічний український музично-драматичний театр імені В. Василька)[180][212]
  - «Пригоди Лісовичка, або Як врятувати планету» Дмитра Драпіковського за мотивами оповідань Х. Макеля (реж. Дмитро Драпіковський, Київський муніципальний академічний театр ляльок)
  - «Хор цвіркунів» Томаса Арцта (реж. Ірина Кліщевська, Київський академічний театр «Колесо»)[213]

- 14 грудня —
  - «Йерма» Федеріко Гарсія Лорки (реж. Ольга Турутя-Прасолова, Харківський державний академічний російський драматичний театр імені О. С. Пушкіна, мала сцена)[210]
  - «Лузер» Ірини Ярмоленко (реж. Ірина Ярмоленко, Franco-театр (Коломия))
  - «Розрада апокаліпсисом» (Частина 1 «Про лукаву темряву та про інше життя яке можна зробити з цього». Частина 2 «Про сто грамів легкого пісочку у білій вазочці») за мотивами «Час секонд-хенд» Світлани Алексієвич (реж. Лінас Зайкаускас, Сумський обласний академічний театр драми та музичної комедії імені М. С. Щепкіна, мала сцена)
  - «Сімейний альбом / Album di Famiglia» Маттео Спіацці (реж. Маттео Сп'яцці (Італія), Київський академічний театр драми і комедії на лівому березі Дніпра)

- 15 грудня —
  - «Едіт Піаф. Нескінчене кохання» Тетяни Островської за автобіографічною книжкою Едіт Піаф (реж. Олег Русов, Харківський академічний український драматичний театр імені Тараса Шевченка, мала сцена) (поновлення проекту, який раніше йшов на сцені Будинку актора)[183]
  - «Чайка» за однойменною п'єсою» Антона Чехова (реж. Юрій Крилівець, Мукачівський драматичний театр)

- 16 грудня —
  - «Дуб Майкла Крейг Мартіна» (реж. Ілля Мощицький, «Мізантроп», м. Київ)

- 17 грудня —
  - «Стіна» за п'єсою Любові Якимчук та Томаса Меттлера (реж. Томас Меттлер (Швейцарія), Національний драматичний театр ім. І. Франка, камерна сцена)[214]

- 18 грудня —
  - «Божественна комедія» за далекими мотивами «Божественної комедії/Пекло» Данте Аліг'єрі (реж. Влада Бєлозоренко, Театр-студія «11»)[215]
  - «Дон Жуан. Коктейль» фантазії Марини Смілянець на основі творів Дона Нігро, Мольєра, Олександра Пушкіна та Лесі Українки (реж. Максим Голенко, Театр «Актор», м. Київ)[216]
  - «Замовляю любов» Тетяни Іващенко (реж. Арутюн Кіракосян, Донецький академічний обласний драматичний театр, мала сцена)
  - «Новорічний детектив» (реж. ???, Київський академічний театр українського фольклору «Берегиня»)

- 19 грудня —
  - «Бременські дива» за мотивами казки «Бременські музиканти» братів Грімм (реж. Андрій Карай, Миколаївський академічний художній російський драматичний театр)
  - «Зимові пригоди крукоруків» (реж. Ніко Лапунов, Полтавський академічний обласний театр ляльок)
  - «Казка для маленького зайчика» Оксани Дмітрієвої за казками Сергія Козлова (реж. Оксана Дмітрієва, Київський державний академічний театр ляльок)
  - «Коли звізда ясна…» за мотивами казки «Різдвяний песик» Олександра Гавроша (реж. В'ячеслав Давидюк, Закарпатський академічний обласний український музично-драматичний театр імені братів Юрія-Августина та Євгена Шерегіїв)[217]
  - «Морозко» Олесі Плохоткіної (реж. Сергій Чверкалюк, Миколаївський академічний український театр драми і музичної комедії)[195]
  - «Прокинутися у Бірмінгемі» за п'єсою «Кухонний ліфт» Гарольда Пінтера (реж. Олександр Онищенко, «Театр на Чайній», м. Одеса)
  - «Про що нашептала зірка» В. Воробйової за п'єсою «Подарунки Святого Миколая» (реж. Лідія Кушкова, Дніпровський академічний український музично-драматичний театр імені Тараса Шевченка)
  - «Стежками Добра і Любові» Ірини Ярмоленко (реж. Катерина Антонюк, Franco-театр, м. Коломия)

- 20 грудня —
  - «Острів скарбів» мюзикл за романом Роберта Стівенсона (реж. Сергій Павлюк, Полтавський академічний обласний український музично-драматичний театр імені Миколи Гоголя)
  - «Чиполліно» казковий мюзикл І. Поклада за казкою Джанні Родарі. Лібрето — І. Шуб, вірші — О. Вратарьов (реж. Віталій Синіков, Одеський академічний театр музичної комедії імені М. Водяного)

- 21 грудня —
  - «Госпожа Метелица» М. Гоголя (реж. Валерія Федотова, Харківський театр для дітей та юнацтва)
  - «Катрусине Різдво» Галина Савчин за оповіданням «Лялька різдвяної дівчинки» Юлії Насвєтової (реж. Галина Савчин, Івано-Франківський академічний обласний театр ляльок імені Марійки Підгірянки)
  - «Любов — не морква» Андрія Курейчика (реж. Катерина Богданова, Миколаївський академічний художній російський драматичний театр)
  - «Новий Рік –це Я!» новорічне видовище (реж. Олександр Шило, Рівненський академічний обласний театр ляльок)
  - «Площа Святої Трійці» Олександр Оверчук за мотивами оповідань «Цинамонові крамниці» та «Санаторій під клепсидрою» Б. Шульца (реж. Олександр Оверчук, Національний академічний український драматичний театр імені Марії Заньковецької)[202]
  - «Пригоди в країні Оз» за мотивами казки Ф. Баума (реж. Роман Хегай-Семенов, Вінницький обласний академічний український музично-драматичний театр імені Миколи Садовського)[180]
  - «Смішні гроші» Рея Куні (реж. Анна Козирицька, Театр «Особистості»)
  - «Снігова королева» Г. Андерсена (реж. Давид Петросян, Національний драматичний театр ім. І. Франка)[189]
  - «Чарівник Смарагдового міста» А. Богачової за романом-казкою О. Волкова (переклад п'єси і віршів В. Шевченка) (реж. Ігор Томілов, Дніпровський академічний український музично-драматичний театр імені Тараса Шевченка)
  - «Шинель» М. Гоголя (реж. Валерія Федотова, Театр на Подолі, мала сцена)[218]

- 22 грудня —
  - «При надії» за п'єсою «Закон» В. Винниченка (реж. Анна Матійченко, Львівський Молодіжний театр «Melpomena»)

- 23 грудня —
  - «Білосніжка і семеро гномів» за мотивами казки братів Грімм (реж. Станіслав Лозовський, Рівненський обласний академічний український музично-драматичний театр)

- 24 грудня —
  - «Пригоди Білосніжки та 7 гномів» Марини Мусієнко за мотивами казки братів Грімм (реж. Сергій Мусієнко, Донецький академічний обласний драматичний театр)

- 25 грудня —
  - «Архітектор» Олексія Доричевського (реж. Богдан Логвиновський, Театральне бюро Promin’, Київ)[219]
  - «Бременські музиканти» братів Грімм (реж. Лілія Петренко, Харківський академічний український драматичний театр імені Тараса Шевченка)[183]
  - «Бу-ра-ті-но» за мотивами казки «Золотий ключик, або Пригоди Буратіно» О. Толстого (реж. Юрій Чайка, Одеський обласний театр ляльок)[180]
  - «Матінка Хурделиця» інсценізація Євгена Курмана (реж. Євген Курман, Кіровоградський академічний український музично-драматичний театр ім. М. Л. Кропивницького)

- 26 грудня —
  - «Ой!.. Андерсен! Казки» О. Гаврилюк за мотивами казок Г. Андерсена (реж. Ольга Гаврилюк, Національний театр ім. Л. Українки)
  - «Фантастична Мері Поппінс» П. Авраменка за мотивами казок П. Треверс (реж. Петро Авраменко, Житомирський обласний український музично-драматичний театр імені Івана Кочерги)

- 27 грудня —
  - «Кабаре Бухенвальд» триптих KLIMa (Вечір І «Безкінечні жіночі розмови насправді щасливих жінок») (реж. Володимир Кучинський, Львівський театр ім. Л. Курбаса)[180]
  - «Клятвенні діви» Олега Михайлова (реж. Наталія Прокопенко, Одеський театр юного глядача))[220]

- 28 грудня —
  - «Лисенятко якому вдалося» (реж. Богдан Поліщук, Перший театр, м. Львів)
  - «Фредерік, або Бульвар злочинів» Е.-Е. Шмітта (реж. Олексій Кравчук, Національний академічний український драматичний театр імені Марії Заньковецької)[202]

- 29 грудня —
  - «Різдвяний сон кобили вороної» моновистава за творами Остапа Вишні та Пантелеймона Куліша(реж. Людмила Колосович, спільний творчий проект Центру імені Курбаса та театру «Solo»)
  - «Синя борода» Іллі Пелюка та Маші Ряпулової (реж. Ілля Пелюк, Дикий Театр)
  - «Сонечко та сніговички» Олександра Веселова (реж. Юлія Меліксетова, Театр «Руда ворона», Київ)
  - «СТУСАНИНА» за віршами Василя Стуса (реж. Алекс Боровенський, Театральна спільнота «DSP»)

## Перформанси
- 12 лютого —
  - «Що треба для щастя» вистава-театралізований концерт за п'єсою Л. Савич (Ніжинський академічний український драматичний театр імені М. Коцюбинського)

- 20 лютого —
  - «Монологи війни» театралізоване дійство за участі волонтерів та учасників АТО (реж. Володимир Павловський, Хмельницький міський будинок культури)[221]
  - «Розстріляне відродження» музично-драматична вистава за ідеєю Анжели Масленнікової, Олександра Рудько, Дмитра Тодорюка (реж. Дмитро Тодорюк, Київський муніципальний академічний театр опери та балету для дітей та юнацтва)[222]

- 27 квітня —
  - «Νερό» («Неро») гранд-опера композиторів Романа Григорів та Іллі Разумейка (NOVA OPERA) (реж. Владислав Троїцький, спецподія Startup ГогольFest на Азовському судноремонтному заводі, Маріуполь)[223][224]

## Фестивалі
- 10 — 13 січня — «Різдвяний фестиваль — 2019» (Одеський національний академічний театр опери та балету, м. Одеса)[225]

- 19 січня — Театральний експертний рейтинг «Київський рахунок» (рейтинг складали критики, театрознавці та журналісти Юлія Бирзул, Сергій Васильєв, Олег Вергеліс, Ганна Веселовська, Юрій Володарський, Віталій Жежера, Марина Котеленець, Олена Мигашко, Людмила Олтаржевська, Ірина Чужинова):[226]
  - 1 місце — «Погані дороги» (реж. Тамара Трунова, Незалежний проект)
  - 2-3 місце — «Фрекен Юлія» (реж. Іван Уривський, Театр «Золоті ворота»)
  - 2-3 місце — «Кицюня» (реж. Максим Голенко, «Дикий Театр»)
  - 4 місце — «Коріолан» (реж. Дмитро Богомазов, Національний драматичний театр ім. І. Франка)
  - 5-6 місце — «Земля» (реж. Давид Петросян, Національний драматичний театр ім. І. Франка)
  - 5-6 місце — «Homo Ferus або Сука-любов!» (реж. Андрій Білоус, Київський Молодий театр)
  - 7 місце — «Орестея» (реж. Ілля Мощицький, Театр «Мізантроп» та Театр на Подолі)
  - 8 місце — «Світ у горіховій шкарлупці» (реж. Дмитро Захоженко, Новий театр на Печерську)
  - 9-10 місце — «Дівчина з ведмедиком, або Неповнолітня» (реж. Стас Жирков, Театр на Подолі)
  - 9-10 місце — «Дім на краю душі» (реж. Тамара Трунова, Київський театр на лівому березі)

- 2 — 3 березня — Український англомовний театральний фестиваль «Pro.Act Fest 2019» (ProEnglish Theatre, м. Київ)[227]

- 14 — 27 березня — VII Всеукраїнський театральний фестиваль «Чехов фест» (м. Суми)

- 15 — 24 березня — XXVII Регіональний театральний фестиваль-конкурс на здобуття вищої театральної нагороди Придніпров'я «Січеславна-2019» (м. Дніпро, Запоріжжя)[228][229]
  - Гран-Прі
    - вистава для дітей — «Кіт у чоботях» (реж. Роман Гребенюк, Дніпровський міський театр ляльок)
    - вистава для дорослих — «#IGROKI» М. Гоголя, реж. Павло Гатилов, Дніпропетровський академічний обласний український молодіжний театр)[230]

  - Краща жіноча роль — Анна Миронова (за роль Жінки у виставі «Ответка@UA», Запорізький театр-лабораторія VIE)
  - Краща чоловіча роль — Ігор Кирильчатенко (за роль солдата у виставі «Війни нема…є» Бориса Гуменюка, Дніпровський національний академічний український музично-драматичний театр ім. Т. Шевченка)
  - Краща жіноча роль другого плану — Ольга Бразинська (за низку ролей у виставі «Ах, який я молодець», Дніпровський міський телетеатр)
  - Краща чоловіча роль другого плану — Валерій Зубчик, Олексій Клейменов, Юрій Захаров, Єгор Герасимов, Владислав Лебедєв, Олексій Кириченко (за ролі скоморохів у виставі «Про Федота…» за мотивами твору Леоніда Філатова «Про Федота-стрільця…», Дніпровський академічний театр драми та комедії)
  - Краща сценографія — Володимир Миколюк, головний художник Дніпровського академічного театру драми та комедії, за сценографію вистави «Дядечків сон»
  - Краща робота композитора — Андрій Бесєда за написання музики до вистави «Лисичка-сестричка та Вовк-панібрат», Запорізький театр ляльок
  - Краща режисерська робота — Вікторія Чернова за постановку вистави «Дядечків сон» Дніпровського академічного театру драми та комедії

- - «Надія Січеславни-2019»:
    - Краща жіноча роль — Тетяна Улькіна (за роль Норми в однойменній опері Вінченцо Белліні, Дніпропетровський академічний театр опери та балету)
    - Краща чоловіча роль — Олег Абакуменко (за роль Крістофера Буна у виставі «Загадкове нічне вбивство собаки», Запорізький академічний театр юного глядача)
    - Краща сценографія — Олександр Вернєєв за створення костюмів до вистав «Русалонька» та «Таємниці зачарованого лісу» (Криворізький академічний театр музично-пластичних мистецтв «Академія руху»)

- 17 — 30 березня — I Всеукраїнський театральний фестиваль малих форм «Майстерія» (м. Ніжин, Ніжинський академічний український драматичний театр імені М. Коцюбинського)

- 18 березня — IX Всеукраїнський фестиваль театрів ляльок «Прем'єри сезону»[231]
  - Краща чоловіча роль — Геннадій Гуриненко (роль Клавдія у виставі «Гамлет» Харківський державний академічний театр ляльок імені В. А. Афанасьєва)
  - Краща жіноча роль — Надія Крат (роль Гамлета у виставі «Гамлет» Театр «І люди, і ляльки»)
  - Краща музика до вистави — Ігор Гайденко («Стійкий Солдатик», Запорізький обласний театр ляльок)
  - Кращий художник — Наталія Денісова («Гамлет», Харківський державний академічний театр ляльок імені В. А. Афанасьєва)
  - Кращий режисер — Оксана Дмітрієва («Гамлет», Харківський державний академічний театр ляльок імені В. А. Афанасьєва)
  - Краща вистава для дітей дошкільного віку — «Про Коника стрибунця і великий стрибок» (Київський театр маріонеток)
  - Краща вистава для дітей молодшого шкільного віку — «Бременські музики» (Миколаївський обласний театр ляльок)
  - Краща вистава для сімейного перегляду — «Пливе човен казок повен…» (Рівненський академічний обласний театр ляльок)
  - Краща вистава для молоді і дорослих — «Гамлет» Харківський державний академічний театр ляльок імені В. А. Афанасьєва)
  - Кращий акторський ансамбль:
    - «Гамлет» (Харківський державний академічний театр ляльок імені В. А. Афанасьєва)
    - «Пливе човен казок повен…» (Рівненський академічний обласний театр ляльок)

  - Головний приз Карабаса-Барабаса «За вірність ляльці» — Колектив творців вистави «Трям, привіт» («Закарпатський обласний театр ляльок „Бавка“»)
  - Дебют:
    - Олена Ткачук — режисер, «Пливе човен казок повен…» (Рівненський академічний обласний театр ляльок)
    - Уляна Кульчицька — художник-сценограф вистави «Святкові сни» (Львівський обласний театр ляльок)
    - Микола Богаєнко — роль Лаерта у виставі «Гамлет» (Харківський державний академічний театр ляльок імені В. А. Афанасьєва)

- 25 березня — XXVII церемонія вручення нагород театральної премії «Київська пектораль»[232]
  - Найкраща драматична вистава — «Коріолан» Вільям Шекспір (реж. Дмитро Богомазов, Національний театр ім. Франка)
  - Найкраща режисерська робота — Дмитро Богомазов (вистава «Коріолан», Національний театр ім. Франка)
  - Найкраща вистава камерної сцени — «Війна» Ларса Нурена (реж. Давід Петросян, Національний театр ім. Франка)
  - Найкращий дитяча вистава — «Король Дроздобород» Юрія Шевченко за мотивами казки братів Грімм (реж. Дмитро Тодорюк, Київський муніципальний академічний театр опери та балету для дітей та юнацтва)
  - Найкращий режисерський дебют — Марія Лук'янова (вистава «Валентинів день» Івана Вирипаєва, Український малий драматичний театр)
  - Найкраща сценографія — Микола Данько (вистава «Кайдашева сім'я» Івана Нечуя-Левицького, Київський академічний театр ляльок)
  - Найкраще виконання чоловічої ролі — Олександр Печериця (за роль Льва Миколайовича Мишкіна, у виставі за романом «Ідіот» Федора Достоєвського, Національний театр ім. Франка)
  - Найкраще виконання жіночої ролі — Олена Хохлаткіна (за роль Памели у виставі «Дорога Памела» Джона Патріка, Національний театр ім. Франка)
  - Найкраще виконання чоловічої ролі другого плану — Остап Ступка (за роль Сіцинія Велута у виставі «Коріолан» Вільяма Шекспіра, Національний театр ім. Франка))
  - Найкраще виконання жіночої ролі другого плану — Катерина Рубашкіна (за роль вчительки у виставі «Дівчина з ведмедиком або Неповнолітня…», Театр на Подолі)
  - Найкращий акторський дебют — Вероніка Шостак (за роль Валентини у виставі «Валентинів день», Український малий драматичний театр)
  - Найкраща музична вистава — «Скрипаль на даху» Джеррі Бока (реж. Богдан Струтинський, Київський національний академічний театр оперети)
  - Найкраще пластичне вирішення вистави — Павло Івлюшкін (вистава «Фрекен Юлія» Августа Стріндберга, Київський академічний театр «Золоті Ворота»)
  - Найкраща музична концепція вистави — Юліана Хоменко і Марія Кучма (вистава «Людвіг XIV» Яна Екхольма, Київський академічний театр юного глядача на Липках)
  - За вагомий внесок у розвиток театрального мистецтва — Лариса Кадирова, народна артистка України, президент Міжнародного театрального фестивалю жіночих монодрам «Марія», заступник голови Національної спілки театральних діячів України з 1992 по 2000 роки.
  - Подія року (за потужну активізацію діяльності Національної спілки театральних діячів України) — Богдан Струтинський
  - Спеціальна премія (за започаткування свята відкриття театрального сезону «Дефіле театрального костюму») вручається керівникам київських театрів Національний академічний драматичний театр ім. Івана Франка, Національний академічний театр російської драми ім. Лесі Українки, Київський академічний театр юного глядача на Липках, Київський академічний театр драми і комедії на лівому березі Дніпра, Київський академічний Молодий театр, Київський академічний театр «Колесо», Київська академічна майстерня театрального мистецтва «Сузір'я», Київський національний академічний театр оперети, Київський муніципальний академічний театр опери і балету для дітей та юнацтва, Київський муніципальний академічний театр ляльок на лівому березі Дніпра, Київський академічний театр ляльок, Київський камерний театр-студія «Дивний замок», Театр української традиції «Дзеркало»
  - Кращий народний театр — Народний театр-студія «Данко» Центру художньої студентської творчості Відкритого університету розвитку людини «Україна» Святошинського району міста Києва (художній керівник—режисер Андрій Лелюх) — за виставу «Мавка» за п'єсою «Лісова пісня» Лесі Українки

- 27 березня — IV театральна премія «Дзеркало сцени» (газета «Дзеркало тижня. Україна» м. Київ)
  - Акторська харизма — Віталіна Біблів за роль у виставі «Фрекен Юлія», театр «Золоті ворота»[233]
  - В номінації також були представлені: В'ячеслав Довженко («Дівчинка з ведмедиком», Театр на Подолі); Володимир Заєць («Кицюня», «Дикий Театр»); Римма Зюбіна («Схід—Захід», Театр «Актор»); Наталія Кобізька («Жінко, сядь», «Дикий Театр»); Вова Кравчук («Погані дороги», «Номери», «Кицюня», «Сцена 6»); Дмитро Рибалевський («Ідіот», «Коріолан», Національний театр ім. І. Франка); Ірина Ткаченко («Москалиця», Київський театр оперети); Іван Шаран («Земля», «Коріолан», Національний театр ім. І. Франка); Євген Щербань («Загадкове нічне вбивство собаки», Національний театр ім. Л. Українки)[234]

- 27 березня — I відзнака «Тріумф. Театр. Львів» (Львівська філія Національної спілки театральних діячів України — ЛМВ НСТДУ):
  - Найкраща чоловіча роль — Олег Стефан (за роль Валеріана Стальського у виставі «Перехресні стежки» за Іваном Франком, Львівський академічний театр імені Леся Курбаса)
  - Найкраща жіноча роль — Оксана Козакевич (за роль Регіни у виставі «Перехресні стежки» за Іваном Франком, Львівський академічний театр імені Леся Курбаса)
  - Найкраща чоловіча роль другого плану — Василь Коржук (за роль Дмитрика у виставі «Гуцульський рік» Гнат Хоткевича, Національний академічний український драматичний театр імені Марії Заньковецької)
  - Найкраща жіноча роль другого плану — Олена Баша (за роль Єви Любовскі у виставі «Прекрасні, прекрасні, прекрасні часи» Й. Віховської за твором Е. Єлінек, Перший український театр для дітей та юнацтва)
  - Дебют року — Ярослав Дерпак (за роль Тома Сойєра у виставі «Пригоди Тома Сойєра» Т. Мейсона за мотивами Марка Твена, Перший український театр для дітей та юнацтва)
  - Найкраща режисерська робота — Іван Уривський (за виставу «Перехресні стежки» за Іваном Франком, Львівський академічний театр імені Леся Курбаса)
  - Найкраща сценографія — Тадей Риндзак (художник-постановник), Ганна Іпатьєва (художник з костюмів), Дмитро Ципердюк (художник зі світла) (за сценограцію до вистави «Коли цвіте папороть» Є. Станковича, Львівський національний академічний театр опери та балету імені Соломії Крушельницької)
  - Найкраще пластичне рішення вистави — Нінель Збєря (постановник пластики та хореографії у виставі «Пригоди Тома Сойєра» Т. Мейсона за мотивами Марка Твена, Перший український театр для дітей та юнацтва)
  - Найкраща вистава для дітей — «Пригоди Тома Сойєра» Т. Мейсона за мотивами Марка Твена (реж. Роман Валько, худ. Микола Молчан, Перший український театр для дітей та юнацтва)
  - Найкраща музична вистава — «Пригоди Тома Сойєра» Т. Мейсона за мотивами Марка Твена (реж. Роман Валько, худ. Микола Молчан, Перший український театр для дітей та юнацтва)
  - Найкраща вистава камерної сцени — «Тринадцята жінка» Т. Зарівної (реж. Алла Бабенко, худ. Орест Гелитович, Національний академічний український драматичний театр імені Марії Заньковецької)
  - Найкраща драматична вистава — «Перехресні стежки» за Іваном Франком (реж. Іван Уривський, хореограф — Павло Івлюшкін, Львівський академічний театр імені Леся Курбаса)

- 27 — 28 березня — IX Відкритий фестиваль дитячих лялькових колективів «Березневі сходинки-2019» (м. Рівне, Рівненський академічний обласний театр ляльок)[235]

- 27 березня — 1 квітня — V-й Міжнародний Фестиваль комедійного мистецтва «ГаШоТю» (м. Березань, Коломия, Київ)[236]

- 1 — 7 квітня — ХІ Всеукраїнський театральний фестиваль професійних театрів «В гостях у Гоголя» до 210-річчя від дня народження автора (Полтавський академічний обласний український музично-драматичний театр імені Миколи Гоголя, м. Полтава)

- 8 квітня — Театральний фестиваль камерних вистав Andriyivsky Fest. Ukrainian Format 2018—2019 (м. Київ, театр «Колесо»)
  - Краща драматична вистава — «Звірячі історії» (реж. Ігор Ладенко, Театр 19, Харків)
  - Краще режисерське рішення — «Порцеляновий кролик» Т. Мейсона (реж. Варвара Вороніна, Театр «Віримо», Дніпро)
  - Краще сценографічне рішення — Алія Меженіна («Відключені», реж. Антон Меженін, Сумський обласний академічний театр драми та музичної комедії імені М. С. Щепкіна)
  - Краща чоловіча роль — Дмитро Зіневич («Зовсім інші», реж. Петро Авраменко, Житомирський обласний український музично-драматичний театр імені Івана Кочерги)
  - Краща жіноча роль — Марина Букша («Зовсім інші», реж. Петро Авраменко, Житомирський обласний український музично-драматичний театр імені Івана Кочерги)
  - Кращий акторський дует — Микола Бичук і Петро Великий («Секс, кохання та рок-н-рол», реж. Євгеній Сидоренко, Незалежного театру «Theatrum Mundi», Чернігів)
  - Кращий акторський ансамбль — «Чотири дружини одного Івана» (реж. Євген Курман, Кіровоградський академічний український музично-драматичний театр ім. М. Л. Кропивницького)
  - Сценічне втілення української поезії — «100 відтінків правди і любові» (реж. Анатолій Левченко, Донецький академічний обласний драматичний театр, Маріуполь)

- 12 — 16 квітня — ІІІ Всеукраїнський відкритий фестиваль театрального мистецтва аматорських дитячих та молодіжних колективів «Імпреза над Латорицею» (Мукачівський драматичний театр, м. Мукачево)

- 12 — 18 квітня — III Всеукраїнський театральний фестиваль камерного театрального мистецтва «Під цвітом сакури» (Закарпатський академічний обласний український музично-драматичний театр імені братів Юрія-Августина та Євгена Шерегіїв, м. Ужгород)

- 17 — 19 квітня — Міні-фестиваль сучасної української драматургії «Нова п'єса» (Центр мистецтв «Новий український театр», м. Київ)[237]

- 26 квітня — 1 травня — Міжнародний фестиваль сучасного мистецтва ГогольFest STARTUP-2019 (м. Маріуполь)[238]

- 3 — 5 травня — VII мистецький фестиваль «Ї» (м. Тернопіль)[239]

- 3 — 5 травня — IV Міжнародний фестиваль країн Карпатського регіону «Карпатський простір» (м. Івано-Франківськ)[136][240]

- 10 — 12 травня — VIII Відкритий фестиваль-конкурс шкільних та дитячих самодіяльних театрів «Перевтілення 2019» (театр «Вавилон», Національний педагогічний університет імені М. П. Драгоманова, м. Київ)

- 10 — 13 травня — III Фестиваль українського аматорського театру «День театру» (м. Київ)

- 11 — 18 травня — І Міжнародний театральний фестиваль монодрам «Solo Plays Fest» (Театр «Маскам Рад», ГО «Креативна Україна», культурна платформа «JoyFest», Київська фортеця, Київ)

- 12 травня — 10 червня — XIV фестиваль-конкурс самодіяльних аматорських театральних колективів «Київська театральна весна»

- 16 — 19 травня — І Всеукраїнський театральний фестиваль аматорських колективів «Лискавиця» (Ніжинський академічний український драматичний театр імені М. Коцюбинського, Ніжин)

- 16 — 19 травня — XII Всеукраїнський фестиваль «Театральна легенда» ім. Михайла Силаєва (Краматорськ)

- 17 — 24 травня — ХІ Міжнародний театральний фестиваль «Класика сьогодні» (Академічний музично-драматичний театр імені Лесі Українки міста Кам'янського, Кам'янське)

- 17 — 25 травня — ХХІ Міжнародний театральний фестиваль «Мельпомена Таврії» (Херсонський обласний академічний музично-драматичний театр імені Миколи Куліша, м. Херсон)[241][242][243]
  - Підсумки фестивалю[244]

- 17 — 28 травня — ХІ Незалежний інтерактивний містичний фестиваль авторів «Німфа» (м. Київ)

- 23 — 25 травня — VI фестиваль дитячих театрів «JoyFest. Діти» (Міжнародний соціально-культурний проект «Джойфест», м. Київ)

- 23 — 25 травня — Театрально-урбаністичний фестиваль «Parade-fest». Тема фестивалю — «Насильство та утопії» (м. Харків)[245]

- 24 — 25 травня — Всеукраїнський науково-практичний татральний метод-фестиваль «TEA*METOD*FEST*19» (КНУКіМ, м. Київ)[246]

- 26 травня — 2 червня — ХХ Міжнародний фестиваль етнічних театрів національних меншин України «Етно-Діа-Сфера» (Мукачівський драматичний театр м. Мукачево)[247]

- 31 травня — 4 червня — V Міжнародний благодійний фестиваль (трієнале) казок «KAZ.KAR.» (Центр Культурно-Мистецьких Ініціатив, м. Львів)[248]

- 31 травня — 9 червня — VI Театральний фреш-фестиваль «Я i Села Брук» (ГО «Платформа театральних ініціатив», м. Харків)

- 3 — 7 червня — III Відкритий фестиваль української драматургії «Дніпро. Театр. UA» (Дніпровський міський телетеатр, м. Дніпро)[249]

- 13 — 18 червня — Харківський міжнародний театральний фестиваль 1919-2019. Куліш Курбас Шекспір (м. Харків)[250][251]

- 14 — 16 червня — Одеський відкритий фестиваль «Одеса. Театр.PRO» (Дитяча театральна школа м. Одеса)

- 15 — 17 червня — Театральний інклюзивний фестиваль «Ніч театру» (МТЦ «Непротоптана стежина», м. Львів)

- 15 — 23 червня — Міжнародний фестиваль фізичного театру «Mime Wave Festival» (м. Київ)

- 17 — 23 червня — III Міжнародний театральний фестиваль камерних вистав Andriyivsky Fest (м. Київ, театр «Колесо»)[252]

- 20 червня — 14 липня — IV Фестиваль «Summer Opera Fest 2019» (Харківський національний академічний театр опери та балету імені Миколи Лисенка, м. Харків)

- 21 — 23 червня — V Міжнародний фестиваль театрів ляльок «І люди, і ляльки — 2019» (м. Львів, Львівський театр естрадних мініатюр «І люди, і ляльки»)

- 26 червня — 4 липня — Всеукраїнський фестиваль театрального мистецтва «Від Гіпаніса до Борисфена» — фестиваль аматорських театральних колективів та студій (м. Очаків)[253]

- 2 — 5 липня — XII Театральний фестиваль «Молоко» (Одеський культурний центр, м. Одеса)
  - За участь: Театр «Едельвейс» за виставу «Коли я знову стану маленьким» (м. Ізмаїл); Вокально-театральна студія «Голос Джельсоміно» за виставу «Алюзії» (м. Одеса); Театр «Грай» за виставу «Оркестр» (м. Будапешт, Угорщина); «Маріїнський театр» за виставу «Віденська кава» (м. Київ); Театр «БУ!» за виставу «Королева краси» (м. Вінниця; «Вільний театр» за виставу «Примари» (м. Одеса); Театральна студія «MAGG» за виставу «Хлопчик-Зірка» (м. Київ)
  - Приз глядацьких симпатій — Івано-Франківський національний академічний обласний музично-драматичний театр імені Івана Франка за виставу «Енеїда»
  - І місце (основна сцена) — Дніпровський драматичний молодіжний театр «Віримо!» за виставу «Забути Герострата»
  - І місце (камерна сцена) — Київський національний університет культури і мистецтв за виставу «Святі»
  - ІІ місце — Молодіжний драматичний театр за виставу «Діти SOS» (м. Чернівці)
  - «За вагомий внесок у розвиток театрального руху України» — Театр «19» за виставу «Звірячі історії» (м. Харків)
  - «Краща дитяча вистава» — Івано-Франківський академічний обласний театр ляльок імені Марійки Підгірянки за виставу «Людвіг + Тутта»
  - «Краща жіноча роль» — Ірина Панів у виставі «Святі» (Київський національний університет культури і мистецтв)
  - «Краща чоловіча роль» — Юрій Радіонов у виставі «Морфін» (Драматичний театр «ProEnglish Theatre», м. Київ)
  - «Краща режисерська робота» — Сергій Павлюк — заслужений діяч мистецтв України за виставу «Обиженные. Россия» (Херсонський обласний академічний музично-драматичний театр імені Миколи Куліша)[254]
  - «За багаторічну працю та вагомий внесок у розвиток театрального мистецтва» — Юрій Невгамонний — заслужений артист України за моновиставу «Осінь» («Театр на Чайній», м. Одеса)
  - «Кращий акторський ансамбль» — Драматичний театр «ProEnglish Theatre» (м. Київ)
  - HEADLINER — Миколаївський академічний художній російський драматичний театр за виставу «Тев'є-молочник»

- 4 — 7 липня — Освітньо-мистецький фестиваль просто неба «Osten-Sacken Off-Stage» (м. Немішаєве, Київська область)[255]

- 11 — 14 липня — ІІІ Національний мистецький фестиваль «Кропивницький» (м. Кропивницький)

- 12 липня — Театральний експертний рейтинг «Харківський рахунок»
  - 1 місце — «Діти райка» Ж. Превера (реж. Оксана Дмітрієва, худ. Наталія Денисова Харківський театр ляльок ім. В. Афанасьєва)
  - «Любов до трьох апельсинів» С. Прокоф'єва (реж. Армен Калоян, Харківський національний академічний театр опери та балету імені Миколи Лисенка)
  - «Моня» за Е. Савелою (реж. Галина Панібратець, Театр «Ланжерон»)
  - «Піаніно в траві» Ф. Саган (реж. Оксана Стеценко, худ. Тетяна Медвідь Харківський академічний український драматичний театр імені Тараса Шевченка)
  - «Онєгін» за О. Пушкіним (реж. Ольга Турутя-Прасолова, Харківський державний академічний російський драматичний театр імені О. С. Пушкіна)

- 23 — 25 серпня — ІІІ Фестиваль «СТеП» («Справжніх ТЕатральних Патріотів») (Театральна студія «ВІК», с. Підводне, Чернівецька область)

- 30 серпня — 15 вересня — V фестиваль мистецтв «Оксамитовий сезон в Одеській опері» (Одеський національний академічний театр опери та балету)

- 4 — 10 вересня — І обласний відкритий фестиваль театрального мистецтва «Театральна брама» (Донецький академічний обласний драматичний театр, Маріуполь)

- 6 — 8 вересня — Театральний фестиваль під відкритим небом «Кіт Ґаватовича» (Стрийський парк, м. Львів)[256]

- 10 — 15 вересня — XLIX Всеукраінське свято театрального мистецтва «Вересневі самоцвіти» (м. Кропивницький)

- 11 — 15 вересня — Міжнародний театральний шоукейс «Open Open Open Golden Gate Theatre Festival» (Театр «Золоті ворота»)[167]

- 12 — 15 вересня — ІІ Всеукраїнський фестиваль недержавних театрів України «Відкрита сцена» (м. Київ)
  - «APOLLO» (Театр «Нєфть», м. Харків)
  - «ORPHEUS UA» (проект Сашка Брами, м. Львів)
  - «Second floor» (baza.art people, м. Київ)
  - «Антон і Наташа у пошуках сенсу життя» (Театр «Нєфть», Театр «Прекрасные цветы», м. Харків)
  - «Не мушу» (n'Era Dance Group, м. Київ)
  - «Осінь на Плутоні» (проект Сашка Брами, м. Львів)
  - «Сни» (Арт — проект «Театр на Перехресті», м. Чернівці)
  - «Як вкрасти коня?» (Білиць Арт Центр, м. Київ)

- 13 — 15 вересня — VI міжнародний фестиваль театру за межами театру «Мандрівний вішак» (м. Луцьк)

- 15 — 22 вересня — XVII Всеукраїнський фестиваль «Тернопільські театральні вечори. Дебют» (Тернопільський академічний обласний драматичний театр ім. Т. Г. Шевченка)[257][258]

- 17 — 22 вересня — ІІ Міжнародний фестиваль моновистав «Монологи над Ужем» (м. Ужгород)

- 17 — 24 вересня — ІІ Всеукраїнський фестиваль театрального мистецтва «СвітОгляд» (Луганський обласний академічний український музично-драматичний театр, Сєвєродонецьк)

- 18 — 23 вересня — Театрально-урбаністичний фестиваль «Parade-fest» (м. Харків)

- 26 — 29 вересня — VII Міжнародний театральний фестиваль «JoyFest» (м. Київ)

- 27 — 29 вересня — I Міжнародний фестиваль сучасного мистецтва «DniproGogolFest» (м. Дніпро)[259]

- 27 — 29 вересня — Всеукраїнський фестиваль театрів–лабораторій «VIEfest» (м. Запоріжжя)

- 28 вересня — 6 жовтня — XXX міжнародний театральний фестиваль «Золотий лев» (м. Львів)[260][261]

- 1 — 4 жовтня — Міжнародний фестиваль театрів ляльок «Інтерлялька-2019» (Закарпатський обласний театр ляльок «Бавка», м. Ужгород)[262]

- 1 — 5 жовтня — X Міжнародний фестиваль театрів ляльок «Подільська лялька-2019» (Вінницький академічний обласний театр ляльок «Золотий ключик», м. Вінниця)

- 4 — 9 жовтня — XVI Міжнародний театральний фестиваль жіночих монодрам «Марія» (м. Київ, Камерна сцена ім. Сергія Данченка Національного академічного драматичного театру ім. І. Франка)[263][264]

- 5 — 9 жовтня — III Київський міжнародний фестиваль театрів ляльок «pUp.pet» (м. Київ)[265][266][267]

- 5 — 13 жовтня — XI Театральний фестиваль міжнародного Чорноморського клубу «Homo Ludens» («Людина, що грає») (м. Миколаїв) (фестиваль приурочено до 85 річчя від дня заснування Миколаївського академічного художнього російського драматичного театру)[268]

- 13 — 20 жовтня — Всеукраїнський театральний фестиваль «Starytskiy Theatre Fest-2019» (Хмельницький обласний український музично-драматичний театр ім. Михайла Старицького, м. Хмельницький)

- 17 — 20 жовтня — V відкритий театральний фестиваль «Комора» (м. Кам'янець-Подільський)

- 18 — 20 жовтня — IV Всеукраїнський фестиваль театрального мистецтва «Мім-Сесія» (Криворізький театр музично-пластичного мистецтва «Академія руху», м. Кривий Ріг)[269]

- 20 — 31 жовтня — XIV театральний фестиваль комедії «Золоті оплески Буковини» (Чернівецький музично-драматичний театр імені Ольги Кобилянської, м. Чернівці)[179]

- 27 жовтня — 6 листопада — XV Міжнародний театральний фестиваль жіночої творчості ім. Марії Заньковецької (м. Ніжин)

- 7 — 10 листопада — ХХ Всеукраїнський відкритий фестиваль студентських та молодіжних театрів «Театральна сесія 2019» (м. Дніпро)

- 24 — 30 листопада — II Всеукраїнський театральний фестиваль-премія «GRA» (м. Київ)[270]
  - І етап — Формування лонг-листа учасників (до 20 березня)
  - ІІ етап — Перегляд вистав Експертною Радою та формування шорт-листа з 12 вистав (до 27 червня)[271]
  - ІІІ етап — Показ вистав в Київі та визначення переможців Міжнародним журі (друга половина листопада)

- 25 жовтня — 2 листопада — Театральний фестиваль «Зірковий листопад» (Мукачівський драматичний театр, м. Мукачево)

## Нагороди
- Премія імені Лесі Українки (номінація «Театральні вистави для дітей та юнацтва») — вистава «Король Лев» (реж. Артур Прокоп'єв, Київський академічний обласний музично-драматичний театр імені П. К. Саксаганського)[272]
- Премія імені Леся Курбаса — Іван Уривський, режисер Одеського академічного українського музично-драматичного театру імені В. Василька за постановку вистави «Перехресні стежки» І. Франка у Львівському академічному молодіжному театрі імені Леся Курбаса)[273][104]
- Національна премія України імені Тараса Шевченка (театральне мистецтво) — Ростислав Держипільський, режисер Франківського драмтеату за феєрію-бурлеск «Енеїда» за однойменною поемою І. Котляревського, артпроєкт «Оскар і рожева пані» за Е.-Е. Шміттом, притчу-ораторію «Вона — Земля» за В. Стефаником та неооперу-жаху «HAMLET» за В. Шекспіром[274]
- Премія імені Віталія Смоляка (в галузі театрального мистецтва, м. Івано-Франківська область):[275]
  - Професійне театральне мистецтво — найкраща театральна вистава — мюзикл «Гуцулка Ксеня» (Івано-Франківський національний академічний обласний музично-драматичний театр імені Івана Франка)
  - Найкраща режисерська робота — Олексій Гнатковський («На Західному фронті без перемін», Івано-Франківський національний академічний обласний музично-драматичний театр імені Івана Франка)
  - Найкраща акторська робота — Ганна Бабинська (роль Катерини Андріївни у трагікомедії «Чи падає влітку сніг», Івано-Франківський національний академічний обласний музично-драматичний театр імені Івана Франка)
  - Найкраща сценографія — Дар'я Кушніренко («Дорога до Вифлеєму», Івано-Франківський академічний обласний театр ляльок імені Марійки Підгірянки)
  - Найкраща театральна вистава Народного аматорського драматичного колективу — «Янгол у пітьмі (сповідь втраченого дитинства)», Івано-Франківська дитяча театральна школа «ЖИВБУВПЕС»)
- Мистецька премія «Київ» (у галузі театрального мистецтва — мистецька премія «Київ» імені Амвросія Бучми) — Струтинський Богдан Дмитрович — режисер-постановник, народний артист України, Литвиненко Святослав Іванович — диригент-постановник, народний артист України, Прокопенко Вадим Валерійович — балетмейстер-постановник, заслужений артист України за вистави «Графиня Маріца» І. Кальмана (2016 р.), «Севільський цирульник» Дж. Россіні (2017 р.), «Скрипаль на даху[en]» Дж. Бока[en] (2018 р.) Київського національного академічного театру оперети[276]
  - В номінації також були представлені: Артіменьєв Артур Леонідович — режисер Київського академічного театру юного глядача на Липках — за інсценізацію та постановку вистави «Місто» В. Підмогильного (2017 р.); Вітовська-Ванца Ірина Григорівна — заслужена артистка України, провідний майстер сцени Київського академічного Молодого театру — за роль Аннет Рей у виставі «Бог різанини[en]» Я. Рези (2017 р.); Трунова Тамара Вікторівна — режисер-постановник Київського академічного театру драми і комедії на лівому березі Дніпра — за вистави «Саша, винеси сміття» Н. Ворожбит (2017 р.), «Під небом синім» Д. Елдріджа (2017 р.), «Дідона та Еней» Г. Перселла (2017 р.); Феліпенко Юрій Сергійович — актор Київського академічного драматичного театру на Подолі — за ролі Петра у виставі «Мати[en]» К. Чапека (2017 р.), Ноя у виставі «Продавець дощу[en]» Р. Неша[en] (2018 р.), Режисера у виставі «Шестеро характерів ненаписаної комедії[en]» Л. Піранделло (2018 р.); Яценко Тамара Олександрівна — народна артистка України, провідний майстер сцени Київського академічного Молодого театру — за ролі Лариси Сергіївни у виставі «Дівочий виноград» М. Коляди (2016 р.), Мадам Помре у виставі «Тектоніка почуттів[fr]» Е.-Е. Шмітта (2018 р.), Хльостової у виставі «Горе з розуму» О. Грибоєдова (2016 р.)[277]
- Премія імені Василя Стуса — Влад Троїцький, режисер, засновник театру ЦСМ «ДАХ», фестивалю «ГогольFest», гуртів «ДахаБраха», «Dakh Daughters», «TseSho» aka Teatr-Pralnia, проекту «NOVA OPERA».
- Премія Women in Arts (категорія «Театр і фільм») в межах руху солідарності за ґендерну рівність #HeForShe в Україні — Ірма Вітовська-Ванца
- Премії НСТДУ (23 грудня 2019 року у Київському муніципальному академічному театрі опери і балету для дітей та юнацтва відбулася Церемонія вручення щорічних театральних премій Національної спілки театральних діячів України:[278]):
  - Премія імені Мар'яна Крушельницького — Звягін Євген Вікторович, актор Дніпровського академічного театру драми і комедії
  - Премія імені Марії Заньковецької — Вороніна Людмила Іванівна, актриса Дніпровського академічного театру драми і комедії
  - Премія «Наш Родовід» — Чайковська Валерія Вікторівна, актриса Київського академічного театру юного глядача на Липках
  - Премія імені Федора Нірода в галузі сценографічного мистецтва — Зайцев Станіслав Миколайович, головний художник Одеського академічного театру музичної комедії ім. М. Водяного
  - Премія імені Миколи Садовського — Білоус Андрій Федорович, директор — художній керівник Київського національного академічного Молодого театру
  - Премія імені Сергія Данченка — Дмитрієва Оксана Федорівна, головний режисер Харківського державного академічного театру ляльок ім. В. Афанасьєва
  - Премія імені Віктора Афанасьєва в галузі лялькового театру — Свіньїн Олександр Володимирович, головний режисер Вінницького академічного обласного театру ляльок
  - Премія імені Панаса Саксаганського — Кужельний Олексій Павлович, директор—художній керівник Київської академічної майстерні театрального мистецтва «Сузір'я»
  - Премія в галузі театрознавства і театральної критики — Рубинський Олексій Юрійович, актор-ляльковод Харківського державного академічного театру ляльок ім. В. Афанасьєва
  - Премія за краще сценічне відтворення надбань українського народу закладених в звичаях, обрядах, традиціях, фольклорі наших предків (заснована у 2019 році НСТДУ та Театрально-концертним закладом культури "Київський академічний театр українського фольклору «Берегиня» і вручена вперше) — Половинка Наталія Юхимівна, художній керівник театрального центру «Слово і голос»

## Звання

### Народний артист України

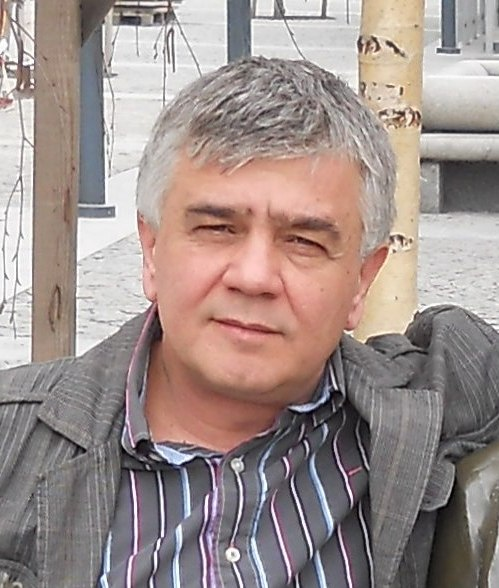
Дмитро Богомазов
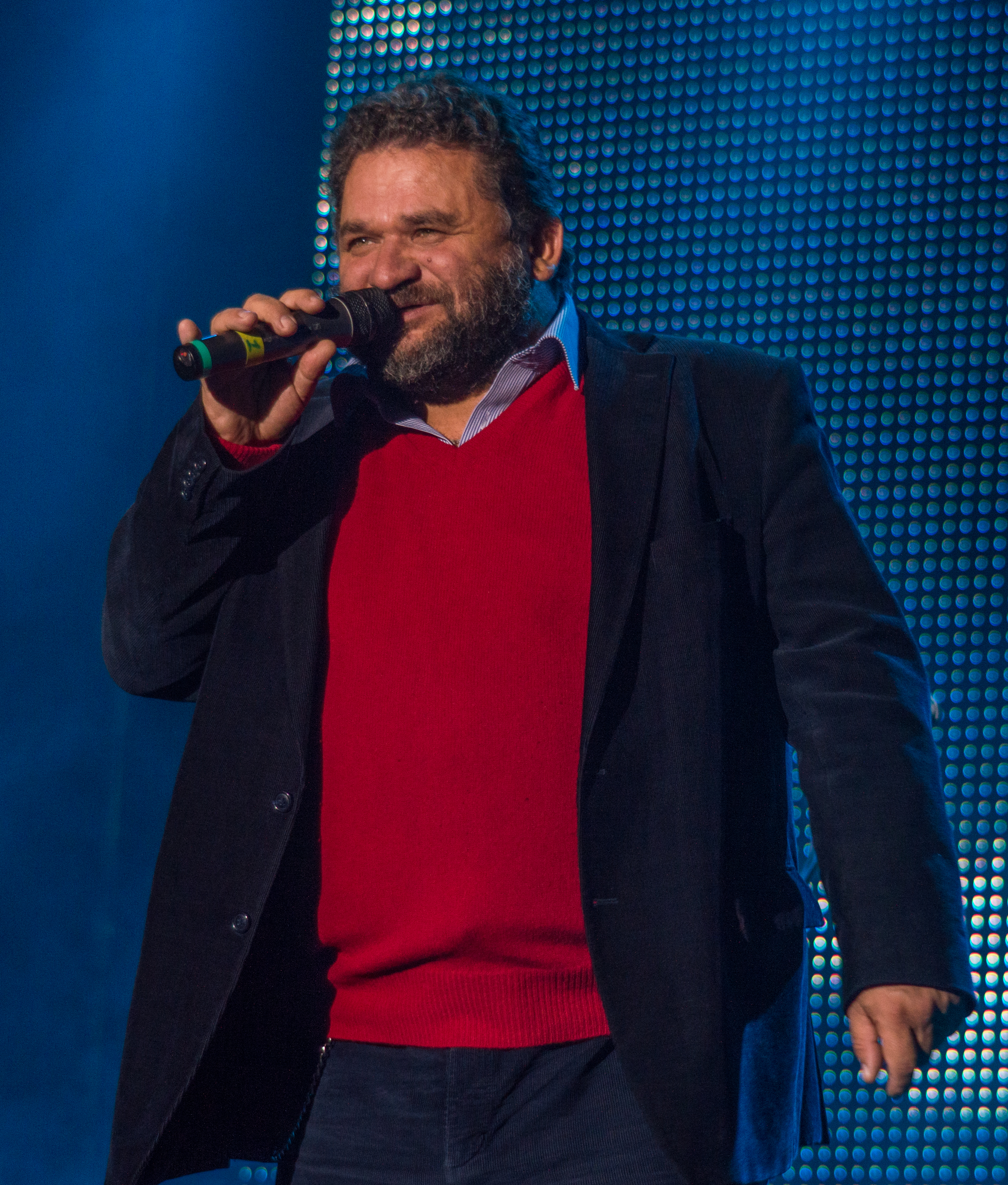
Валерій Чигляєв

- Авдєєв Сергій Григорович — артист-вокаліст Київського національного академічного театру оперети[279]
- Богомазов Дмитро Михайлович — головний режисер Національного драматичного театру ім. І. Франка, Київ[280]
- Брилинський Юрій Богданович — артист драми Національного українського драматичного театру ім. М. Заньковецької, Львів[281]
- Власенко Лариса Кирилівна — артистка драми, провідний майстер сцени Хмельницького обласного академічного музично-драматичного театру ім. М.Старицького[282]
- Карпович Микола Іванович — артист драми Житомирського академічного українського музично-драматичного театру ім. І. Кочерги[283]
- Кульбаба Алла Анатоліївна — диригент симфонічного оркестру Національного академічного театру опери та балету України ім. Т. Шевченка, м. Київ)[279]
- Кучинський Володимир Степанович — художній керівник Львівського академічного молодіжного театру імені Леся Курбаса[280]
- Левенець Ігор Анатолійович — артистові-вокалісту, провідному майстру сцени Київського національного академічного театру оперети[284]
- Лісовий Володимир Михайлович — головний режисер Тернопільського академічного обласного театру актора і ляльки[283]
- Мардаш Оксана Степанівна — диригент вищої категорії Київського національного академічного театру оперети[284]
- Мітюшкін Віктор Анатолійович — соліст опери Одеського національного академічного театру опери та балету[280]
- Остринська Лідія Анатоліївна — артистка драми Національного українського драматичного театру ім. М. Заньковецької, Львів[285]
- Стоянов Олександр Афанасійович — артист балету — провідному майстру сцени Національного академічного театру опери та балету України ім. Т. Шевченка, м. Київ)[286]
- Чепурняк Євген Самойлович — головний режисер, актор, провідний майстер сцени «Дніпровський міський театр»[283]
- Чигляєв Валерій Іванович — артист, провідний майстер сцени Нового драматичного театру на Печерську, м. Київ[286]

### Заслужений артист України

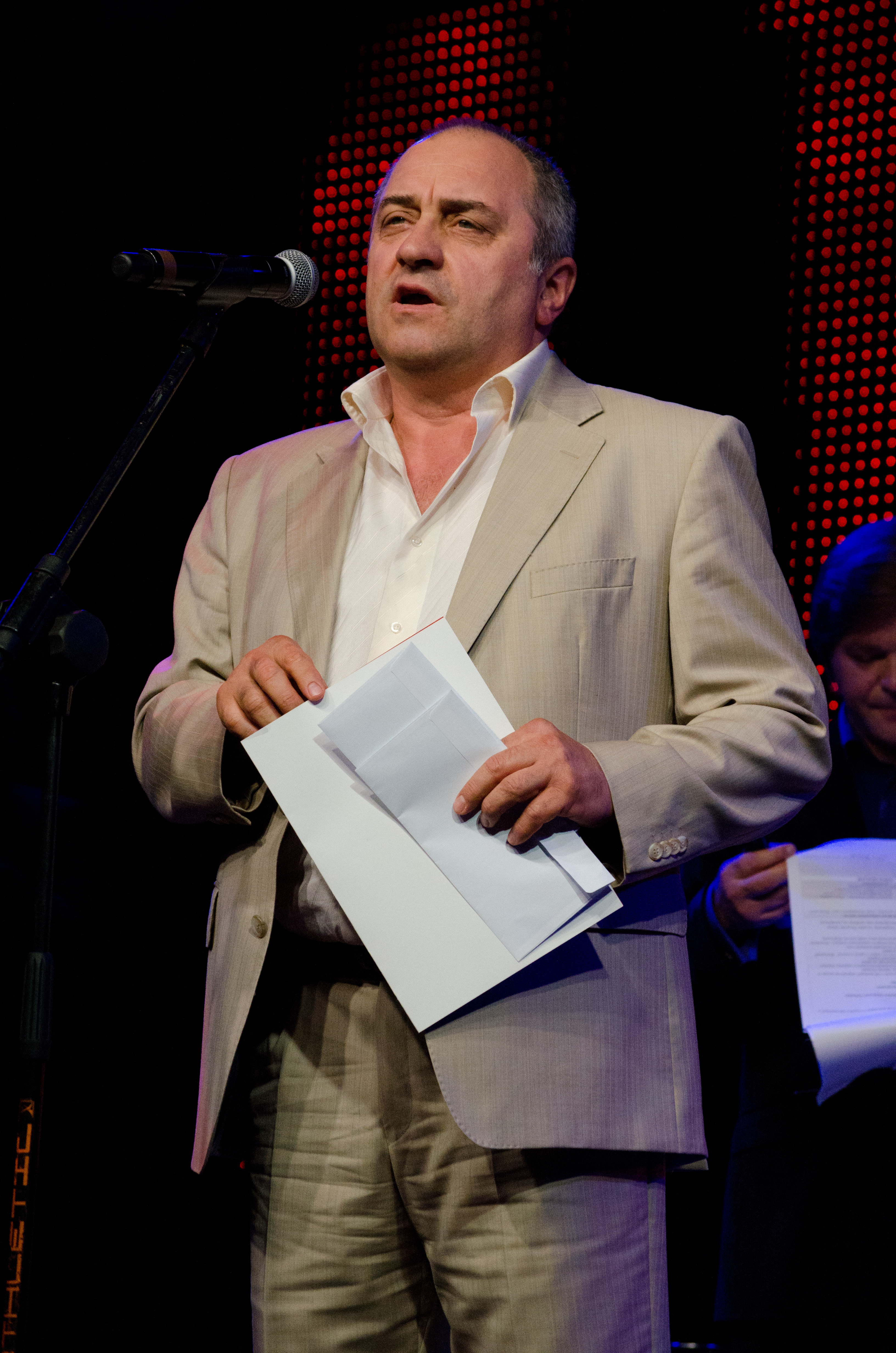
Віктор Андрієнко

- Андрієнко Віктор Миколайович — актор, режисер, продюсер товариства «Кей Анімейшен Студіо», м. Київ[283]
- Арбузова Олена Володимирівна — артистка-вокалістка Київського національного академічного театру оперети[285]
- Бахтина Олександра Яківна — актриса, провідний майстер сцени Дніпропетровського академічного обласного українського молодіжного театру Дніпропетровської обласної ради[285]
- Бідило Олександр Іванович — артист-вокаліст, провідний майстер сцени Харківського академічного театру музичної комедії[282]
- Блінов Олександр Євгенович — артист оркестру, соліст, заступник концертмейстера Національного академічного театру опери та балету України ім. Т. Шевченка, Київ[283]
- Бондарук Сергій Павлович — артист драми Рівненського обласного академічного українського музично-драматичного театру[287]
- Брильов Валерій Вікторович — артист, провідний майстер сцени Харківського державного академічного українського драматичного театру ім. Т. Шевченка[283]
- Булгаков Максим Олександрович — артист балету вищої категорії Київського національного академічного театру оперети[284]
- Бурлай-Пітерова Оксана Миколаївна — артистка Одеського театру юного глядача ім. Ю. Олеші[283]
- Вахновська Тетяна Володимирівна — провідна солістцкаі опери Львівського національного академічного театру опери та балету імені Соломії Крушельницької[280]
- Войтюк Андрій Андрійович — артист драми Національного академічного українського драматичного театру ім. М. Заньковецької, Львів[283]
- Гарлінська Лариса Іванівна — артистка Волинського академічного обласного театру ляльок[283]
- Городецький Сергій Давидович — артист, провідний майстер сцени Харківського театру для дітей та юнацтва[283]
- Горшунова Олена Ігорівна — артистка балету Національного академічного театру опери та балету України ім. Т. Шевченка, м. Київ)[279]
- Гриневко Лариса Мирославівна — артистка оркестру вищої категорії Київського національного академічного театру оперети[284]
- Губанов Володимир Вікторович — провідний майстер сцени Львівського академічного духовного театру «Воскресіння»[283]
- Довженко В'ячеслав Валерійович — артист драми Київського академічного драматичного театру на Подолі[283]
- Драгомирецький Василь Володимирович — головному диригентові Тернопільського академічного обласного українського драматичного театру ім. Т. Шевченка[283]
- Дробот Марк Володимирович — актор Київського академічного Молодого театру[283]
- Задніпровська Наталія Валеріївна — актриса театру і кіно, члену Національної спілки кінематографістів України, Київ[285]
- Зборлюкова Крістіна Миколаївна — провідний майстер сцени Чернівецького академічного обласного українського музично-драматичного театру ім, О. Кобилянської[283]
- Какарькін Максим Олександрович — провідному майстрові сцени Вінницького обласного українського академічного музично-драматичного театру ім. М. Садовського[283]
- Калантай Сергій Гаврилович — артист драми Національного драматичного театру ім. І. Франка, Київ[286]
- Касьян Євгенія Миколаївна — артистка, провідний майстер сцени Тернопільського академічного обласного театру актора і ляльки[285]
- Качура Сергій Володимирович — артист балету Львівського національного академічного театру опери та балету імені Соломії Крушельницької[280]
- Коваль Наталля Іванівна — артистка-вокалістка, провідний майстер сцени Харківського академічного театру музичної комедії[283]
- Кокотунов Володимир Миколайович — артист театру «Актор», Київ[283]
- Красовський Анатолій Васильович — артист драми, провідний майстер сцени Сумського обласного академічного театру драми та музичної комедії ім. М. Щепкіна[283]
- Крилова Олена Михайлівна — артистка Першого академічного українського театру для дітей та юнацтва, Львів[283]
- Криницький Тимофій Сергійович — соліст-вокаліст Одеського академічного театру музичної комедії ім. М. Водяного[279]
- Лепенець Олег Васильович — провідний майстер сцени Київського академічного театру «Колесо»[282]
- Литвин Юрій Федорович — артист Київського академічного театру драми і комедії на Лівому березі Дніпра[280]
- Люшина Алла Миколаївна — артистка Одеського театру юного глядача ім. Ю. Олеші[285]
- Луценко Алла Миколаївна — артистка драми Рівненського обласного академічного українського музично-драматичного театру[286]
- Макоєд Катерина Валеріївна — артистка Запорізького академічного обласного театру юного глядача Запорізької обласної ради[285]
- Міцкевич Олександр Леонідович — артист оркестру Національного драматичного театру ім. І. Франка, Київ[279]
- Микитюк Петро Іванович — провідний майстрер сцени Львівського академічного духовного театру «Воскресіння»[283]
- Музичко Віктор Євгенович — артист хору Одеського національного театру опери та балету[281]
- Ніколаєва Ніна Володимирівна — артистка драми Рівненського обласного академічного українського музично-драматичного театру[287]
- Нагла Алевтина Степанівна — артистка хору вищої категорії Київського національного академічного театру оперети[284]
- Натанчук Людмила Петрівна — артистка драми Волинського академічного обласного українського музично-драматичного театру ім. Т. Шевченка[279]
- Ординський Володимир Леонідович — артист-вокаліст вищої категорії Київського національного академічного театру оперети[284]
- Пархоменко Олена Олександрівна — артистка драми Вінницького обласного українського академічного музично-драматичного театру ім. М. Садовського[279]
- Петрушенко Микола Володимирович — актор Тернопільського академічного обласного українського драматичного театру ім. Т. Шевченка[283]
- Піскун Павло Миколайович — акторові драми Національного драматичного театру ім. І. Франка, Київ[281]
- Проворова Тетяна Анатоліївна — артистка драми Херсонського обласного академічного музично-драматичного театру ім. М. Куліша[283]
- Прасолова Оксана Олександрівна — артистка-вокалістка вищої категорії Київського національного академічного театру оперети[284]
- Рудковська Марія Анатоліївна — провідний майстер сцени Київського академічного драматичного театру на Подолі[283]
- Сазонова Яніна Миколаївна — артистці балету Київського національного академічного театру оперети[285]
- Скляренко Олена Олександрівна — артистка Першого академічного українського театру для дітей та юнацтва, Львів[285]
- Стефанов Олег Дмитрович — провідний майстер сцени Львівського академічного молодіжного театру ім. Л. Курбаса[283]
- Туліс Валерія Юріївна — артистка-вокалістка Київського національного академічного театру оперети[283]
- Чернявський Богдан Вікторович — артист, провідний майстер сцени Полтавського академічного обласного українського музично-драматичного театру ім. М. Гоголя[279]
- Шарабурін Дмитро Володимирович — артист-вокаліст Київського національного академічного театру оперети[283]
- Шерстюк Вадим Григорович — артистові Сумський обласний театр для дітей та юнацтва[279]
- Чабан Ольга Михайлівна — акторка-ляльководу Одеського обласного академічного театру ляльок[283]
- Чернов Дмитро Сергійович — артист драми Національного драматичного театру ім. І. Франка, Київ[283]
- Чирва Павло Володимирович — актор Миколаївського академічного українського театру драми та музичної комедії[279]
- Яремчук Михайло Петрович — головний режисер творчої майстерні «Театр маріонеток», Київ[283]
- Яцук Сергій Миколайович — артист-вокаліст вищої категорії Київського національного академічного театру оперети[284]

### Заслужений діяч мистецтв України
- Глива Анатолій Миколайович — директор — художній керівник Волинського академічного обласного українського музично-драматичного театру ім. Т. Шевченка[282]
- Дідок Сергій Володимирович — диригент вищої категорії Київського національного академічного театру оперети[284]
- Олексюк Олександр Степанович — режисер-постановник Рівненського обласного академічного українського музично-драматичного театру[287]
- Оріщенко Олег Володимирович — генеральний директор — художній керівник Харківського національного академічного театру опери та балету ім. М. Лисенка[282]
- Семьошкіна Ольга Петрівна — головний балетмейстер Національного драматичного театру ім. І. Франка, Київ[283]
- Фетісов Валентин Васильович — художній керівник — директор Дніпровського міського театру ляльок «Театр актора і ляльки»[280]

## Конкурси на заміщення керівних посад
- 11 січня — Кліщевська Ірина Яківна, директор-художній керівник театрально-видовищного закладу культури «Київський академічний театр «Колесо»»[288]
- 15 січня — Струтинський Богдан Дмитрович, генеральний директор-художній керівник театрально-видовищного закладу культури «Київський національний академічний театр оперети»[289]
- 18 січня — Жирков Станіслав Ігорович, директор-художній керівник театрально-видовищного закладу культури «Київський академічний театр драми і комедії на лівому березі Дніпра»[290]
- 24 січня — Генсіцька-Семенцова Ільїна Борисівна, директор-художній керівник театрально-видовищного закладу культури Київський академічний театр українського фольклору «Берегиня»[291][292]
- 25 січня — Кужельний Олексій Павлович, директор-художній керівник театрально-видовищного закладу культури Київська академічна майстерня театрального мистецтва «Сузір'я»[293]
- 7 лютого — Уривський Іван Сергійович, головний режисер Одеського академічного українського музично-драматичного театру ім. Василя Василька[294]
- 4 березня — Яремчук Михайло Петрович — головний режисер Комунального закладу «Театрально-видовищний заклад культури „Творча майстерня Театр маріонеток“»[295]
- 12 березня — Жуль Одрі — продюсер, режисер та художній керівник паризького театру Future Noir — головний режисер Франківського драмтеатра[296]
- 12 березня — Ромашенко Оксана Геннадіївна, директор-художній керівник театрально-видовищного закладу культури Київський академічний театр «Золоті ворота»[297][298]
- 4 квітня — Пінчук Костянтин Михайлович, директор-художній керівник обласного комунального підприємства культури «Дніпропетровський академічний театр опери та балету»[299]
- червень — Держипільський Ростислав Любомирович, генеральний директор-художній керівник Івано-Франківського національного академічного обласного музично-драматичного театру ім. Івана Франка[300]
- 25 червня — Чернухо-Воліч Вячеслав Іванович, головний диригент Одеського національного академічного театру опери та балету[301][302]
- 29 липня — Мисак Юрій Орестович, директор-художній керівник Першого театру (м. Львів)[303]
- 17 вересня — Зайкаускас Лінас, головний режисер Сумського обласного академічного театру драми та музичної комедії ім. Михайла Щепкіна[304]
- 22 листопада — Цьона Олег Михайлович, директор-художній керівник Львівського академічного театру ім. Леся Курбаса[305]

## Діячі театру

### Померли

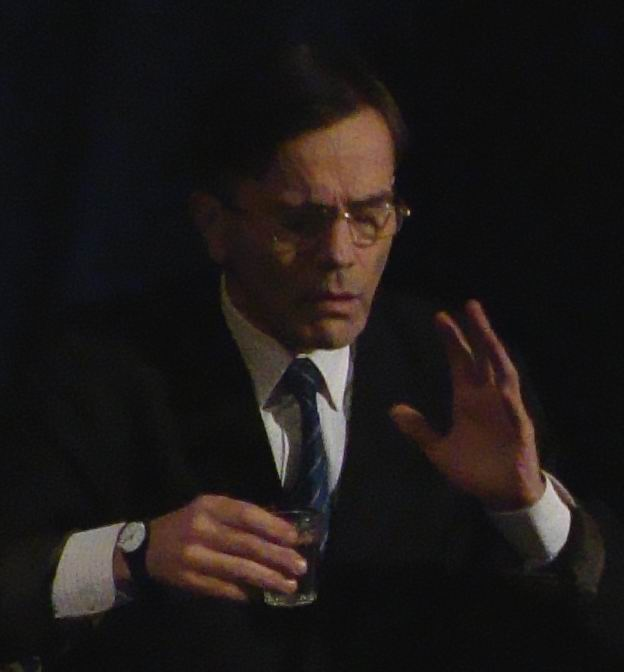
Андрій Харитонов (59)
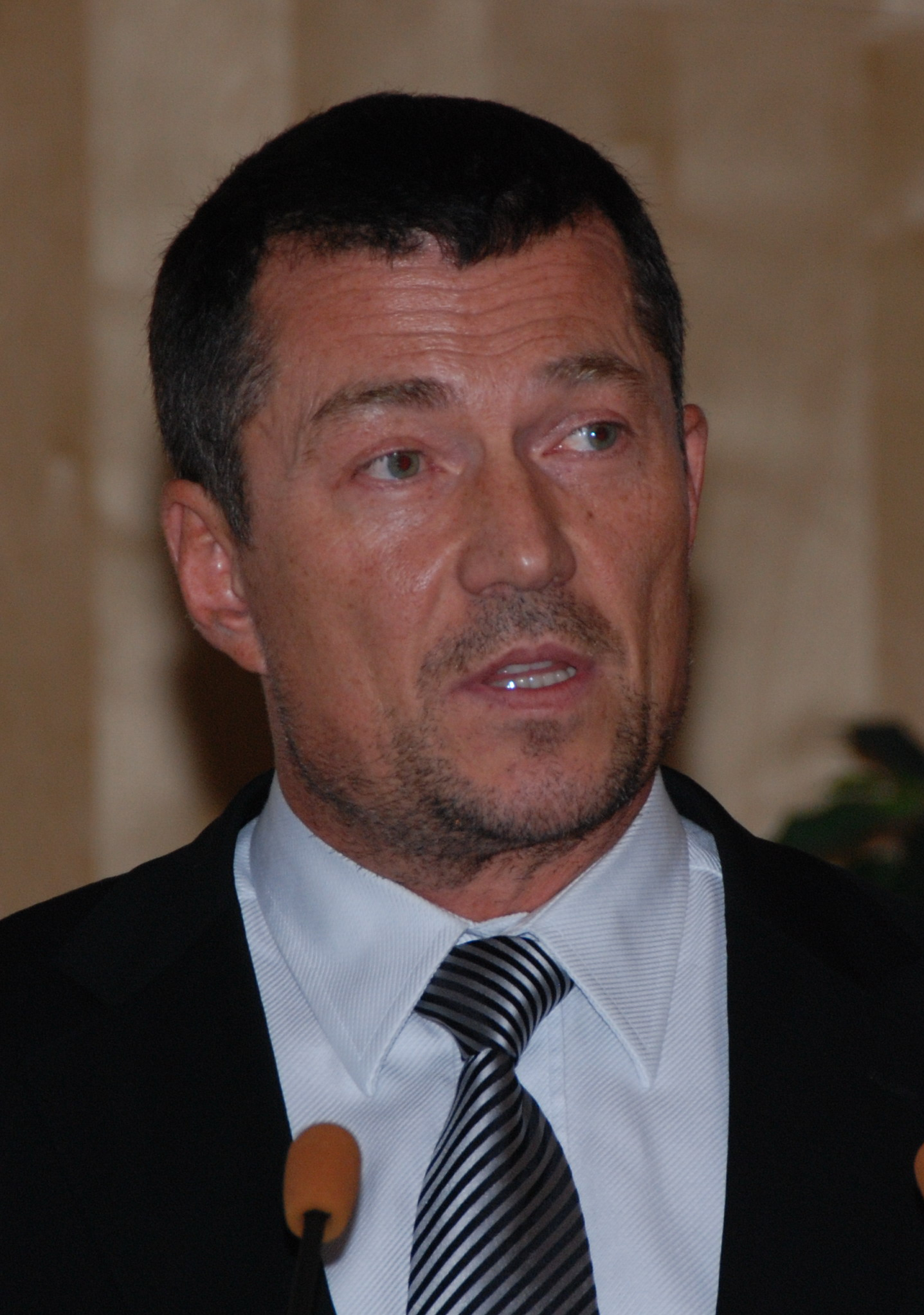
Андрейс Жагарс (60)
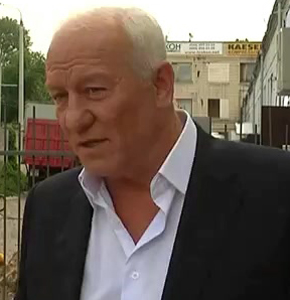
Сергій Романюк (65)
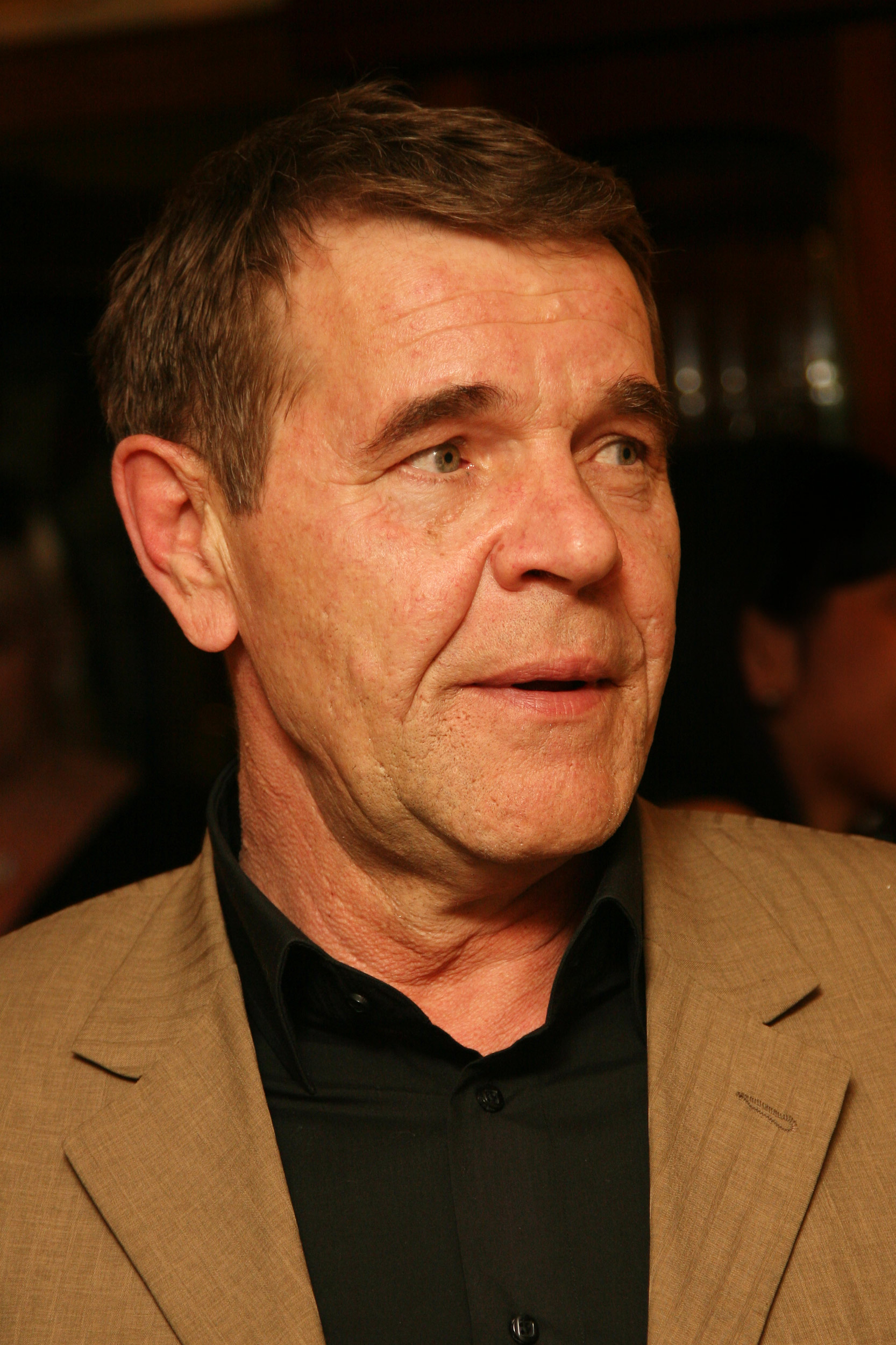
Олексій Булдаков (68)
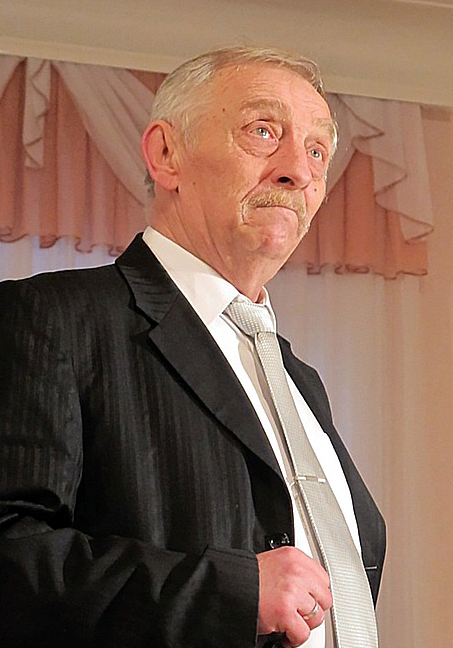
Юрій Жеребцов (71)
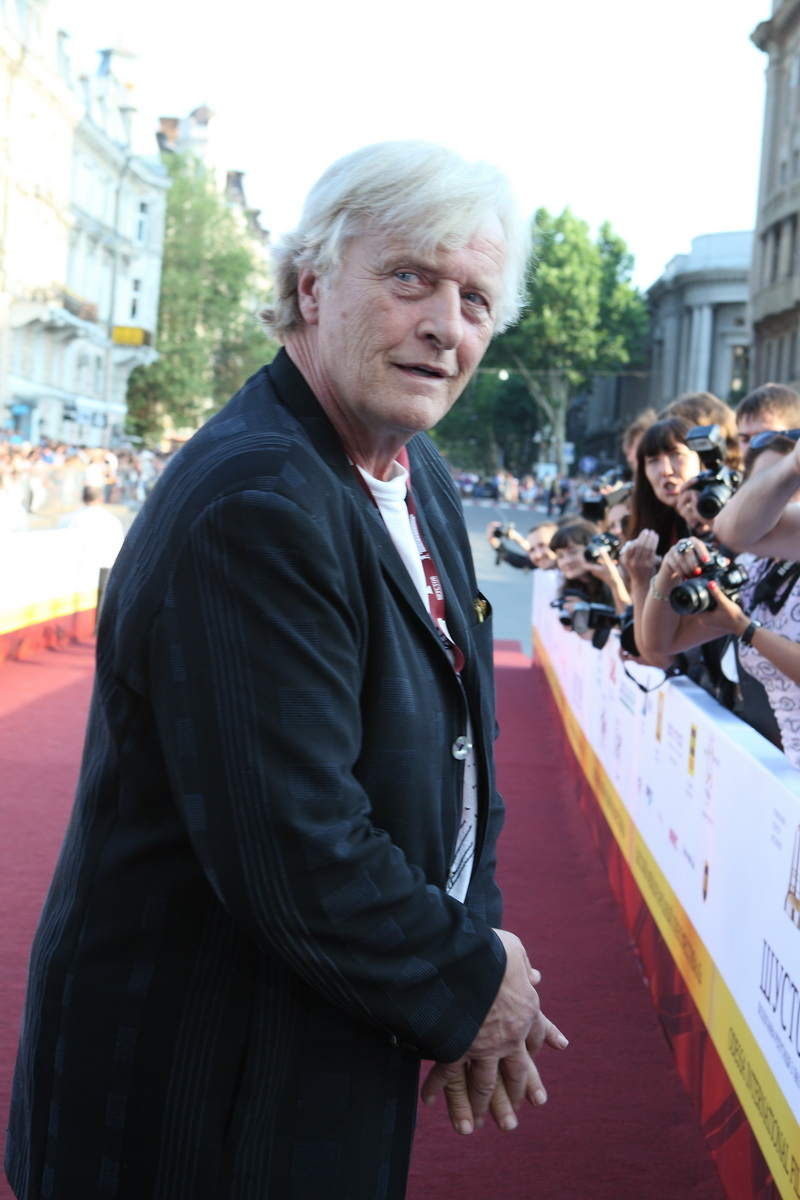
Рутгер Гауер (75)
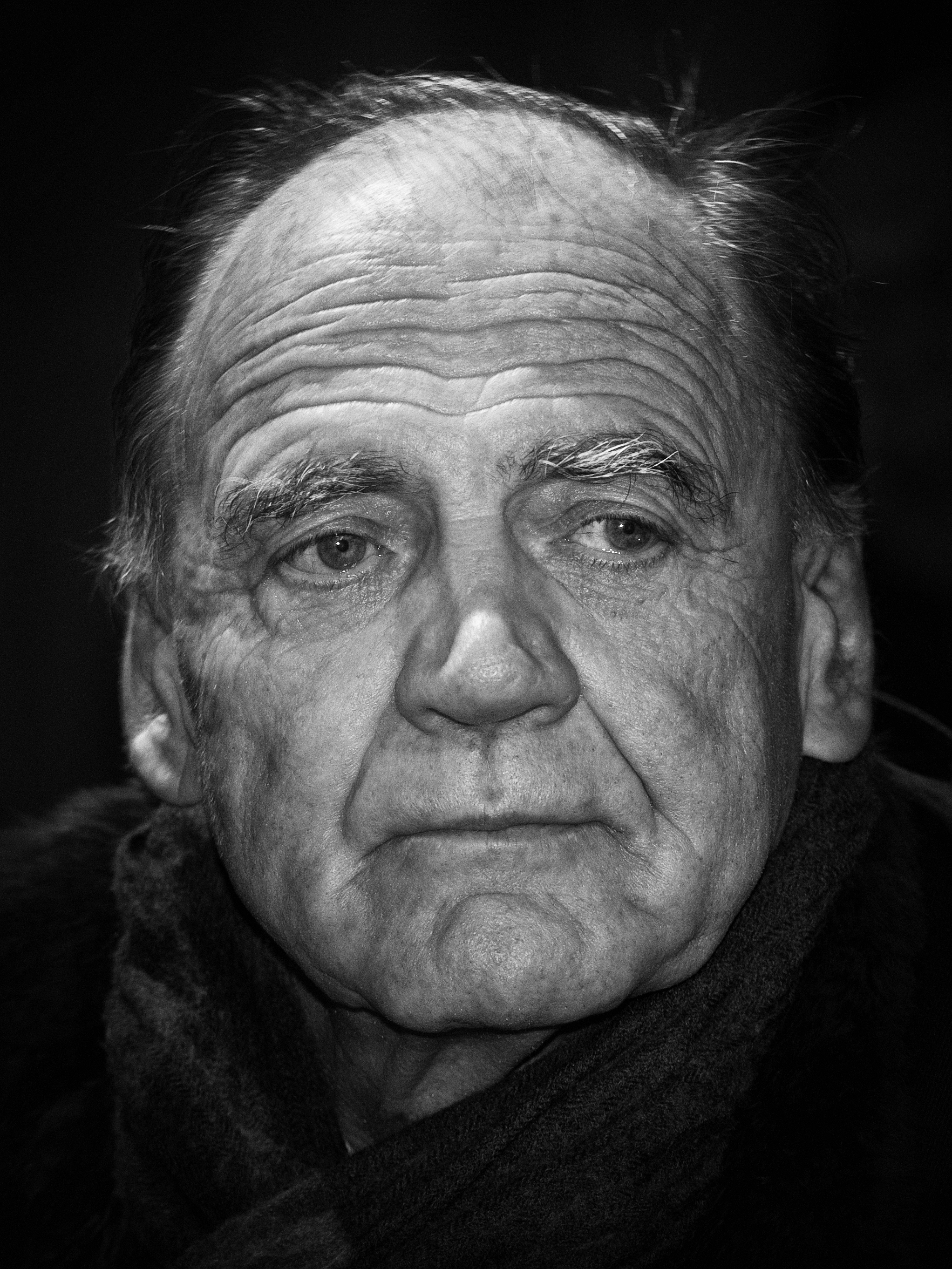
Бруно Ганц (77)
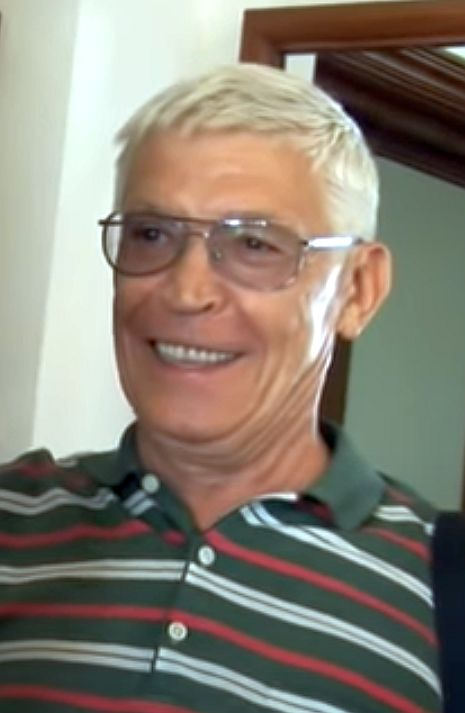
Іван Бортник (79)
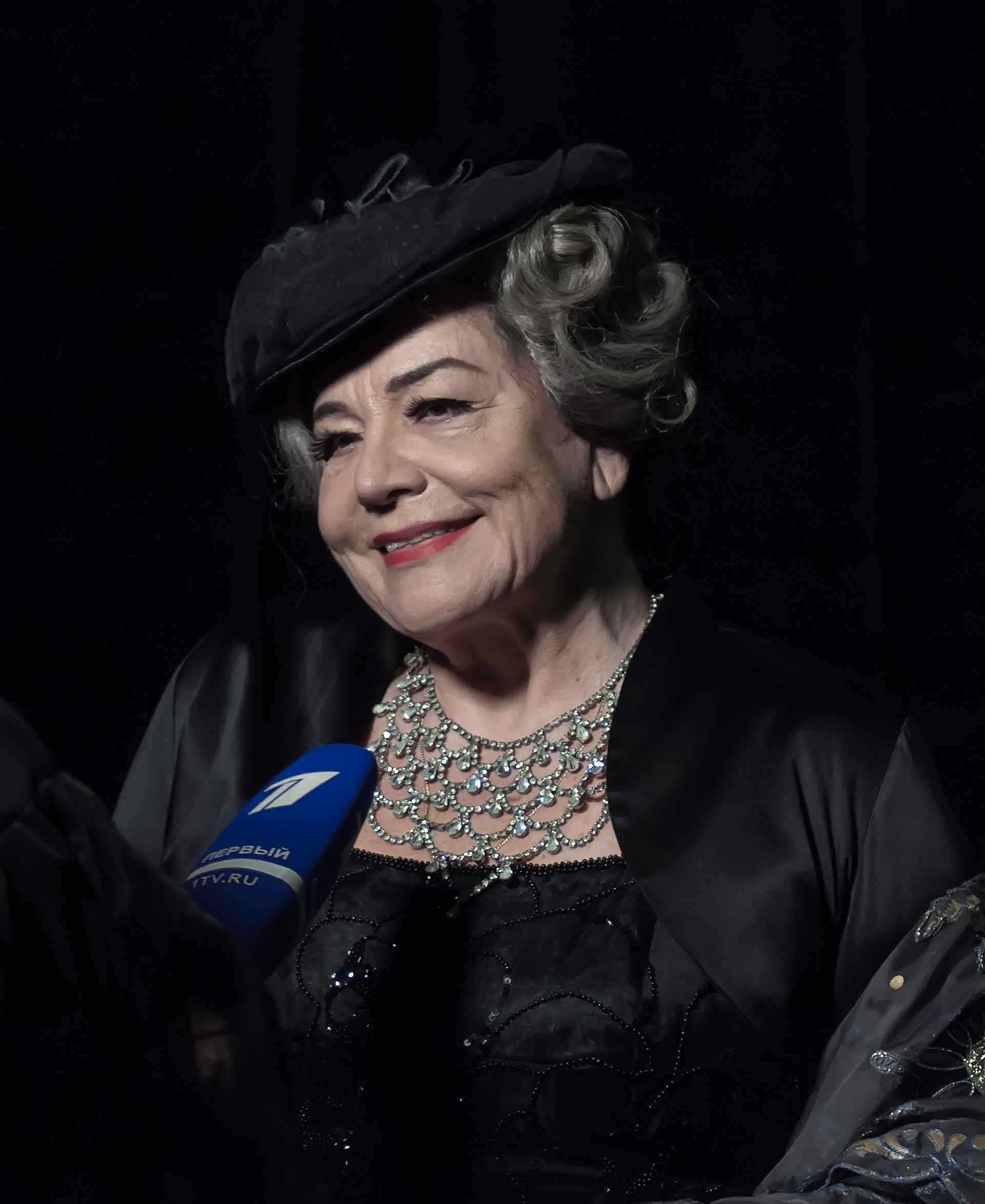
Ірина Богачова (80)
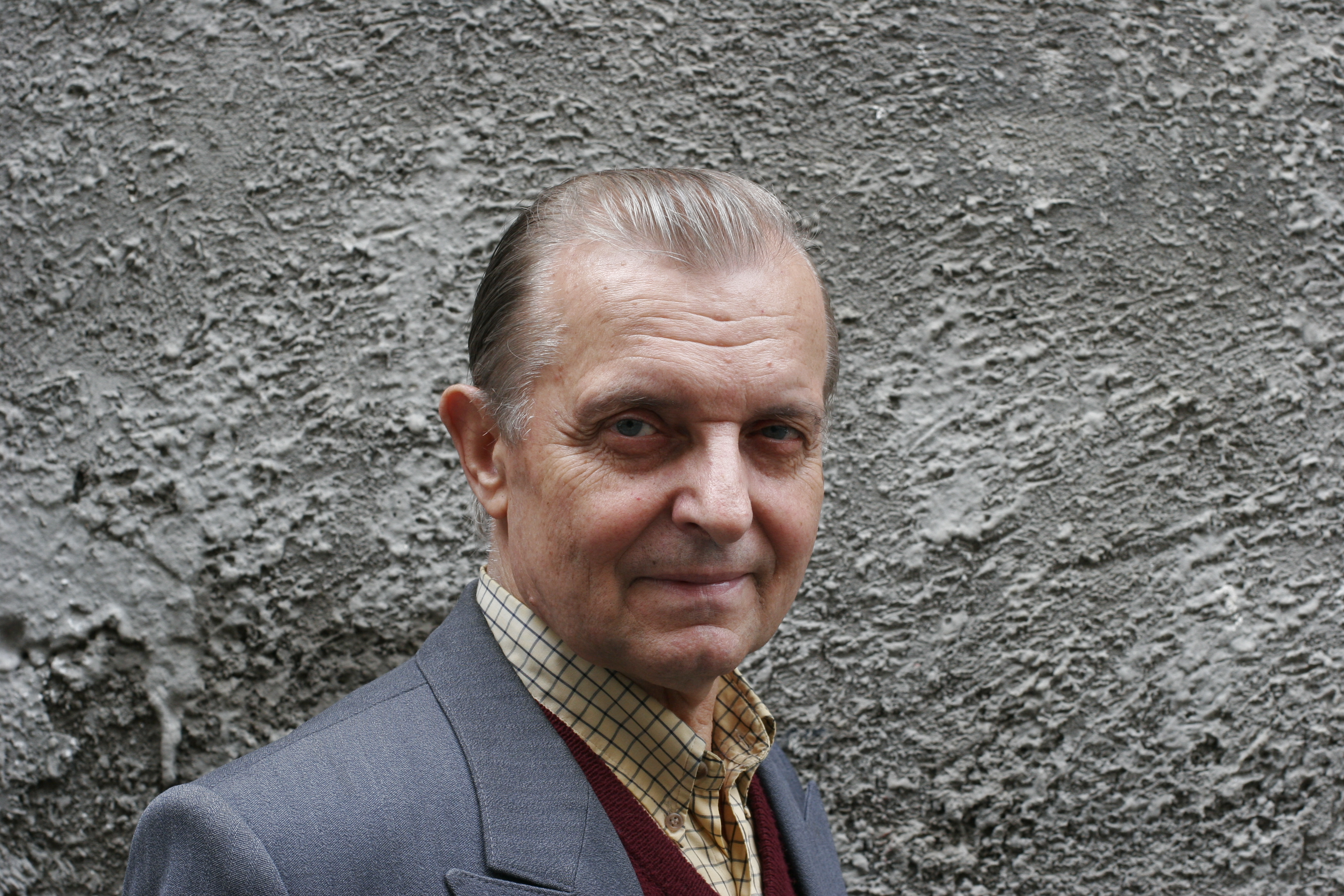
Ярослав Верещак (81)
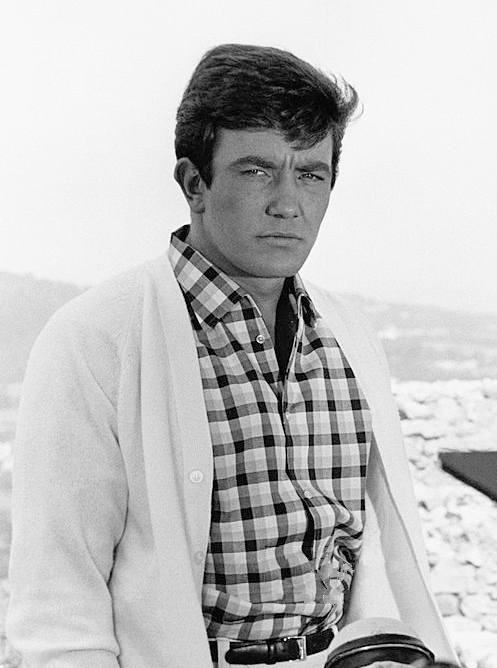
Альберт Фінні (82)
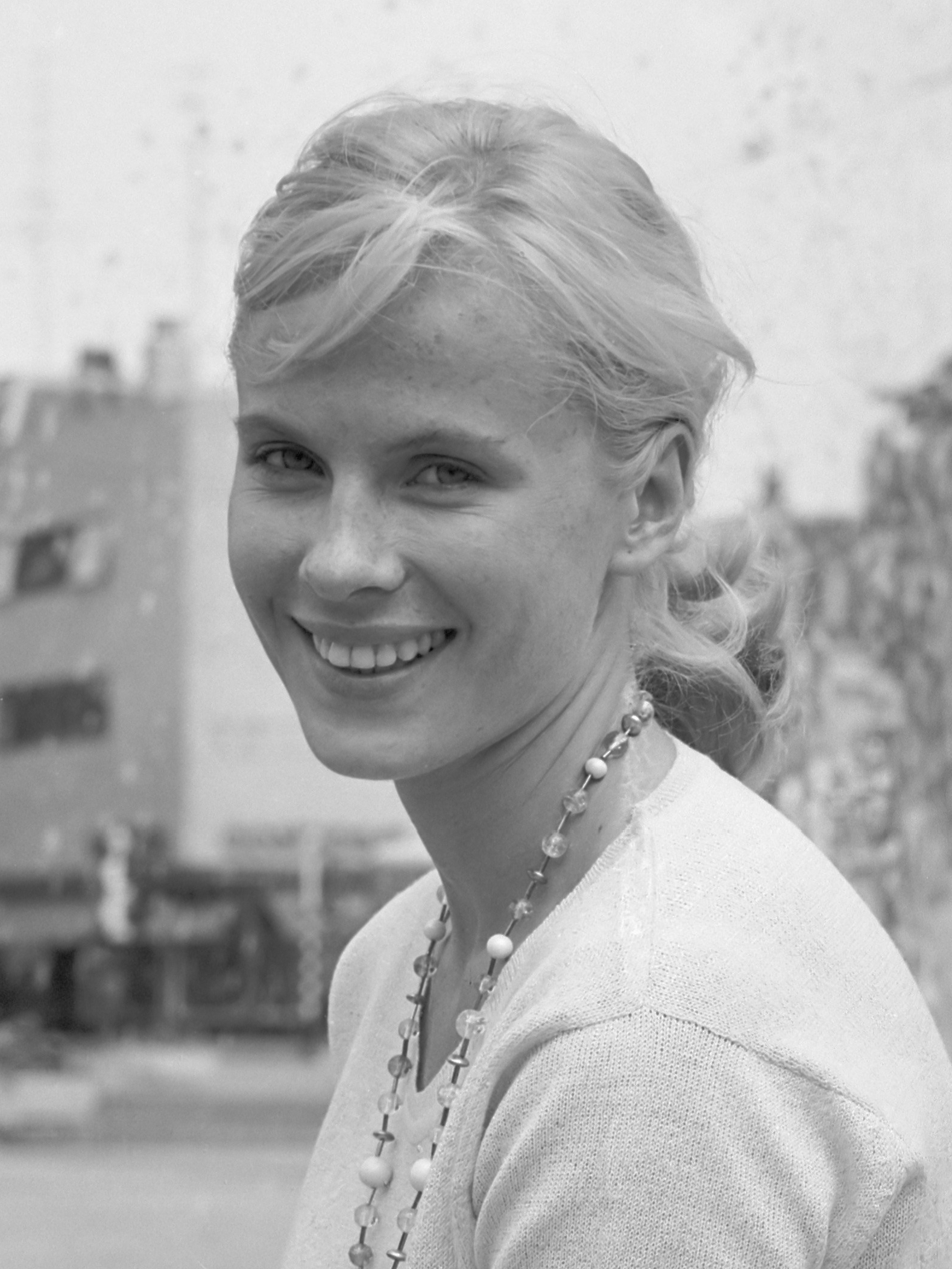
Бібі Андерссон (83)
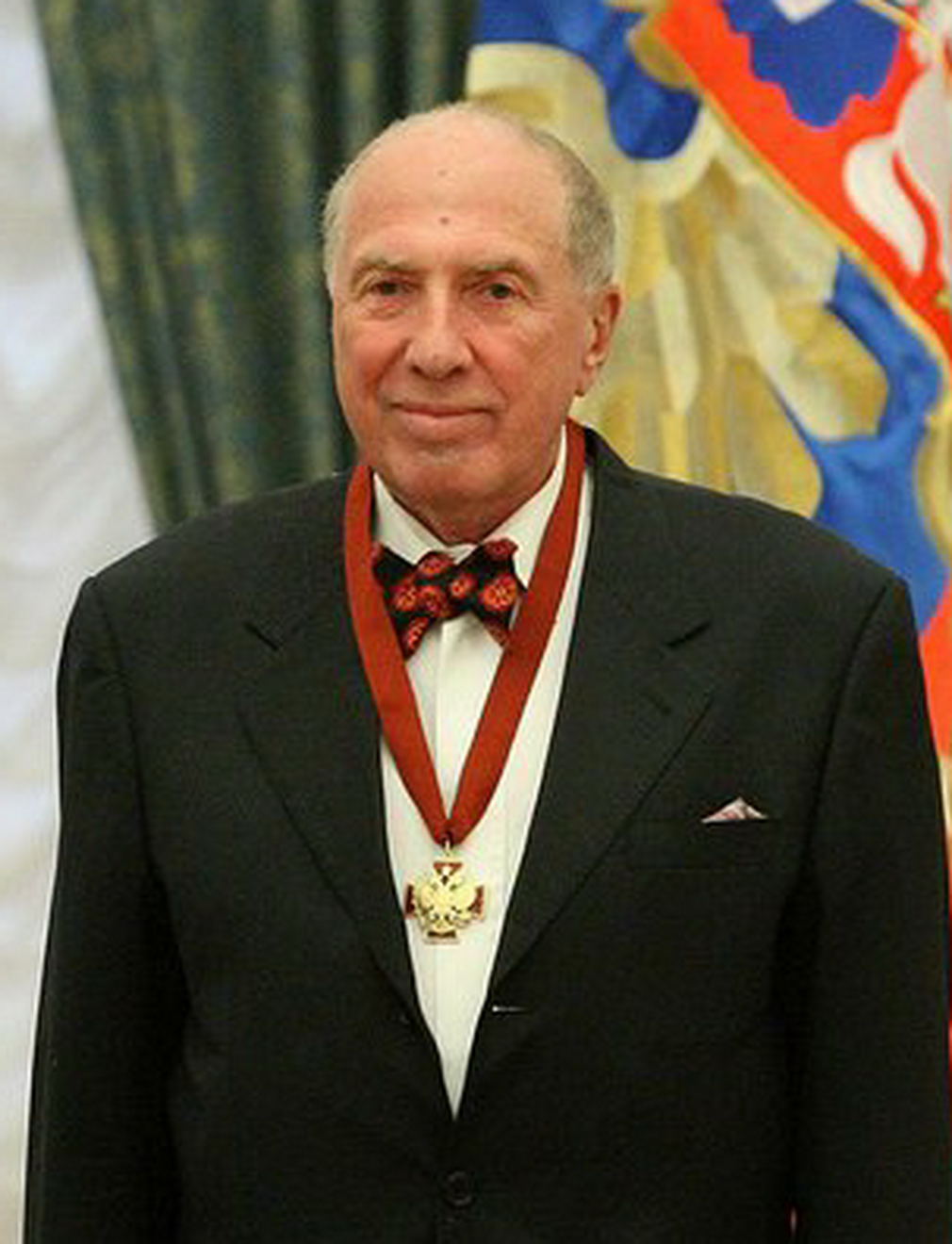
Сергій Юрський (83)
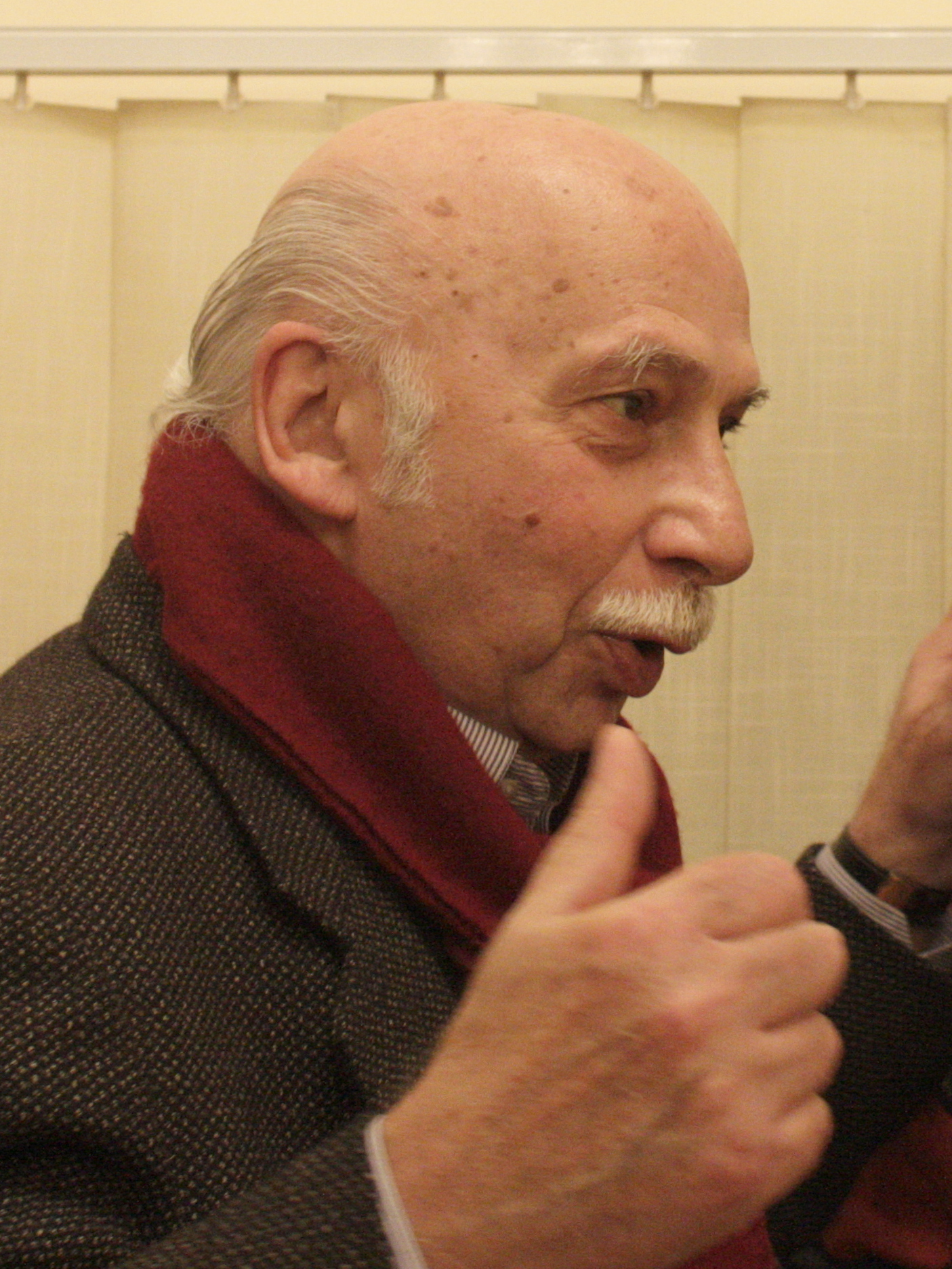
Гія Канчелі (84)
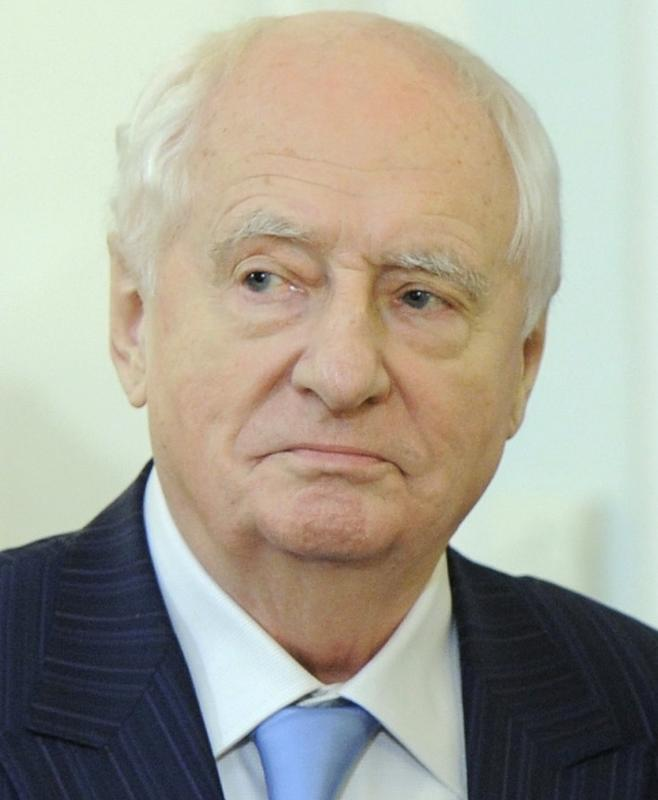
Марк Захаров (85)
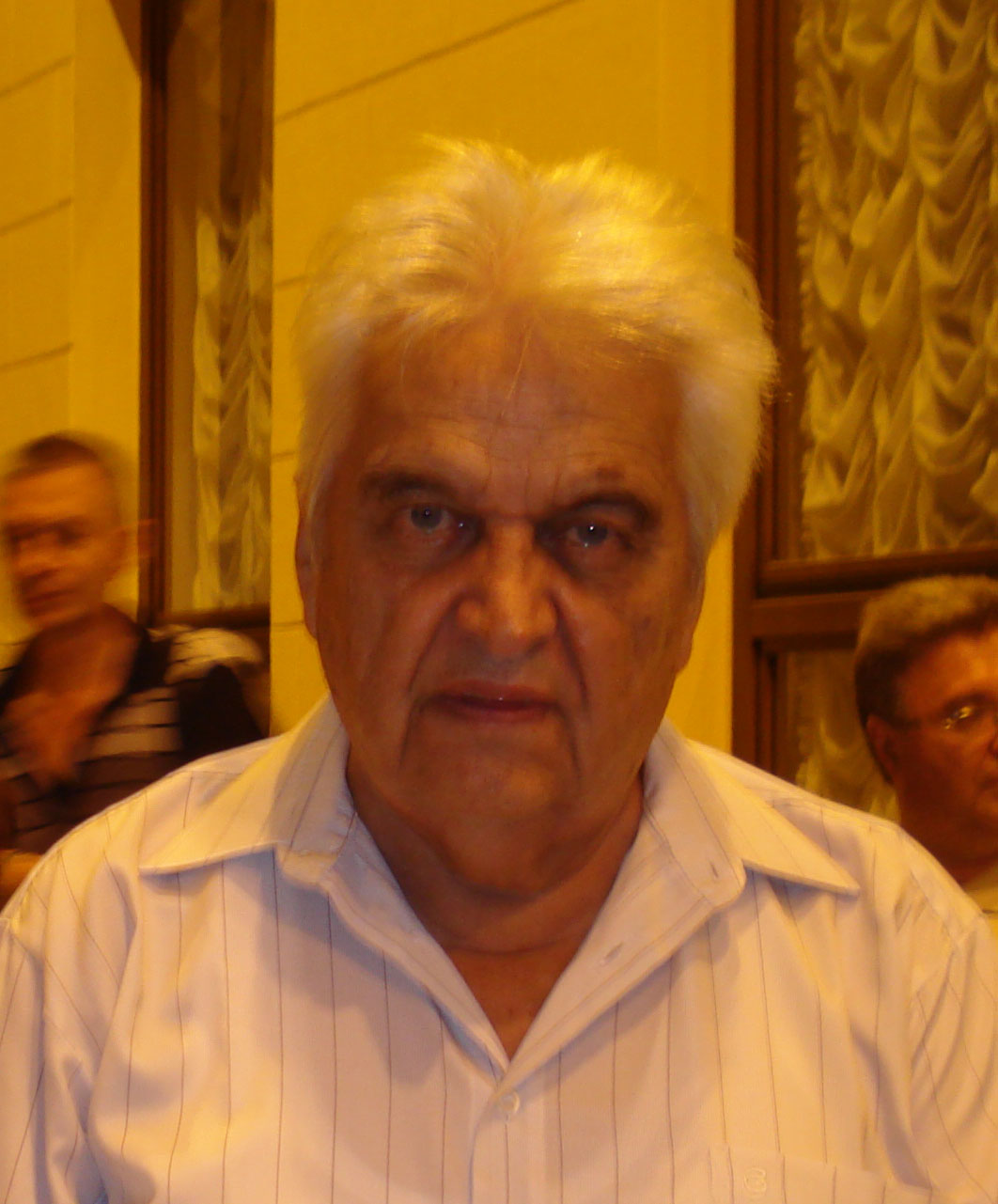
Євген Крилатов (85)
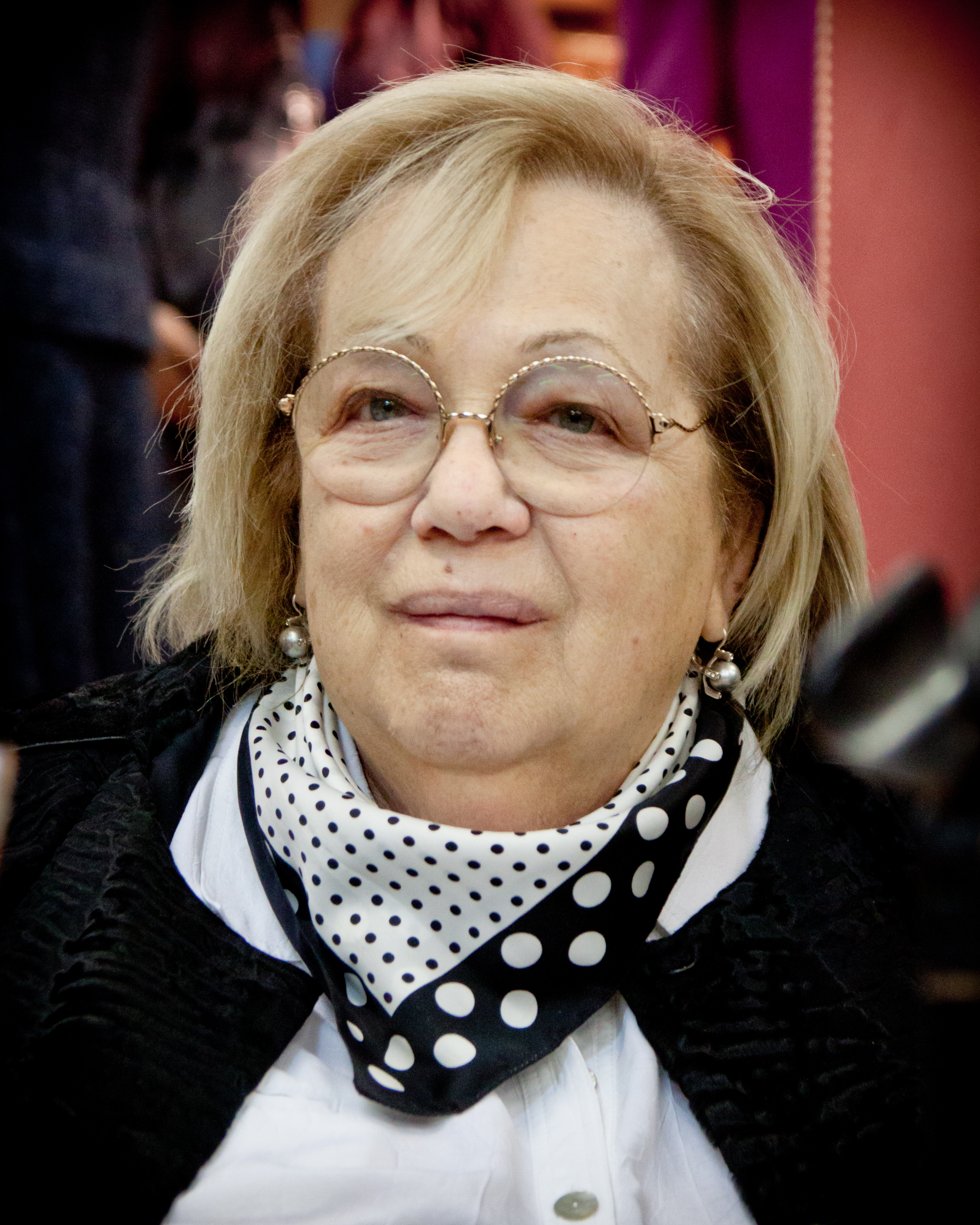
Галина Волчек (86)
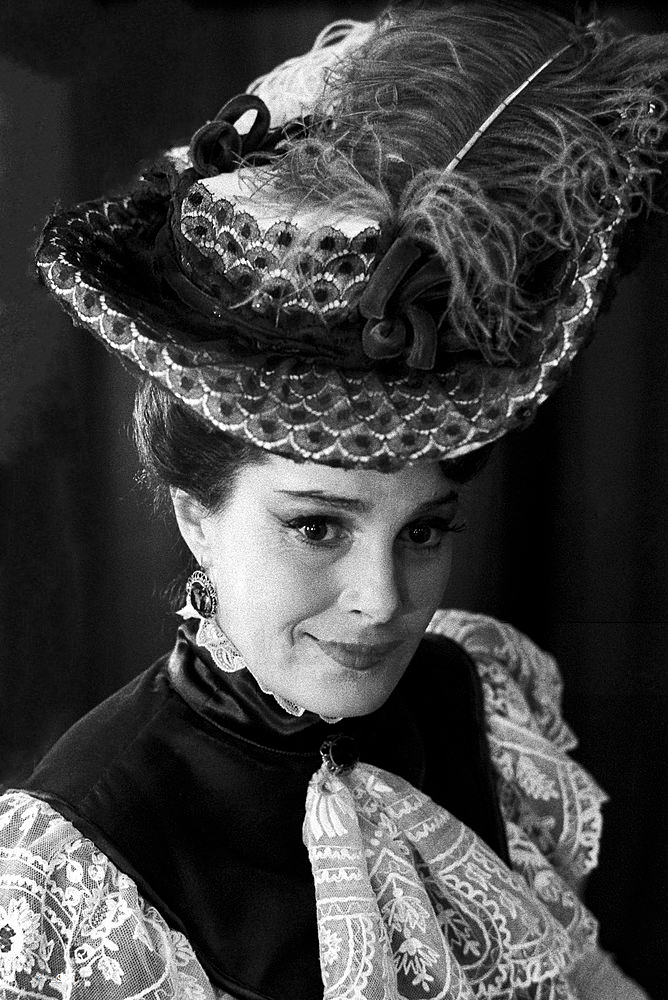
Еліна Бистрицька (91)
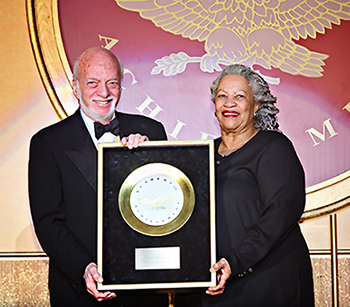
Гарольд Прінс (91)
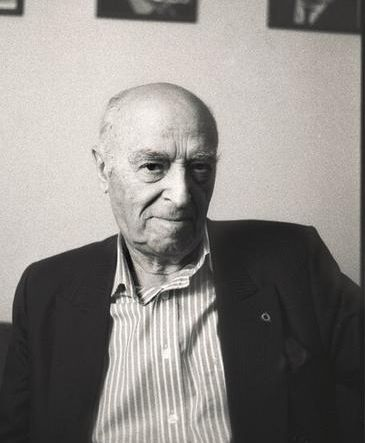
Володимир Етуш (96)
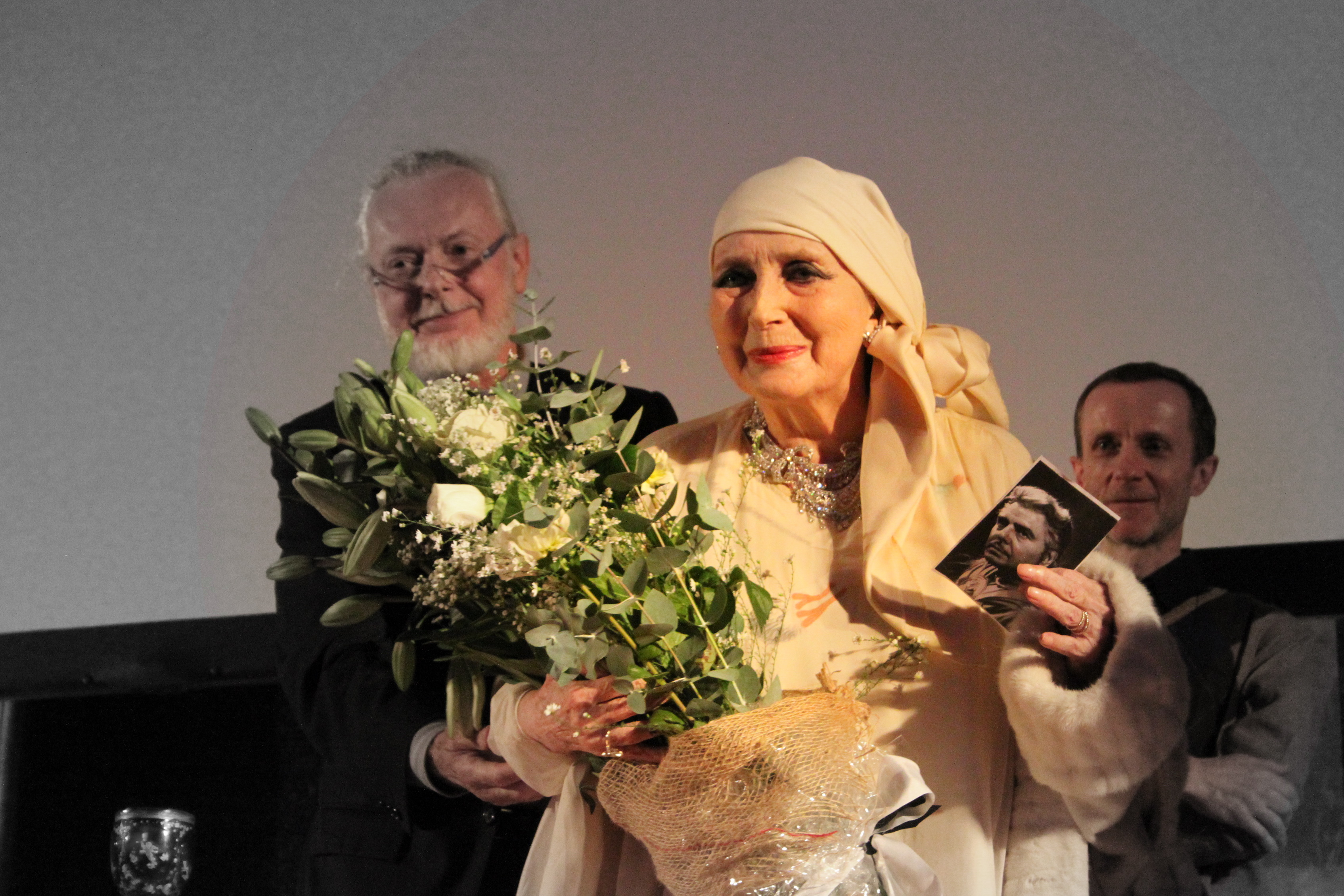
Валентіна Кортезе (96)
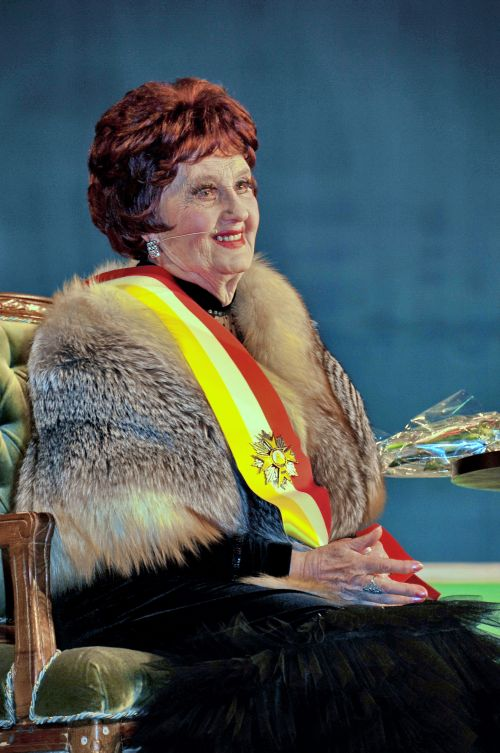
Євгенія Дембська (98)

Січень
- 4 січня —
  -  Іван Бортник (79) — радянський, російський актор театру і кіно. Народний артист Російської Федерації (2000)[306]

- 5 січня —
  -  Валерій Барда-Скляренко (68) — радянський і український актор оперети, заслужений артист Української РСР.

- 23 січня —
  -  Юрій Суржа (82) — український театральний актор, з 1976 року актор Франківського драмтеатру, Народний артист УРСР (1981)[307]
  -  Людмила Цуркан (81) — співачка (сопрано), вокальний педагог, заслужений діяч мистецтв України, професор Харківського національного університету мистецтв ім. Івана Котляревського[308]

- 26 січня —
  -  Микола Кравченко[ru] (65) — український актор і театральний режисер, художній керівник і директор Миколаївського художнього російського драматичного театру (1997–2017 рр).

- 30 січня —
  -  Ігор Кан (81) — радянський та російський актор театру і кіно[309].

- 31 січня —
  -  Валентина Березуцька (86) — радянська та російська актриса театру і кіно[310].

Лютий
- 4 лютого —
  -  Павло Швець (68) — артист балету Чернівецького музично-драматичного театру ім. Ольги Кобилянської, фотожурналіст, художник-оформлювач[311].

- 7 лютого —
  -  Альберт Фінні (82) — англійський театральний та кіноактор[312].

- 8 лютого —
  -  Сергій Юрський (83) — радянський, російський актор театру і кіно, та режисер. Народний артист Російської Федерації (1987)[313].

- 16 лютого —
  -  Бруно Ганц (77) — швейцарський актор, що отримав популярність в 60-х роках в Німеччині, де грав у численних фільмах та виставах[314].

- 26 лютого —
  -  Андрейс Жагарс (60) — латвійський кіно- і театральний актор та режисер, підприємець та політик[315].

Березень
- 3 березня —
  -  Сергій Романюк (65) — український актор театру і кіно, Народний артист України (1998)[316][317]

- 6 березня —
  -  Майя Туровська (94) — радянський і російський театрознавець, кінокритик, історик кіно, сценарист, культуролог. Доктор мистецтвознавства (1983), член Спілки письменників СРСР (1960), член Спілки кінематографістів СРСР (1966)[318]

- 9 березня —
  -  Володимир Етуш (96) — російський актор театру і кіно, Народний артист СРСР (1984)[319]

- 18 березня —
  -  Юрій Жеребцов (71) — український режисер та актор Кропивницького українського музично-драматичний театр ім. Марка Кропивницького, Кіровоградського обласного театру ляльок[320]

- 19 березня —
  -  Рива Левіте (97) — російський театральний режисер, педагог[321]

- 20 березня —
  -  Анатолій Адоскін (91) — радянський та російський актор театру і кіно[322]

- 26 березня —
  -  Нодар Мгалоблішвілі (87) — грузинський актор театру і кіно

- 27 березня —
  -  Зінаїда Цесаренко (82) — українська актриса Національного академічного драматичного театру імені Івана Франка[323]

Квітень
- 2 квітня —
  -  Вадим Гемс (68) — радянський російський актор та режисер.[324]

- 3 квітня —
  -  Олексій Булдаков (68) — російський актор театру і кіно[325]

- 9 квітня —
  -  Петро Бенюк (73) — український актор, народний артист України (1996)[326]

- 10 квітня —
  -  Геннадій Фролов[ru] (81) — російський актор театру і кіно[327]

- 11 квітня —
  -  Іван Пономаренко (73) — український співак, баритон, народний артист України, соліст Національної опери України[328]

- 14 квітня —
  -  Бібі Андерссон (83) — шведська акторка кіно і театру[329]

- 26 квітня —
  -  Еліна Бистрицька (91) — радянська і російська актриса театру і кіно, театральний педагог, співачка, Народна артистка СРСР (1978).[330]

Травень
- 4 травня —
  -  Леонора Еллінська (76) — радянська, українська балерина, прима-балерина Дніпропетровського академічного театру опери та балету, педагог-репетитор, Народна артистка України[331]

- 8 травня —
  -  Євген Крилатов (85) — радянський і російський композитор, Народний артист Росії (1994), автор музики кіно, мультфільмів. В театральному доробку — балет «Цветик-семицветик», «Недоросль» і «Горе з розуму» Малодого театру, «Ревізор» Ризького театру російської драми, «Ромео і Джульєтта» та ін.[332]

- 9 травня —
  -  Аріф Меліков (85) — азербайджанський композитор зі світовим ім'ям, педагог. Писав музику для театру і кіно.

- 13 травня —
  -  Микола Оленчук (85) — радянський, український актор, працював у театрах Тернополя, Львова та Ужгорода. Ветеран сцени

Червень
- 11 червня —
  -  Микола Волошин (77) — український театральний режисер, Заслужений діяч мистецтв України (2004)

- 23 червня —
  -  Андрій Харитонов (59) — радянський і російський актор театру і кіно, режисер, сценарист. Лауреат Державної премії України ім. Т. Г. Шевченка (1982).[333]

- 25 червня —
  -  Алла Покровська (81) — радянська та російська актриса театру і кіно, режисер

- 27 червня —
  -  Юрій Ошеров[ru] (76) — радянський та російський актор та режисер, художній керівник Саратовського ТЮГу[ru][334]

- 29 червня —
  -  Євгенія Дембська (98) — українська акторка театру і кіно. Народна артистка України.[335]

Липень
- 10 липня —
  -  Валентіна Кортезе (96) — італійська актриса театру і кіно[336]

- 11 липня —
  -  Олег Дмитрієв[ru] (49) — російський актор та театральний режисер. З 1990 по 2019 роки — режисер Академічного Малого драматичного театру — Театру Європи.[337]

- 15 липня —
  -  Тетяна Надєждіна[ru] (80) — радянська і російська актриса театру і кіно.

- 16 липня —
  -  Микола Горохов (66) — український режисер театру та телебачення. Нащадок театрального роду Садовських[338]
  -  Ігор Ігнатьєв (68) — художній керівник, головний режисер Санкт-Петербургського державного лялькового Театру казки, заслужений діяч мистецтв Росії.[339]

- 18 липня —
  -  Валентина Зимня (91) — українська актриса, театральний педагог, Народна артистка УРСР (1960), професор кафедри Київського національного університету театру, кіно і телебачення імені І. К. Карпенка-Карого.[340][341]

- 24 липня —
  -  Рутгер Гауер (75) — нідерландський і американський актор театру і кіно, кінопродюсер, режисер та сценарист. Навчався (з 1962 року в театральному інституті в Базелі, після армійської служи — акторська школа в Амстердамі, працює в Королівському театрі, в театрі «Noorder Compagnie» (де 1973 року сам поставив дві п'єси).

- 25 липня —
  -  Інна Скляренко (85) — головний реквізитор Київського театру юного глядача на Липках[342]
  -  Анатолій Торопов[ru] (91) — російський актор театру і кіно.[343]

- 29 липня —
  -  Андрій Крітенко (56) — український режисер українсько-німецького театру «КРОТ».[344][345][346]

- 31 липня —
  -  Гарольд Прінс (91) — американський театральний продюсер і режисер, володар 21 премії «Тоні»[347]

Серпень
- 2 серпня —
  -  Сергій Адосов (50) — артист оркестру Одеського академічного українського музично-драматичного театру ім. В. Василька

- 10 серпня —
  -  Світлана Ісакова (31) — солістка балету Харківського національного академічного театру опери та балету (автомобільна катастрофа)[348]

- 14 серпня —
  -  Валентин Воронін (78) — російський актор театру і кіно, актор Свердловського театру драми.[349]

- 16 серпня —
  -  Володимир Зозуля (55) — український актор Національного академічного драматичного театру імені Івана Франка[350]

- 20 серпня —
  -  Олександра Назарова (79) — радянська і російська актриса театру і кіно.[351]

- 21 серпня —
  -  Володимир Пешкін (79) — російський актор і педагог школи-студії МХАТ.[352]

- 22 серпня —
  -  Віктор Власов (65) — радянський російський актор.[353]

- 26 серпня —
  -  Олександр Костюченко (61) — головний художник Великого театру Білорусі.[354]

Вересень
- 3 вересня —
  -  Зінаїда Славіна (79) — радянська і російська акторка театру і кіно. Заслужена артистка РРФСР (1973). Народна артистка РРФСР (1986).[355]

- 16 жовтня —
  -  Юрій Количев[ru] (90) — радянський і російський актор театру і кіно.

- 19 вересня —
  -  Ірина Богачова (80) — радянська російська оперна співачка (мецо-сопрано), Народна артистка СРСР (1976),

- 20 вересня —
  -  Ігор Шибанов (75) — російський актор театру і кіно. Народний артист Росії (1994). Актор ТЮГу ім. О. Брянцева[356]

- 22 вересня —
  -  Ярослав Верещак (81) — український драматург, театрознавець, театральний критик, голова Всеукраїнського благодійного фонду «Гільдія драматургів України». Заслужений діяч мистецтв України.

- 28 вересня —
  -  Марк Захаров (85) — радянський і російський режисер театру і кіно. Народний артист СРСР (1991). Багаторічний художній керівник Московського театру «Ленком».[357]

Жовтень
- 2 жовтня —
  -  Гія Канчелі (84) — грузинський композитор, автор симфонічної музики, музики для кіно й театру.[358]

- 5 жовтня —
  -  Марина Кукліна (33) — українська акторка театру та кіно.[359]

- 10 жовтня —
  -  Надія Каратаєва (95) — радянська і російська актриса театру і кіно.

- 25 жовтня —
  -  Корнелія Кромбгольц (нім. Cornelia Crombholz) (52) — німецька театральна режисерка.[360]

Листопад
- 2 листопада —
  -  Тетяна Надєждіна (87) — радянська і російська актриса театру і кіно.

- 3 листопада —
  -  Галина Каран (???) — українська актриса Харківського академічного українського драматичного театру ім. Т. Шевченка

- 16 листопада —
  -  Аніко Рехвіашвілі (55) — українська балетмейстер-постановник, професор, Народна артистка України (2007), художній керівник театру сучасної хореографії «Сузір'я Аніко», очолювала балетну трупу Національної опери України ім. Т. Шевченка.[361]

- 24 листопада —
  -  Давид Бабаєв-Кальницький (76) — український актор театру та кіно, педагог, Народний артист України (1999).[362]

- 28 листопада —
  -  Мирон Кипріян (89) — головний художник театру ім. М. Заньковецької, народний художник України, лауреат Національної премії України ім. Т. Шевченка, лауреат премії імені В. Клеха (США).[363]

Грудень
- 26 грудня —
  -  Галина Волчек (86) — радянський і російський театральний режисер, актриса, педагог. Режисер і художній керівник театру «Современник».[364]

## Театральна література
Протягом року було видано наступну театральну літературу:
- Софія Тобілевич. Корифеї українського театру. — «Центр навчальної літератури», 2019. — 540 с. — 300 прим. — ISBN 978-617-673-895-4.
- Алла Підлужна. Феномен Бєльського. — Київ : «АВІАЗ», 2019. — 288 с. — ISBN 978-617-7209-35-4.[366]
- Віктор Марущенко. Франківці. Миттєвості. — Київ : ВД «Антиквар», 2019. — 112 с. — 1000 прим. — ISBN 978-617-7285-25-9. (альбом театральних робіт фотохудожника Віктора Марущенка, знятих у 1979—2019 роках)[367][368]
- Упоряд. Андрій Александрович-Дочевський. Сценографія. Пошуки власної естетики. 1920—2020. — Київ : ВД «Антиквар», 2019. — 304 с. — 1000 прим. — ISBN 978-617-7285-27-3. (художній альбом, присвячений сценографам Національного академічного драматичного театру ім. І. Франка)[367]
- Ганна Веселовська. Більше, ніж театр». Національний академічний драматичний театр імені Івана Франка. 2001—2012. — Київ : ВД «Антиквар», 2019. — 328 с. — 1000 прим. — ISBN 978-617-7285-34-1. (присвячено діяльності Національного академічного драматичного театру ім. І. Франка в період художнього керівництва Богдана Ступки)[367][369]
- Михайло Захаревич. Щоденник директора театру. — Київ : «ПЕНМЕН», 2019. — 216 с. — ISBN 978-617-7443-16-1.
- Олег Зайцев. Декоратори театрів Підкарпатської Русі (1919-1938). — Ужгород : «Аутдор – Шарк», 2019. — 194 с. — ISBN 978-617-7796-01-4.[370]
- Олег Вергеліс. Народна артистка (Олег Вергеліс про Нонну Копержинську). — Київ : ТОВ «ЗНУА», Журнал «Радуга», 2019. — ISBN 978-966-281-150-6.
- Ірина Мелешкіна. Мандрівні зорі в Україні. Сторінки історії єврейського театру. — Київ : «Дух і Літера», 2019. — 304 с. — ISBN 978-966-378-672-8.
- Олексій Рубинський. Очерки истории Показательного театра кукол в Харькове. К теории и практике харьковской школы кукольников. — Харків : «Золотые страницы», 2019. — 456 с. — ISBN 978-966-400-481-4.[371]

Альманахи
- GRA. Альманах Всеукраїнського театрального Фестивалю-Премії «ГРА» (відгуки експертів на вистави лонг-листа першої ГРИ)[372]
- Національний академічний драматичний театр імені Івана Франка. Альманах прем'єр. 2016[367][373]
- Національний академічний драматичний театр імені Івана Франка. Альманах прем'єр. 2017[367]
- Національний академічний драматичний театр імені Івана Франка. Альманах прем'єр. 2018[367]
- Національний академічний драматичний театр імені Івана Франка. Альманах прем'єр. 2019[367]

### Підсумки року
- Портал LB.ua «Український театр у пошуках сенсу: зради і перемоги останніх 10 років» (Анастасія Гайшенець) [Архівовано 24 січня 2022 у Wayback Machine.]
- Портал DT.ua «Підсумки-2019: в блогосфері назвали головні культурні події» (Олег Вергеліс) [Архівовано 30 грудня 2019 у Wayback Machine.]
- UA: Українське радіо. «Третій дзвінок». Театральний клуб з Наталею Грабченко (Ганна Липківська) [Архівовано 31 грудня 2019 у Wayback Machine.]
- Портал BIT.ua «Перемоги українського театру у 2019 році» (Оксана Радзиховська) [Архівовано 30 грудня 2019 у Wayback Machine.]
- Меми, блекфейс і коханці в шафах. Як жартують в українському театрі сьогодні (Олена Мигашко)
- Итоги 2019: чем удивляли одесские театры (Культурометра Одессы) [Архівовано 6 січня 2020 у Wayback Machine.]